# Экспедиция на «Жаннетте»
Экспеди́ция на «Жанне́тте» (англ. The Jeannette expedition), официально Аркти́ческая экспеди́ция США (англ. U. S. Arctic Expedition), проходила в 1879—1881 годах под началом лейтенанта Джорджа Делонга на барке «Жанетта». Её целью были достижение Северного полюса через Берингов пролив и попутно выяснение судьбы команды Норденшельда на барке «Вега».
К концу 1870-х годов во всех арктических секторах (со стороны Берингова пролива или пролива Смита) исследователи не приближались к Северному полюсу ближе 400 морских миль, что в буквальном смысле оставляло пространство для самых разнообразных теоретических построений. Немецкий географ Петерман и несколько американских исследователей предполагали, что в высоких широтах во время полярного дня существует открытый морской бассейн, проход к которому могут создавать течения Куросио или Гольфстрим. Эта аргументация убедила известного медиамагната Джеймса Беннетта спонсировать американскую полярную экспедицию. Теория, положенная в основу путешествия, была ошибочной. Уже после отбытия Делонга Береговая и геодезическая служба США обобщила сведения промысловиков из Берингова моря: влияния течения Куросио не ощущалось севернее Берингова пролива.
Экспедиция по финансированию и снаряжению была частной, но она была принята под патронаж военно-морского флота США и проходила в соответствии с морским уставом и субординацией. Экспедиционное судно было канонерской лодкой британского флота «Пандора», которая использовалась в полярной экспедиции Аллена Янга, а затем была переименована. В составе команды было 32 человека, включая двух китайцев и двух эскимосов — охотников и погонщиков собак. «Жаннетта» 4 сентября 1879 года начала незапланированный дрейф в Чукотском море от острова Геральд, который продолжался почти два года по замкнутой линии, общая протяжённость 21-месячного дрейфа не достигала 500 км. Ещё в январе 1880 года корпус получил пробоину, но слаженные действия команды позволили сохранить судно на плаву. После открытия островов Де-Лонга судно было раздавлено льдами и затонуло 12 июня 1881 года в 560 км от сибирского побережья. Команда в полном составе попыталась пройти на санях и трёх шлюпках через ледовые поля к устью Лены. 23 ездовые собаки не показали хороших тягловых качеств и были застрелены. Поход по льдам начался 17 июня, а с 26 июля по 6 августа команда находилась на острове Беннетта, где люди смогли несколько восстановиться. Было решено бросить сани и передвигаться на вельботе и двух куттерах. К 12 сентября американцы достигли устья Лены, где шлюпки разогнало бурей. Во время шторма пропал без вести куттер с восемью полярниками во главе с лейтенантом Чиппом. На сушу выбрались только отряды механика Мелвилла и самого Делонга.
Отряд лейтенанта Делонга был почти лишён запасов провианта. На имевшихся картах не было обозначено населённых пунктов, поэтому люди двинулись на юг. 6 октября от голода скончался первый экспедиционер. 9 октября наименее обессиленные матросы Ниндеман и Норос по приказу командира отправились на поиски людей и 22 октября вышли к селению Булун. К тому моменту оставленные ими товарищи начали умирать один за другим. Последняя запись в дневнике Делонга датирована 30 октября, в живых тогда оставалось трое из одиннадцати. Обстоятельства их кончины остались неизвестными. 2 ноября к Булуну подошли люди Мелвилла, спасённые местными жителями. Механик до 27 ноября пытался отыскать следы лагеря Делонга и обнаружил гурий, под которым командир зарыл экспедиционные журналы и дневники. Когда наступила полярная ночь, Мелвилл отвёз уцелевших американцев в Якутск, куда все прибыли 30 декабря. Далее десятерых выживших Мелвилл отправил в США, а сам в сопровождении Ниндемана и кочегара Бартлетта попытался найти последний лагерь Делонга. Несмотря на плохую погоду, 23 марта 1882 года были обнаружены останки Делонга и его пятерых спутников, а также последние письма и дневники. Мелвилл попытался пройти на побережье в поисках останков группы Чиппа, но это ему не удалось. Мелвилл и Ниндеман вернулись в США только 13 сентября 1882 года. Общее число погибших составило девятнадцать человек.
Конгресс США и военно-морское ведомство провели расследование катастрофы и официально объявили в феврале 1883 года, что лейтенант Делонг образцово исполнял свои обязанности, экспедиция была снаряжена должным образом, а всё остальное явилось роковым стечением обстоятельств и не могло быть предусмотрено. В 1884 году останки Делонга и его спутников были доставлены в Нью-Йорк и похоронены с воинскими почестями. В октябре 1890 года в Военно-морской академии США в Аннаполисе был открыт большой памятник погибшим участникам экспедиции. В том же году Конгресс учредил «Медаль Жаннетты» (как разновидность медали Конгресса), которую присудили всем участникам экспедиции, в том числе посмертно.

## Предыстория

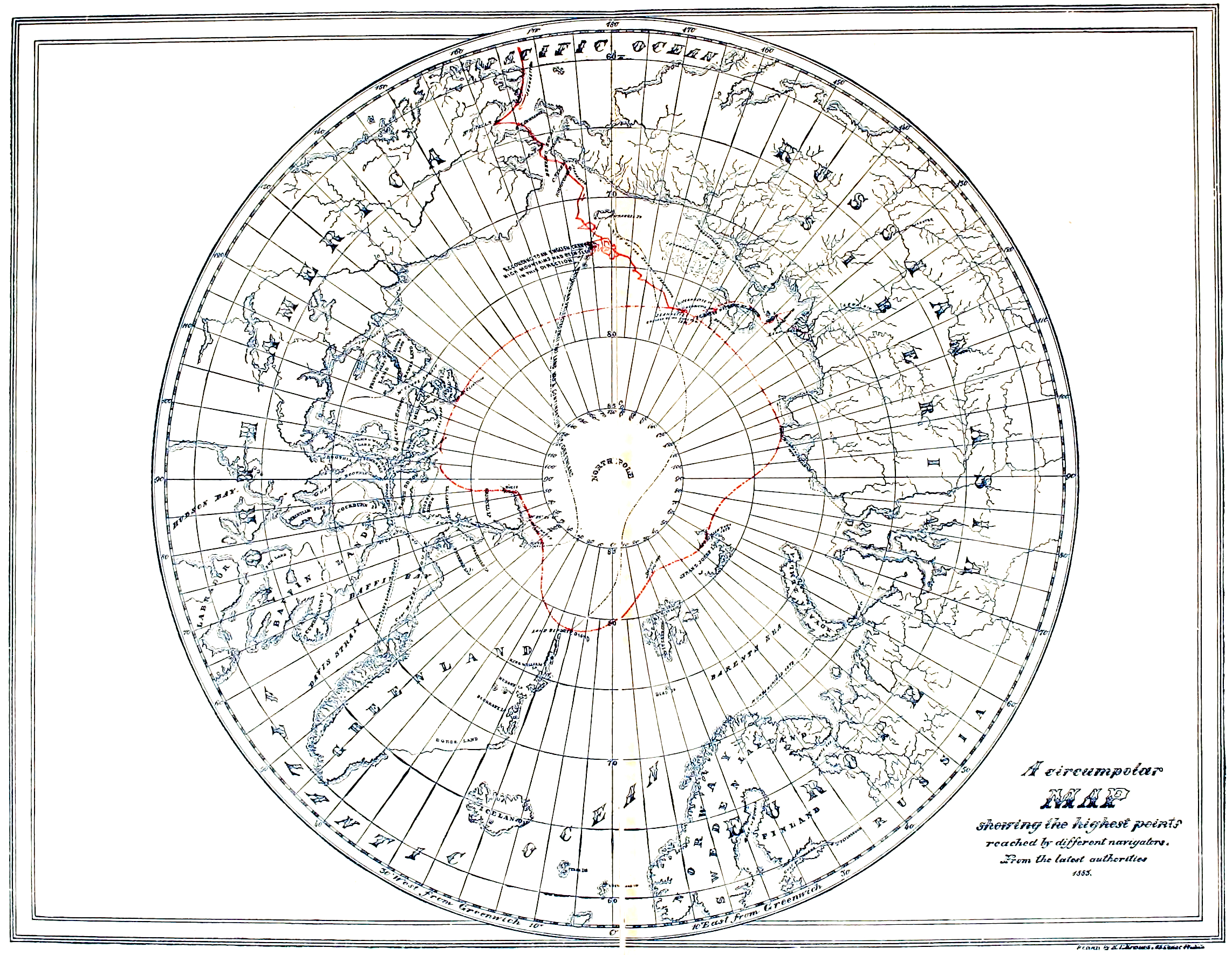
Карта Арктики 1884 года с указанием пределов, достигнутых полярными исследователями

### Первые американские арктические экспедиции
Согласно мнению писателя Фергуса Флеминга, впервые активной пропагандой полярных исследований в США занимался отставной офицер Джон Кливз Симмс. Будучи апологетом идеи «полой Земли», он полагал, что проход во внутренние пространства земного шара находится на Северном полюсе, и призывал организовать экспедицию. В 1822 году ему удалось созвать сенатские слушания по северополярной американской экспедиции; во время голосования «за» было 25 сенаторов. Один из последователей Симмса (скончавшегося в 1829 году) — Джереми Рейнольдс — инициировал антарктическую экспедицию Уилкса, хотя и не принимал в ней участия. Влияние Симмса испытывал и Эдгар По, написавший роман «Повесть о приключениях Артура Гордона Пима». Британские мореплаватели всерьёз воспринимали идею открытого полярного бассейна, которая существовала с XVI века, а в XIX веке стала научной основой экспедиций Парри и Франклина.
Поисками исчезнувшей экспедиции Франклина заинтересовался американский филантроп Генри Гриннелл, который финансировал походы 1850 и 1853 годов. В первой экспедиции судовым врачом шёл Илайша Кейн, который отличался харизмой и литературными талантами, вследствие чего его книга о путешествии в Гренландию и публичные лекции приносили большие доходы. Он же возглавил вторую экспедицию Гриннелла. Непрофессионализм Кейна-руководителя привёл к тому, что зимовка 1853—1854 годов оказалась катастрофической: к февралю закончились запасы свечей и керосина для освещения, команда болела цингой, пали почти все ездовые собаки. Попытка использования санных партий, в которых грузы тащили сами люди, привела к гибели двух путешественников и массовым психическим расстройствам. Группа Уильяма Мортона в июне 1854 года достигла 81°22’ северной широты, и её руководитель наблюдал обширные зоны свободной ото льда воды к северу от мыса Сабин, полагая, что достиг южных пределов открытого полярного моря. Поскольку экспедиционное судно не смогло освободиться изо льда, восемь человек под командой судового врача Айзека Хейса пошли пешком до Упернавика, а верные Кейну люди остались на вторую зимовку. Команда смогла выжить только благодаря помощи оказавшегося рядом племени эскимосов, которые научили утеплять жильё и снабжали экспедицию мясом. 17 мая 1855 года выжившие спутники Хейса выступили в санно-шлюпочный поход и добрались до Упернавика за 84 дня, после чего были возвращены спасательной экспедицией, организованной правительством. После возвращения в США экспедиция была признана успешной: были открыты бассейн Кейна и пролив Кеннеди, ледник Гумбольдта, достигнуты северные отроги острова Элсмир и Гренландии.
В 1860 году собственную экспедицию начал Чарльз Холл, цель которой широко рекламировалась в прессе и была сугубо политической: обеспечить первенство Америки в полярных областях и первым отыскать пропавшего Франклина. Именно Холл пришёл к выводу, что в Арктике следует всецело полагаться на опыт и снаряжение эскимосов и использовать их в экспедициях, ведомых белыми людьми. В том же году Айзек Хейс вернулся в Гренландию, где намеревался улучшить результаты Кейна, также используя нанятых эскимосских охотников, погонщиков собак и портных. Однако и его команда страдала от болезней и психических заболеваний во время полярной ночи, был велик падёж ездовых собак. В апреле 1861 года Хейс выступил на северное побережье острова Элсмир с 12 спутниками на санях и с металлической лодкой для морского плавания. Однако уже к концу месяца лодку пришлось бросить, четверо людей были серьёзно травмированы, а лёд оказался почти непроходимым. Несмотря на потери и тяжёлые травмы людей, к 18 мая 1861 года Хейс достиг 81°35’ с. ш. и заявил, что добрался до южного побережья Арктического океана. После возвращения на судно Хейс разработал проект достижения полюса: парусно-паровая шхуна была в состоянии пройти бассейном Кейна, а далее следовало основать на побережье Гренландии или Элсмира охотничью базу, на которой эскимосы будут снабжать зимовщиков свежими припасами и ездовыми собаками. Из-за начавшейся Гражданской войны в США отчёт Хейса об экспедиции был зачитан в Географическом обществе США лишь в 1868 году, и больше он никогда не пытался продолжать полярные исследования. Судя по анализу его дневников, в действительности Хейс добрался до мыса Джозефа Гуда, расположенного на 80°14’ с. ш.

### Август Петерман и его теория

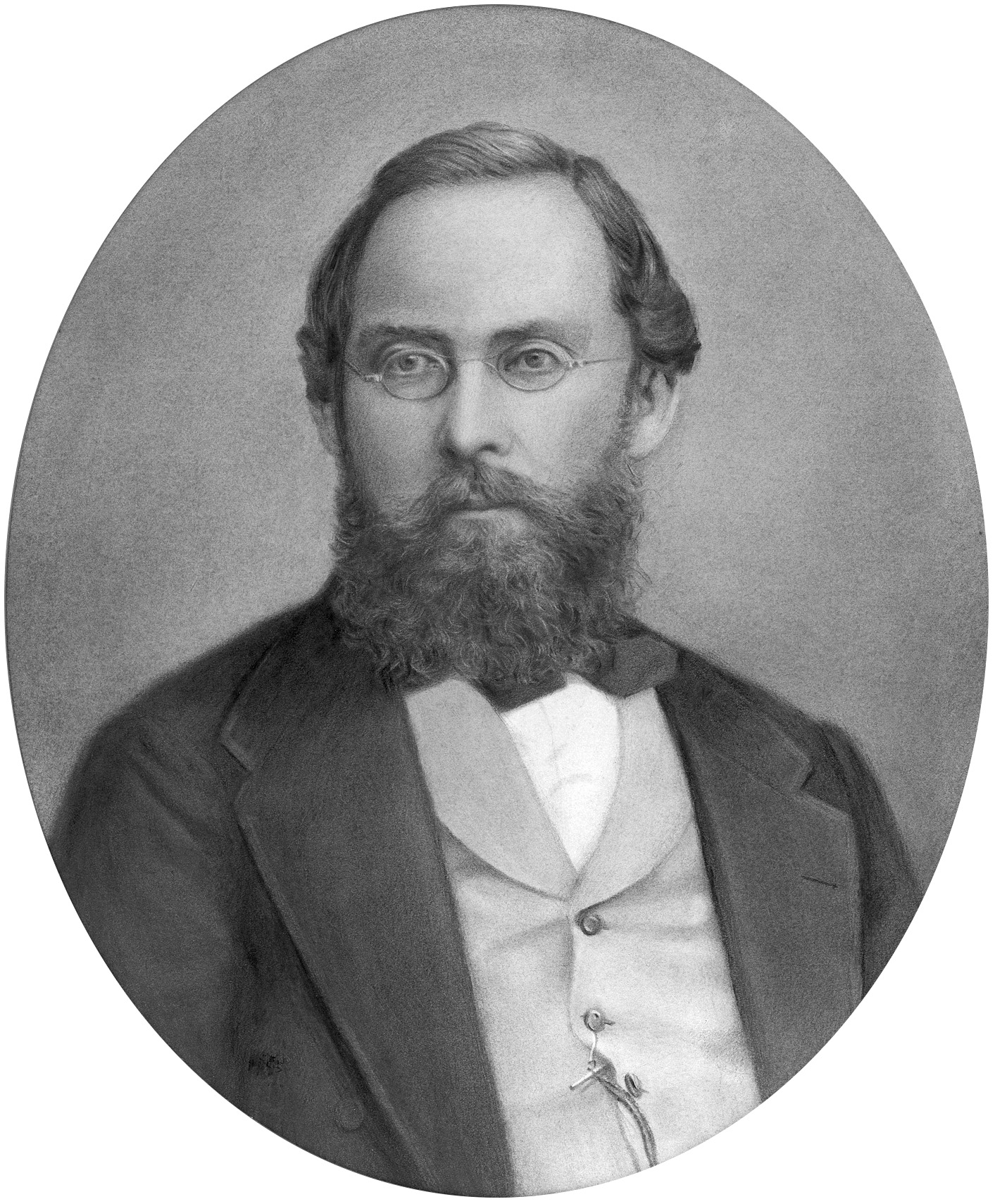
Август Петерман

В 1870-е годы Соединённые Штаты продолжали на правительственном уровне поддерживать исследования Арктики, поскольку пролив Смита считался надёжным торным путём к полюсу. Великобритания и Дания в тот период не были заинтересованы в полярных путешествиях. Немецкий картограф Август Петерман внёс огромный вклад в возрождение интереса к Арктике в европейских государствах. Он придерживался старых теорий, что Гренландия простирается неопределённо далеко на север и что высокие широты Арктики во время полярного дня свободны ото льда, но попытался подвести под идеи твёрдую научную основу. По заявлениям Петермана, тёплое течение Гольфстрим, огибая Британские острова и норвежское побережье, следует далее в высокие широты. Гольфстрим «отапливает» Европу: процветающий промышленный Глазго находится на одной широте с тундрами Лабрадора. Вероятно, течение следует до Шпицбергена и открывает «температурные врата» (thermometric gateway) в ещё более высокие широты. В 1865 году произошёл публичный конфликт между адмиралом Осборном и Петерманом по вопросу организации новых полярных экспедиций, которые Британское адмиралтейство считало бессмысленной тратой средств и человеческих жизней. Напротив, идеи Петермана были сочувственно встречены в США. Главным их пропагандистом выступил Сайлас Брент — офицер из миссии Перри в Японии. Брент в своей статье для «Putnam’s Magazine» доказывал, что «температурные врата» существуют и в регионе Берингова пролива, куда якобы направляется течение Куросио, и полагал идею исследования пролива Смита ошибочной, поскольку в нём не существует тёплых течений, несущих воды в северном направлении.
Когда Американское географическое общество однозначно признало приоритет полярной трассы по проливу Смита, Брент активно лоббировал маршрут Берингова пролива. В ответ он начал общественную кампанию, но географы США объявили, что его аргументация недостаточна и что отсутствуют экспериментальные доказательства. А. Петерман в 1868 году был инициатором прусской экспедиции Карла Кольдевея. В сезоне 1868 года шхуне «Гренландия» удалось достигнуть лишь 80°30' с. ш. у западного побережья Шпицбергена, но далее льды оказались непроходимы. В следующем году по заказу Петермана было построено полярное судно «Германия». Новая экспедиция сыграла и известную пропагандистскую роль в канун провозглашения Германской империи, хотя по организации была частной. Главной целью К. Кольдевея, который стал командиром экспедиции, было отыскание подходящего места для полярной базы на восточном побережье Гренландии, где имелось ответвление Гольфстрима. Петерман пришёл к выводу, основываясь на наблюдениях китобоев первых десятилетий XIX века, что зона Западной Арктики не подвергается воздействиям Гольфстрима и покрыта тяжёлыми многолетними «палеокристическими» льдами, тогда как в восточной Гренландии льды тонкие и рыхлые, позволяющие достигнуть высоких широт. В августе 1869 года «Германия» достигла восточного побережья Гренландии на 74°18’ с. ш. После зимовки санный отряд (собак не использовали) под началом австрийца Юлиуса Пайера 15 апреля 1870 года достиг 77°1' с. ш. Никаких следов тёплого полярного моря не было обнаружено. Франко-прусская война перечеркнула дальнейшие исследовательские планы.

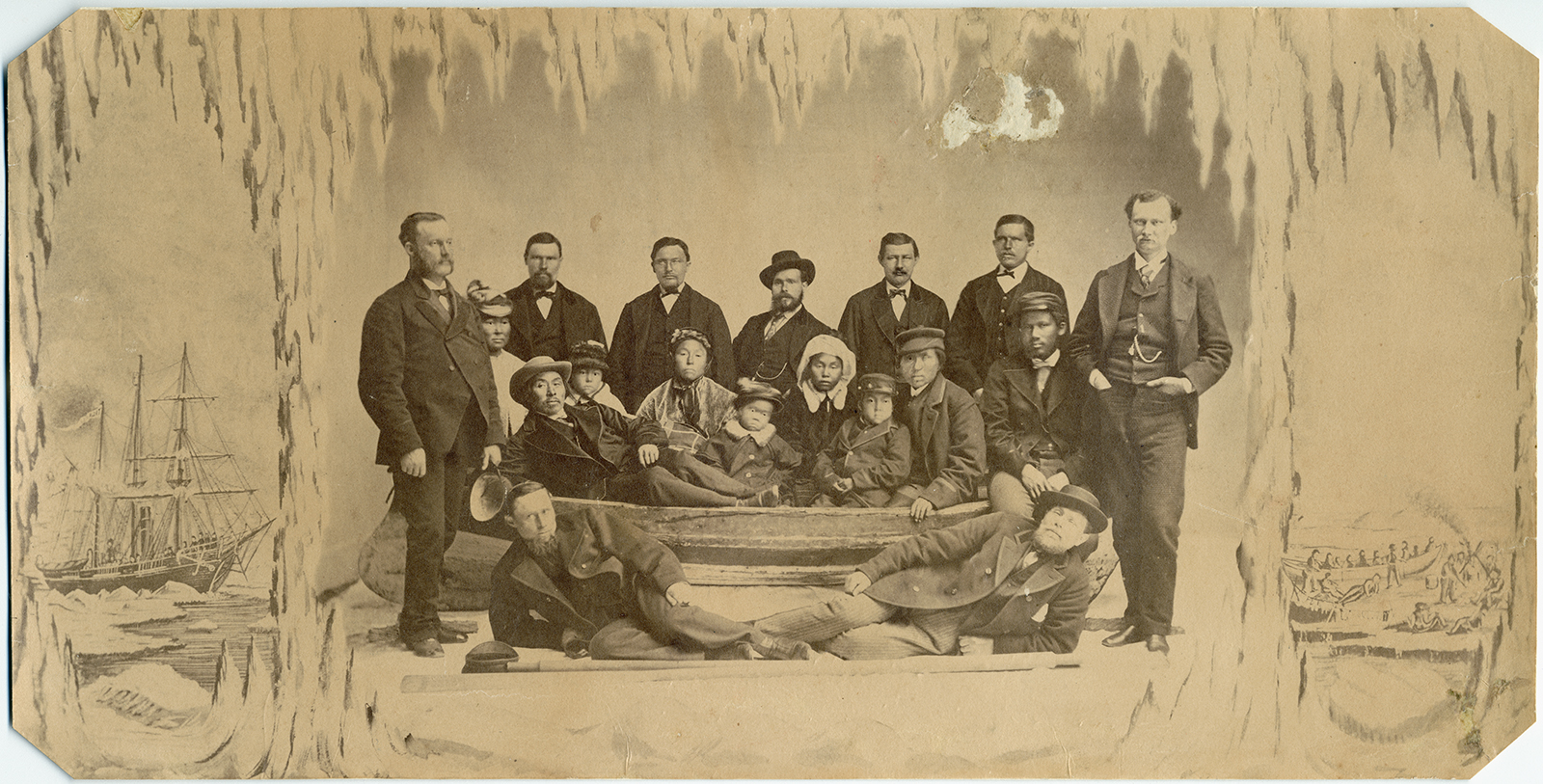
Ледовая группа экспедиции «Поляриса», проделавшая дрейф до Лабрадора. В центре — эскимосские участники партии

Чарльз Холл организовал собственную экспедицию к Северному полюсу в 1871 году. На её проведение Конгресс США выделил 50 000 долларов. Команда в 20 человек наполовину состояла из немцев, было взято трое учёных: Конгресс рассчитывал проверить теорию Петермана строгим экспериментальным путём. Экспедиционное судно «Полярис» через Девисов пролив прошло в море Баффина и далее через пролив Смита между Гренландией и островом Элсмир — в Северный Ледовитый океан. 30 августа «Полярис» достиг рекордной на то время широты 82° 11' с. ш., так как сезон оказался чрезвычайно тёплым. Обнаруженный морской бассейн Холл назвал в честь президента США морем Линкольна. Из-за конфликта с капитаном «Поляриса» пришлось становиться на зимовку. В октябре 1871 года Холл отправился в разведочный санный поход. После возвращения на судно он слёг с тяжёлыми симптомами неизвестной болезни, от которой скончался 8 ноября. Современный исследователь Пьер Бертон полагает, что командир был отравлен немецким врачом Эмилем Бессельсом — учеником и протеже Петермана. Фергус Флеминг утверждал, что описанные симптомы могли быть инфарктом, официально было объявлено, что командир умер от инсульта. Бессельс был едва ли не больше всех в экспедиции заинтересован в достижении полюса и терял от смерти Холла больше, чем приобретал. После тяжёлой зимовки, когда полностью развалилась дисциплина, в августе 1872 года «Полярис» смог начать движение на юг, но уже в октябре был зажат льдами в проливе Смита. Тогда же команда раскололась на две группы: штурман Тайсон и 8 немцев во главе с метеорологом Мейером, негр-повар и четыре семьи эскимосов ушли в самостоятельный поход и были вынуждены зимовать на льдине. Эскимосы построили иглу и научили белых охотиться. «Полярис» остался под командой капитана Бадингтона. Тяжёлый ледовый дрейф до Лабрадора на дистанцию 2000 миль закончился 30 апреля 1873 года, когда группа Тайсона — Мейера была спасена промысловиками, добывавшими тюленей. Оставшиеся на «Полярисе» люди сумели посадить корабль на мель у Эта, после чего с 24 октября партия капитана Бадингтона (14 человек) начала зимовку в возведённой на берегу хижине. Построив из материалов полузатопленного «Поляриса» две шлюпки, 3 июня 1874 года люди отплыли на юг и были спасены китобоями.
Несмотря на катастрофические неудачи, преследовавшие американские, британские и германо-австрийские экспедиции, освоение Арктики и покорение Северного полюса оставалось актуальным в США, как для общественного мнения, так и для истеблишмента. По мнению историка Хэмптона Сайдза, это объяснялось идеологией «явного предначертания», которая выражалась в продвижении американцев на фронтире. Однако после завершения первой трансконтинентальной железной дороги завоевание Дикого Запада «перешло в другую стадию, которая предполагала меньше исследовательских вылазок и больше грязной работы по оккупации и заселению новых территорий». Импульс освоения новых земель переключался на северное направление. Успех в этом отношении рассматривался политиками и как дополнительное средство преодоления раскола нации после Гражданской войны.

### Беннетт и Делонг

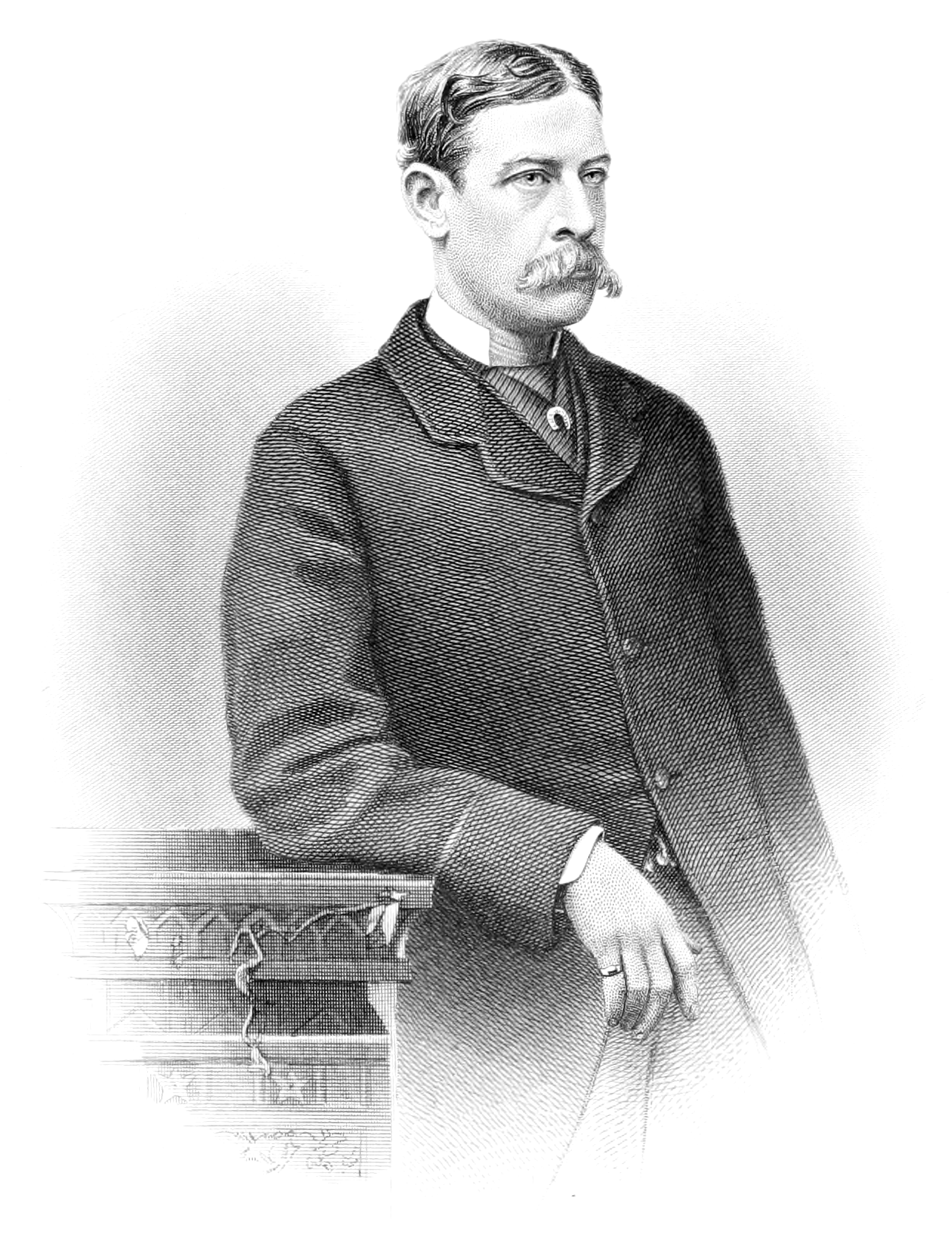
Джеймс Гордон Беннетт

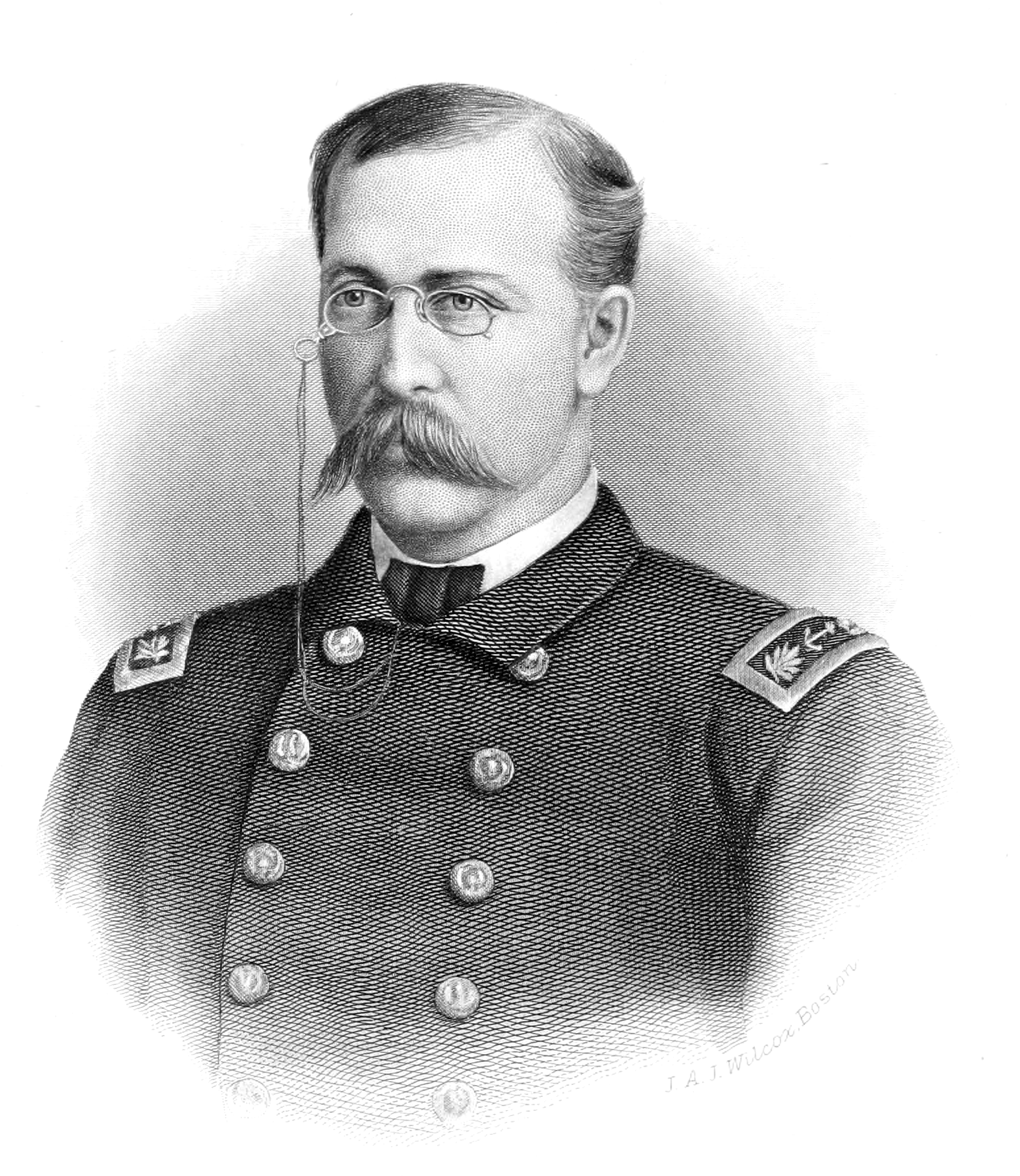
Лейтенант Джордж Вашингтон Делонг

Американский медиамагнат Джеймс Гордон Беннетт был известным в XIX веке яхтсменом (учредителем и победителем первой трансатлантической гонки) и любителем приключений, поэтому рассматривал успешную американскую экспедицию к полюсу не только как средство поднять тиражи своих изданий. Собственно, Беннетт заинтересовался географическими открытиями со времён спасения Ливингстона, которое освещалось его газетой. В 1875 году именно Беннетт спонсировал арктическую экспедицию Аллена Янга на яхте «Пандора». В 1877 году медиамагнат встретился с Петерманом и пробеседовал с ним три часа. Поскольку экспедиции Холла и Нэрса доказали, что пролив Смита не является путём к открытому полярному морю, а Пайер и Вайпрехт потерпели крушение на открытой ими Земле Франца-Иосифа, Беннетт решил спонсировать экспедицию, которая отправится за полярный круг Беринговым проливом.
Скорректированная теория Петермана гласила, что тепловая энергия Гольфстрима подогревала кромку северополярного материка или архипелага, вызывая активное разрушение палеокритического льда и создавая сплочённые ледовые поля, не пропускающие корабли севернее 80-х широт. Следовало отыскать арктическую область, в которой летним сезоном преобладают открытые разводья. В интервью, опубликованном в New York Herald, Петерман именовал Британскую арктическую экспедицию «напрасной» и обосновывал возможность достижения полюса через Берингов пролив. Предполагаемый глава такой экспедиции должен был быть опытным штурманом, который способен продемонстрировать «здравый смысл и решительность, проявленные Стэнли в Африке».
Лейтенант военно-морского флота США Джордж Делонг всерьёз заинтересовался Арктикой после участия во вспомогательном отряде экспедиции по поиску Холла, когда он на малом судне прошёл до мыса Йорк и обратно. Корреспонденты New York Herald создали Делонгу репутацию среди читающей публики, когда он был провозглашён «потрясающим примером самопожертвования и приверженности благородной цели». По мнению Х. Сайдза, шумиха была раздута из-за того, что остальные новости из экспедиции Холла были «сплошь печальны и безнадёжны». Делонг, чья карьера во флоте не была успешной, ухватился за возможность совершить предприятие национального и, может быть, мирового масштаба. Анализируя катастрофу «Поляриса», он пришёл к выводу, что полярная экспедиция должна иметь военную организацию и основываться на строгой субординации. Команду следовало подбирать сбалансированно, не создавая возможности для возникновения группировок по классовому или национальному признаку. Впервые эти идеи были озвучены на ужине у Г. Гриннелла 1 ноября 1873 года, на который был приглашён и лейтенант Делонг. На этом же собрании, превратившемся в анализ экспедиции Холла, Делонг прямо спросил, намерены ли собравшиеся финансировать новую экспедицию. Положительный ответ был дан Джеймсом Беннеттом.

## Экспедиционное судно. Команда

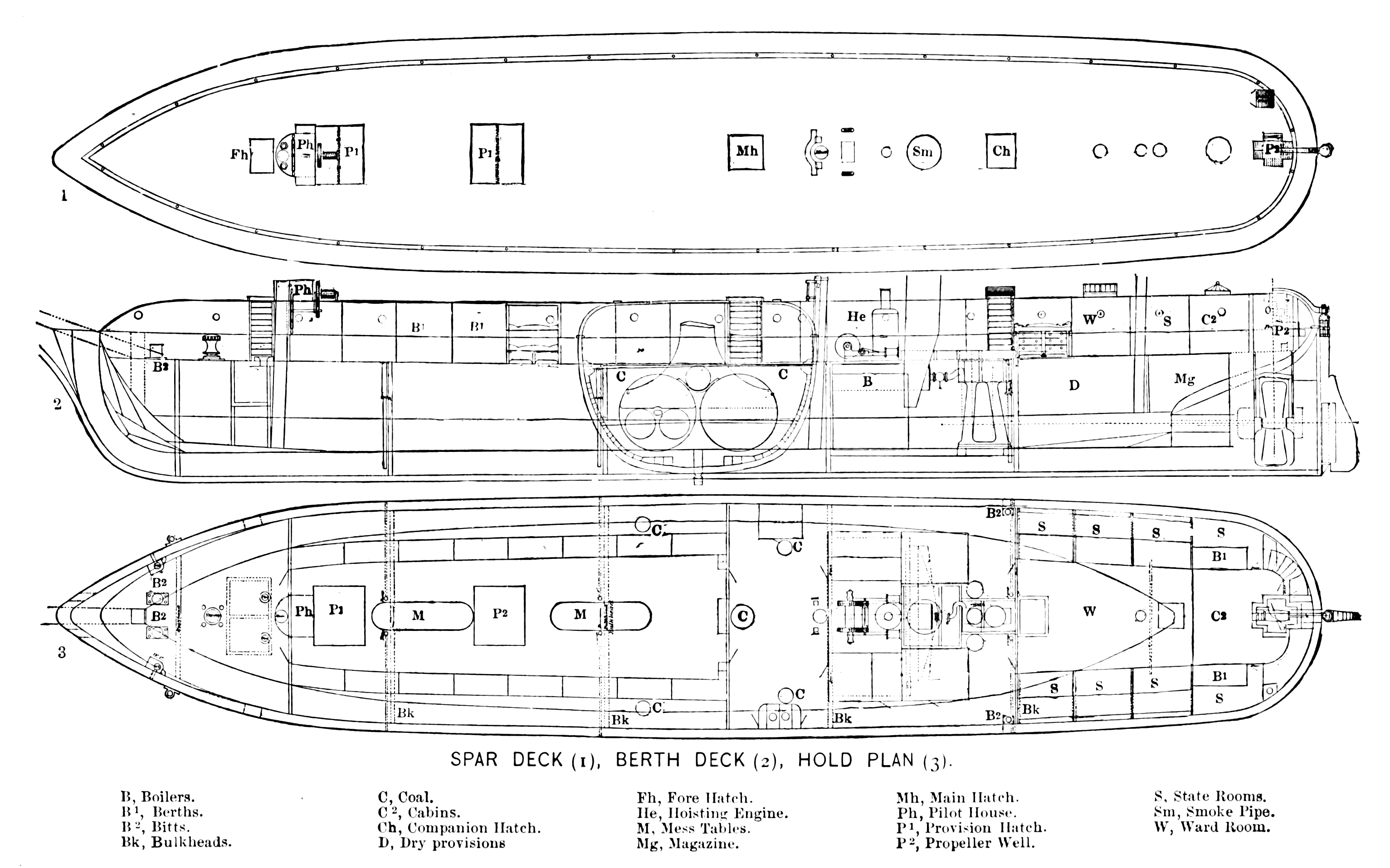
Чертежи «Жаннетты»

По предварительной договорённости Беннетт возлагал на Делонга поиск экспедиционного судна и подбор команды, взамен медиамагнат обеспечивал все расходы и принятие экспедиции под государственное покровительство. Он же получал монопольное право на освещение подготовки и проведения экспедиции в прессе, в составе команды должен быть корреспондент «Нью-Йорк Геральд». Это избавляло Делонга от многомесячных попыток пролоббировать свои интересы в Конгрессе, но одновременно лишало его, в отличие от Кейна, Хейса и Холла, автономного финансового ресурса, который его предшественники зарабатывали публичными выступлениями и лекционными турами. По свидетельству жены Делонга — Эммы, Джордж понравился Беннетту, они нашли общий язык, но офицер не подозревал, что главным препятствием окажется переменчивость настроений магната и его привычка разбрасываться и увлекаться. Тем не менее Беннетт в 1876 году убедил начальство Делонга дать офицеру отпуск и оплатил поездку в Англию для подбора экспедиционного судна. Вместе с семьёй он поселился на Нью-Кавендиш-стрит в Лондоне и сумел совершить выгодную сделку. Делонг был хорошо принят в Королевском географическом обществе, получил много советов, карт и научных приборов. Выбор пал на паровой барк «Пандора», который был построен для нужд Королевского флота как канонерская лодка, а далее был перестроен в яхту сэра Аллена Янга, на которой тот совершил два арктических плавания. Владелец долго отказывался от продажи, и пришлось вмешаться лично Беннетту, который заплатил 6000 долларов. Корпус имел вместимость 420 регистровых тонн (244 по данным регистра Ллойда), 146 футов (45 м) в длину и 25 футов (7,6 м) в ширину, с осадкой 13 футов (4,0 м). Деревянная конструкция была дополнительно усилена, был установлен съёмный шестилопастной гребной винт. Мощность паровой машины составляла 200 лошадиных сил при 200 оборотах в минуту. Для окончательной доработки судно перегнали в Гавр, где оно было крещено 4 июня 1878 года «Жаннеттой» в честь сестры спонсора Беннетта. Далее с перегонной командой и семьёй Делонга судно должно было пройти в Сан-Франциско для окончательного доукомплектования. Окончательная стоимость экспедиции перед отплытием в 1879 году составила 50 000 долларов.
Пока Делонг переоборудовал «Пандору», на протяжении 1876 года агенты Беннетта готовились к передаче судна в юрисдикцию американского флота. Комитет по военно-морским делам Конгресса с одобрением отнёсся к проекту. Одним из условий Делонга стало назначение первым помощником Чарльза Чиппа, с которым они вместе ходили в Гренландию в 1873 году. Законопроект об экспедиции был проведён через все эшелоны власти за месяц; он предусматривал, что экспедиция проходит по морскому уставу, предоставляющему чрезвычайные полномочия начальнику. Штурман Джон Даненхауэр служил на американском судне в Средиземном море и сам попросил похлопотать о его зачислении на «Жаннетту». Далее до Делонга довели слухи, что у штурмана был нервный срыв, из-за которого он провёл некоторое время в психиатрической лечебнице, и тогда было решено, что плавание до Калифорнии будет испытательным, исходя из того, что «застарелые проблемы» вскроются в экстремальных условиях. Плотник Свитмэн и боцман Коул перешли к Делонгу с личной яхты Беннетта, где зарекомендовали себя опытными моряками.

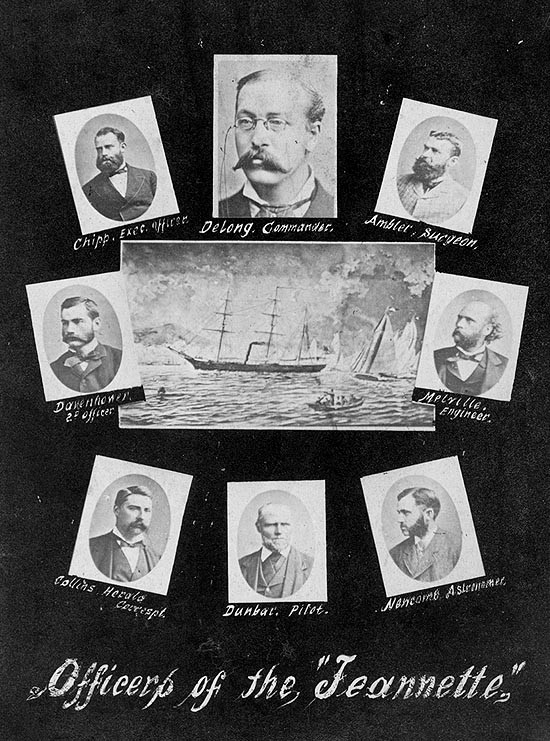
Офицерский состав «Жаннетты»

В экспедиции приняли участие 32 человека (иногда в источниках упоминается 33, считая одного из поваров, уволенного перед походом в Берингов пролив). Окончательный набор экипажа был произведён в Сан-Франциско и на Аляске. В команде не должно было быть людей старше 35 и моложе 25 лет, но в результате самым старшим оказался 39-летний механик Мелвилл:
1. Джордж Делонг, лейтенант ВМФ США, — начальник экспедиции;
2. Чарльз Чипп[англ.], лейтенант ВМФ США, — первый помощник;
3. Джон Даненхауэр[англ.] — штурман (ВМФ США);
4. Джордж Мелвилл — старший механик (ВМФ США);
5. Джеймс Эмблер[англ.] — судовой врач (ВМФ США);
6. Уильям Данбар, рядовой ВМФ США, — ледовый штурман;
7. Джером Коллинз — метеоролог, корреспондент газеты «Нью-Йорк Геральд»;
8. Раймонд Ньюкомб[англ.] — зоолог и натуралист;
9. Джон Коул — боцман;
10. Уолтер Ли — механик;
11. Джеймс Бартлетт — первый кочегар;
12. Джордж Бойд — второй кочегар;
13. Альфред Свитмэн — плотник;
14. Уильям Ниндеман[англ.] — матрос;
15. Луис Норос — матрос;
16. Герберт Лич — матрос;
17. Генри Уилсон — матрос;
18. Карл Горц — матрос;
19. Эдуард Старр — матрос;
20. Генри Уоррен — матрос;
21. Генрих Каак — матрос;
22. Альфред Кюне — матрос;
23. Фрэнк Мэнсон — матрос;
24. Ганс Эриксон — матрос;
25. Адольф Дресслер — матрос;
26. Нельск Иверсон — матрос;
27. Уолтер Шервелл — матрос;
28. Георг Лаутербах — матрос;
29. А Сам — китаец-повар;
30. Чарльз Тан Син — китаец-стюард;
31. Алексей — эскимос-охотник с острова Св. Павла;
32. Анигин (Aniguin) — эскимос-охотник с острова Св. Павла.

Спонсор гарантировал, что, если экспедиция не вернётся в обозначенные сроки, он оплатит поисково-спасательную экспедицию, пока точные сведения о судьбе пропавших не будут установлены. Вдовам, сиротам и матерям погибших обещали компенсацию.
Офицерские каюты располагались на юте. Каюты лейтенантов Делонга и Чиппа располагались ближе всего к тамбуру на верхнюю палубу, командирская была по правому борту. Ближе всего к корме были каюта и амбулатория Эмблера. Под штурманской рубкой располагались каюты натуралиста и метеоролога. Офицерский отсек располагал отдельным гальюном и ванной, а также фотолабораторией. Кают-компания площадью 30 × 9 футов простиралась на корму от переборки до рулевого колодца и освещалась восьмиугольным световым фонарём позади бизани и пятью жировыми лампами Уолтона, которые нещадно коптили. Джеймс Беннетт и Аллен Янг пожертвовали экспедиции собрания книг по истории исследований Арктики, описаний путешествий и комплект всех существующих в то время карт, описывающих территории севернее 65-й параллели. Значительная часть команды умела петь и хорошо играть на музыкальных инструментах, а механик Мелвилл обладал, по общему мнению, отличным голосом. В кают-компании имелась фисгармония, для нужд команды было две гармоники и полдюжины губных гармоник, прочие музыкальные инструменты. Для досуга предназначались криббидж, карты, шахматы и нарды.
Основой пищевого рациона был пеммикан, которого Делонг заказал 54 000 фунтов (24 000 кг). Для борьбы с цингой лейтенант заказал кумыс, но затем решил смешать его с лаймовым соком для улучшения вкусовых качеств. В Сан-Франциско было отправлено 12 бочек этого напитка. Также имелось 3000 фунтов (1400 кг) консервированной баранины, по столько же говядины, солонины и солёной свинины и 100 фунтов (45 кг) языка. Для освещения жилых помещений закупили 250 галлонов (950 л) спермацета и несколько сотен галлонов китового жира, несколько тысяч фитилей и лампы самых разнообразных форм и размеров. Было взято около 250 галлонов (950 л) алкоголя, включая пиво «Будвайзер». При этом единственная водяная цистерна имела объём 800 галлонов (3000 л) , что должно было компенсироваться производительностью опреснителя морской воды в 500 галлонов (1900 л) в сутки.
В число прочего снаряжения был включён медный цилиндр с именами спонсора, организаторов и всех участников экспедиции, который должны были оставить на Северном полюсе в назидание потомкам. Правительственному агенту на Аляске был отправлен заказ на полный комплект меховой и кожаной одежды на 35 человек, 40 ездовых собак со сбруей и 100 тонн угля. На борту имелись винтовки и карабины «Ремингтон», многозарядные винчестеры, английские самовзводные револьверы, две гарпунные пушки, 10 дульнозарядных винтовок, 20 000 патронов, 500 ударных капсюлей, 6 бочек минного пороха и 70 фунтов (32 кг) картечи.

## Плавание и дрейф «Жаннетты»

### Гавр — Сан-Франциско. Снаряжение

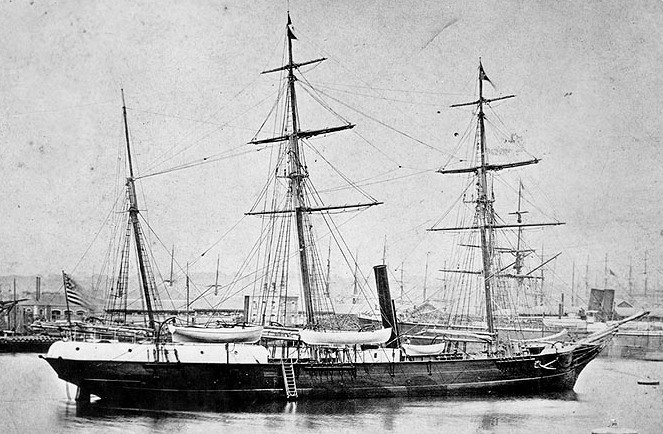
«Жаннетта» в гавани Гавра под американским флагом

15 июля 1878 года «Жаннетта» отправилась в Сан-Франциско через мыс Горн. Последним условием спонсора стал запрет сходить на берег до прибытия в Калифорнию для всех членов экипажа. Первые недели погода благоприятствовала: до Канарских островов ни разу не разводили паров и не запускали паровую машину. Стюардом служил швейцарец Самуэль, который год проработал в оперной труппе Нью-Йорка и немало способствовал хорошему настроению в кают-компании, исполняя популярные арии. Серьёзный шторм разразился в нескольких сотнях миль от побережья Бразилии. Стихией был вырван грот-гик, каюты заливало водой, судно едва не перевернулось. Наутро появились две тропические певчие птицы (одна свалилась прямо на голову штурмана Даненхауэра), что было сочтено хорошим предзнаменованием. Однако через несколько дней птица, которая отъедалась в каюте Эммы Делонг, выпорхнула в иллюминатор, трижды пыталась вернуться на судно и, обессиленная, упала в море. При подходе к Огненной Земле Даненхауэр откровенно рассказал Делонгу, что попал в сумасшедший дом из-за приступа депрессии, когда служил на Гавайях, и смог вырваться из учреждения только при помощи президента Гранта. Лейтенант оценил откровенность подчинённого, и они вместе решили, что если до Калифорнии не возникнет проблем, то Даненхауэр останется в составе экспедиции. Далее из-за постоянно штормовой погоды сорвались три попытки войти в Магелланов пролив (к тому времени плавание продолжалось 80 дней) и пришлось огибать мыс Горн. В Тихом океане не прекращалось волнение, так что пришлось натягивать леера между камбузом и кают-компанией, чтобы Самуэль не уронил подаваемых блюд и напитков. 27 декабря, преодолев 18 000 морских миль (33,3 тыс. км) за 166 дней без захода в порты, «Жаннетта» вошла в гавань Сан-Франциско.
Барк был сильно потрёпан во время перегонного плавания, и, по согласованию с Наблюдательным советом ВМФ, были начаты ремонтные работы на военно-морской верфи Мэр-Айленда. Было решено возвести на верхней палубе единую надстройку, которая позволила увеличить жилые помещения, оборудовать лабораторию и даже обсерваторию. Был наращён 6-дюймовый слой ледовой обшивки из орегонской сосны, а носовая часть корпуса была укреплена стальными листами. Вместимость угольных бункеров была увеличена до 132 тонн, также было решено заменить паровой котёл. Также было решено устроить электрическое освещение по системе Эдисона для борьбы с депрессией полярной ночи (спирт и спермацет для освещения обошлись спонсору в 1363 доллара), а также установить телефоны системы Белла. Также взяли телеграфный аппарат и много кабеля для возможного подключения к линиям Сибири. Делонг думал взять и воздушный шар для разведки, для чего консультировался с американцем Сэмюэлом Кингом и французом Вильфридом де Фонвьелем. Однако на борту не нашлось достаточно места для реактивов, потребных для выработки водорода или светильного газа.

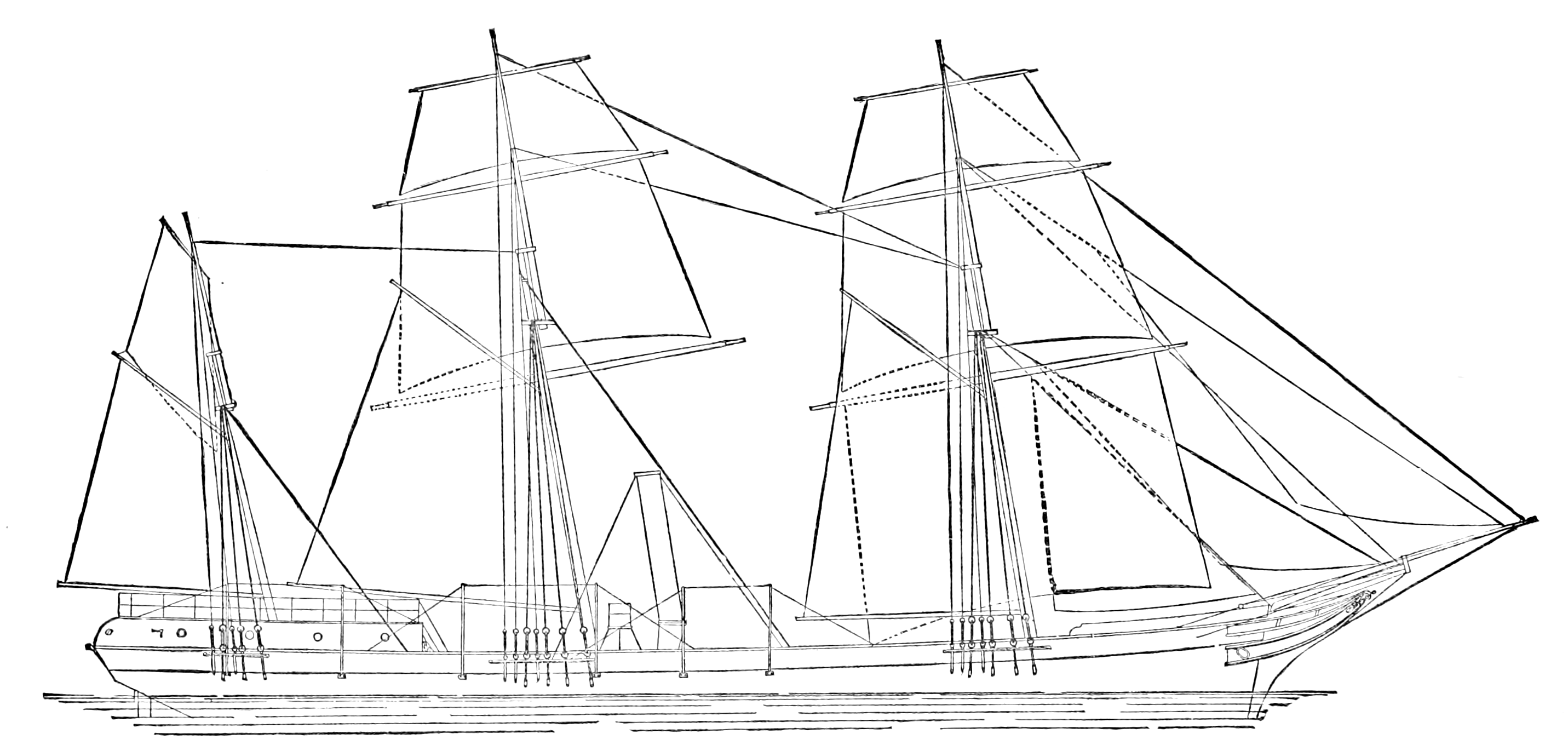
Парусное вооружение «Жаннетты»

Для окончательного согласования судовой роли Делонг выехал поездом в Вашингтон, оставив наблюдать за снаряжением Даненхауэра. Лейтенант получил несколько сотен заявок на участие в экспедиции. Предпочтение он отдавал молодым холостякам с экспедиционным опытом, которые не употребляли алкоголя и были согласны на стандартное флотское жалованье. Иностранцы должны были уметь читать и писать по-английски; Делонг рассчитывал нанять скандинавов или немцев, жители Британских островов также считались подходящими. Особые требования предъявлялись к судовому повару. Также командир требовал от всех кандидатов безусловной лояльности и согласия следовать военно-морской дисциплине. На должность судового врача сначала хотел пойти сослуживец Мелвилла и Делонга Э. Хилинг, но его не отпустило начальство военно-морских верфей Филадельфии. Взамен место досталось его другу Джеймсу Эмблеру, выходцу из старого вирджинского семейства. Единственным учёным на борту оказался 28-летний Раймонд Ньюкомб, рекомендованный Смитсоновским институтом; официально он считался правительственным агентом по вопросам рыболовства. Спонсора Беннетта в команде представлял метеоролог Джерри Коллинз, который с 1870 года заведовал в «Геральде» отделом погоды и славился точностью своих прогнозов.
В феврале 1879 года Делонг общался с руководством Смитсоновского института и военно-морского министерства. 27 февраля Конгресс официально принял экспедицию под государственное покровительство и присвоил ей название «Арктическая экспедиция США» с правом действовать под государственным флагом, акт Конгресса был принят 18 марта. Лейтенант Делонг юридически сделался капитаном корабля и начальником экспедиции с правом поддерживать «субординацию в случае любого мятежа» в команде. Джордж и Эмма были приглашены в Белый дом на ужин с президентом Хейсом. Эмблер рассмотрел медицинские документы Даненхауэра и даже добился просмотра его документов из архива ВМФ, после чего пришёл к выводу, что штурман болен нейросифилисом, и приступ безумия в экстремальных условиях Арктики будет неминуемым. Однако тот представлял влиятельное семейство, и заменить штурмана так и не удалось.
У экспедиции не было точной цели. В распоряжении морского министра США от 18 июня 1879 года говорилось:

Как только «Жаннетта» будет вполне готова к отплытию, вы направитесь в Берингов пролив для выполнения порученного вам важного и опасного задания. Выполнение его департамент предоставляет вашему усмотрению и опытности, доверяя вам во всех вопросах, связанных с безопасностью судна, с дисциплиной, со здоровьем офицеров и команды и с неуклонным осуществлением поставленных перед экспедицией задач. Когда вы достигнете Берингова пролива, вам надлежит
произвести в местах, где вы признаете это нужным, поиски сведений о судьбе профессора Норденшельда. Департаменту не удалось получить подтверждение известия о его спасении. Если у вас будут основательные данные предполагать, что он в безопасности, вы будете продолжать своё плавание к Северному полюсу. В противном случае вы поступите так, как признаете необходимым для оказания ему помощи. Как только представится возможность, вы поставите департамент в известность о вашем местонахождении и обо всём, связанном с плаванием «Жаннетты».
Томпсон, морской министр
В последний момент морской министр препоручил экспедицию «попечению Господа Бога Всемогущего».
Практически сразу после отхода Делонга из Калифорнии в США вернулась экспедиция Береговой и геодезической службы США. Значительная часть доставленных материалов ещё нуждалась в обработке, но в общем стало понятно, что течение Куросио несопоставимо с Гольфстримом и после Японских островов фактически распадается на целую группу течений, не достигающих Берингова моря. В Беринговом море, напротив, господствовали холодные течения из Арктики. Обобщающий отчёт составлял Уильям Хэйли Долл, который однозначно показал, что через Берингов пролив не проходит тёплого течения, оказывающего минимально ощутимый эффект на климат и состояние льдов арктического бассейна. Все теории Петермана и его американских последователей были полностью опровергнуты. Натуралист Томас Антиселл в речи, произнесённой в Американском географическом обществе, заявил: «Тихий океан не имеет северного выхода, а Берингов пролив
представляет собой не что иное, как тупик».

### К Берингову проливу

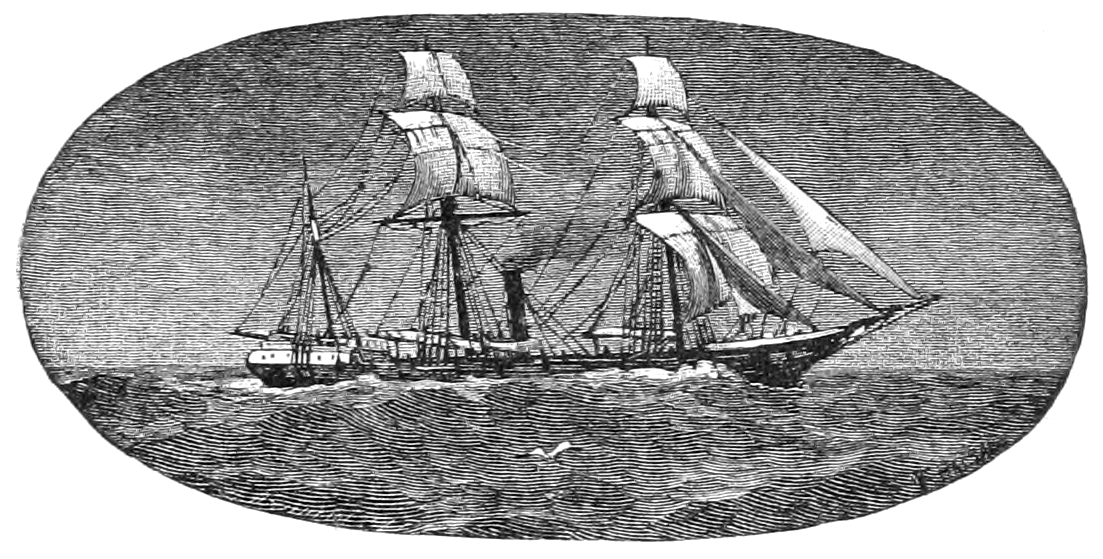
«Жаннетта» на ходу под парусами

28 июня 1879 года над барком был поднят флаг американского военно-морского флота, в этот день впервые прошло общее построение команды. Экспедиция отплыла из Сан-Франциско вечером 8 июля 1879 года в сопровождении шхуны «Фрэнсис Хайд», гружёной 100 тоннами угля и частью провианта, не уместившегося в трюмах «Жаннетты». Форты Сан-Франциско дали салют из 21 залпа, однако Делонг был недоволен отсутствием официальных представителей ВМФ на проводах, равно как и лично спонсора Беннетта, от которого передали напутственную телеграмму из Парижа. Перегруженное судно шло со скоростью 4 узлов, в среднем расходуя в сутки 6 тонн угля. Делонг, судя по дневнику и переписке, был раздражён поручением отыскать Норденшельда, поскольку сознавал, что шведский полярник достаточно опытен, чтобы завершить свою экспедицию по плану. Было ясно, что Беннетт желал встречи двух полярников, что могло стать сенсацией уровня встречи Ливингстона и Стэнли. В действительности «Жаннетта» и «Вега» разминулись примерно на неделю: когда американцы подходили к Аляске, шведы двигались в сторону Курильских островов. Переход до Уналашки занял 23 дня. Агент Аляскинской компании снабдил барк 150 тоннами угля и поставил 1200 фунтов (540 кг) сушёной рыбы для собак. 6 августа «Жаннетта» отправилась на остров Св. Павла. По пути оказалось, что местный уголь крайне низкого качества, его расход резко увеличился (до 10 т в сутки), а кочегары были изнурены чисткой колосников и выгребанием обильно образующейся золы. Переход в 800 миль занял семь суток, к моменту прихода в пролив Нортона угля оставалось не более 80 тонн, и встреча с заранее зафрахтованным угольщиком оказывалась критической. В гавани Св. Павла было взято 40 ездовых собак, нарты и двое эскимосов-погонщиков и охотников, именуемых Алексеем и Анигином. Делонг был поражён чистоплотностью, порядочностью и умом «туземцев». Через пять дней «Фрэнсис Хайд» догнала экспедицию; перегрузкой угля и запасов занимался весь экипаж «Жаннетты». 21 августа суда вместе отправились к Берингову проливу, так как на «Жаннетте» не было места.
Пережив 30-часовой шторм (в каюте Делонга был разбит иллюминатор, и вся обстановка промокла) американцы прибыли в Залив Лаврентия. Миновав мыс Восточный, Делонг с помощью Алексея выяснил, что шведская экспедиция зимовала в Колючинской губе и покинула её три месяца назад. 27 августа Делонг отправил последнюю почту на «Фрэнсис Хайд»; с ней ушёл и репортаж Коллинза для «Геральд». На шхуне отправили и третьего китайца А Синга, который оказался умственно неполноценным («постоянно улыбался», так и не сумел освоить английского языка) и совершенно бесполезным на кухне, постоянно разбивал посуду и разливал еду. Двое остальных китайцев быстро завоевали уважение экипажа. 29 августа «Жаннетта» подошла к мысу Сердце-Камень. Местные жители провели американцев к зимовью шведов, где были консервные банки и обрывки газет с надписями на шведском языке. Даненхауэр даже нашёл «весьма примечательные снимки профессиональных красавиц Стокгольма». Решение вопроса о судьбе Норденшельда произошло в воскресенье, поэтому Делонг устроил торжественный молебен. Однако исполнение приказа морского министерства почти лишило экспедицию времени для манёвров, хотя промысловики утверждали, что в сентябре Чукотское море вполне судоходно. Лейтенант полагал, что ещё успеет добраться к Земле Врангеля, о которой в те времена существовали самые противоречивые сведения.

### В дрейфе

#### Первая зимовка

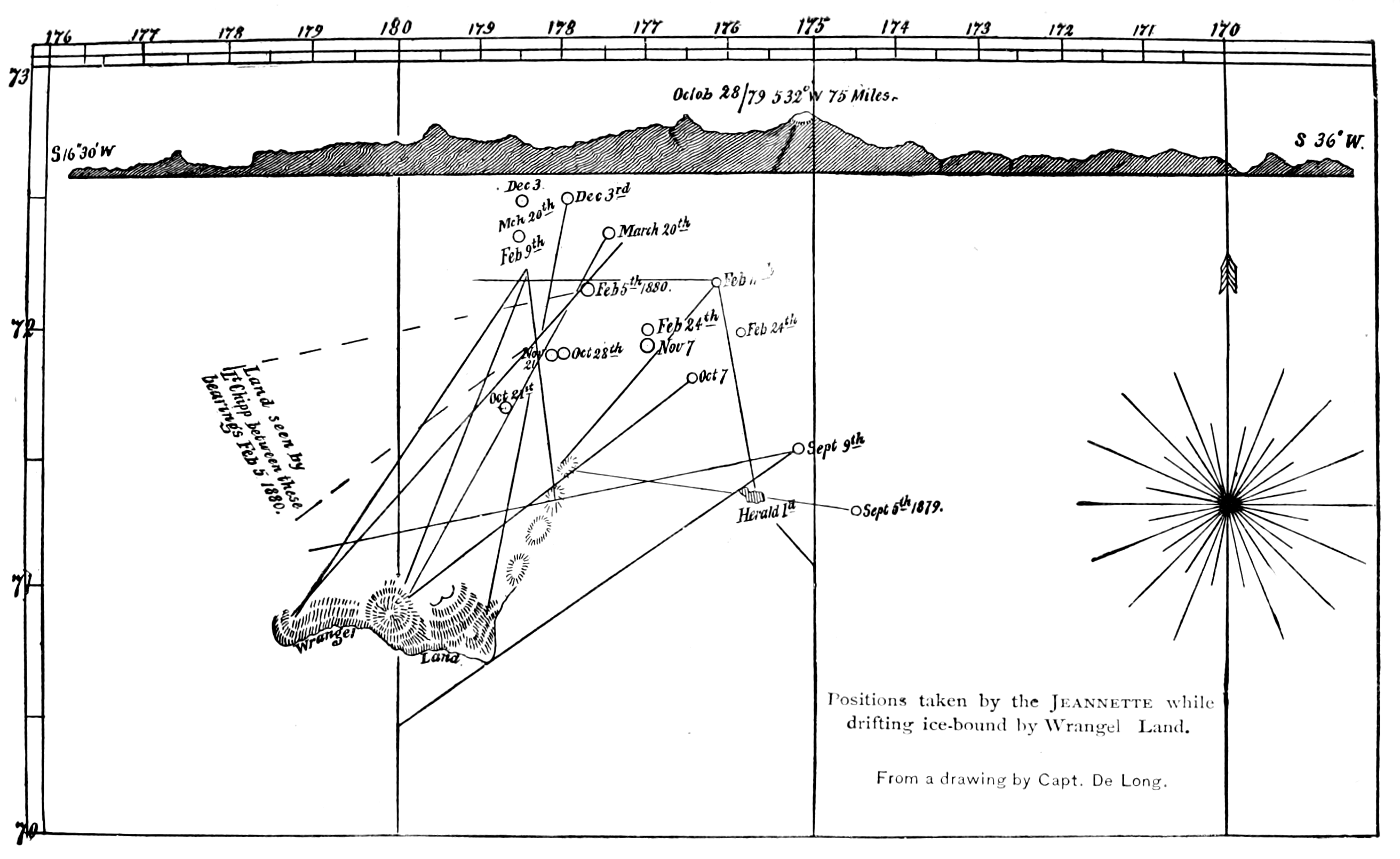
Дрейф «Жаннетты» в виду острова Врангеля. Из отчёта экспедиции

Первые два дня «Жаннетта» развивала максимальную скорость под парусами и под парами, однако уже 3 сентября появились разреженные ледовые поля. Налетевший шквал обледенил все снасти, а лейтенант Делонг в журнале с беспокойством отмечал смерзание ледовых полей. 4 сентября ледовый штурман Данбар из «вороньего гнезда» заметил остров Геральд, точно отмеченный на картах Делонга. 5 сентября команда сочла, что видела остров Врангеля — или его мираж, но в сплочённых ледовых полях удалось пройти только пять миль. Вскоре оказалось, что корабль попал в ловушку торосистых полей льда толщиной местами до 15 футов (4,6 м). Ночью 5 сентября барк вмёрз в ледовое поле с креном 5° на правый борт. Почти неделю Делонг рассчитывал на южный ветер или ледовое сжатие, которое освободит путь. Из этих же соображений он не отдавал приказа извлечь из-под воды винт и рулевое перо, которые были съёмными. За сутки барк пронесло льдами на западо-северо-запад на три мили, и Делонг надеялся на существование течения, но Даненхауэр вычислил, что дрейф льда зависит от ветра. Лейтенант был сильно разочарован. «Жаннетта» была зажата между торосами высотой до 20 футов (6,1 м), а под килем нарастал молодой лёд. Делонг попытался выправить крен с помощью паровой лебёдки и ледовых якорей, но из-за нестабильности льда это не удалось. С величайшим трудом 11 сентября удалось поднять рулевое перо, но винт было решено оставить, поскольку он укреплял кормовую часть барка. Только 13 сентября Чипп, Мелвилл и Алексей с восьмёркой собак были отправлены на остров Геральд с приказом произвести разведку будущей зимней гавани и привезти столько плавниковых дров, сколько получится. На выполнение задания было дано 48 часов. Однако путники не дошли шести миль до острова из-за растрескивания ледовых полей, грозивших отрезать их от «Жаннетты». Чипп не видел плавника в бинокль, и ему показалось, что подходящего зимовья тоже не отыщется. После возвращения открылся ещё один неприятный сюрприз: Делонг полностью принял теорию Петермана, что арктический лёд обессоленный, и не предусмотрел достаточных запасов пресной воды. Поварам и доктору Эмблеру удалось найти пресный лёд, пригодный для хозяйственных и пищевых нужд, только в трёх милях от «Жаннетты». Необходимость запуска опреснителя означало резкое сокращение запасов топлива. В основном приходилось растапливать снег, который зачастую пропитывался морской солью. 15 сентября был убит первый тюлень, мясо которого Делонг сравнил с кроличьим. 17 сентября были убиты два первых белых медведя весом 235 и 170 кг. По мере сокращения светового дня исчезала и живность, даже птицы. Наконец, 29 сентября лейтенант Делонг объявил подготовку к зимовке.

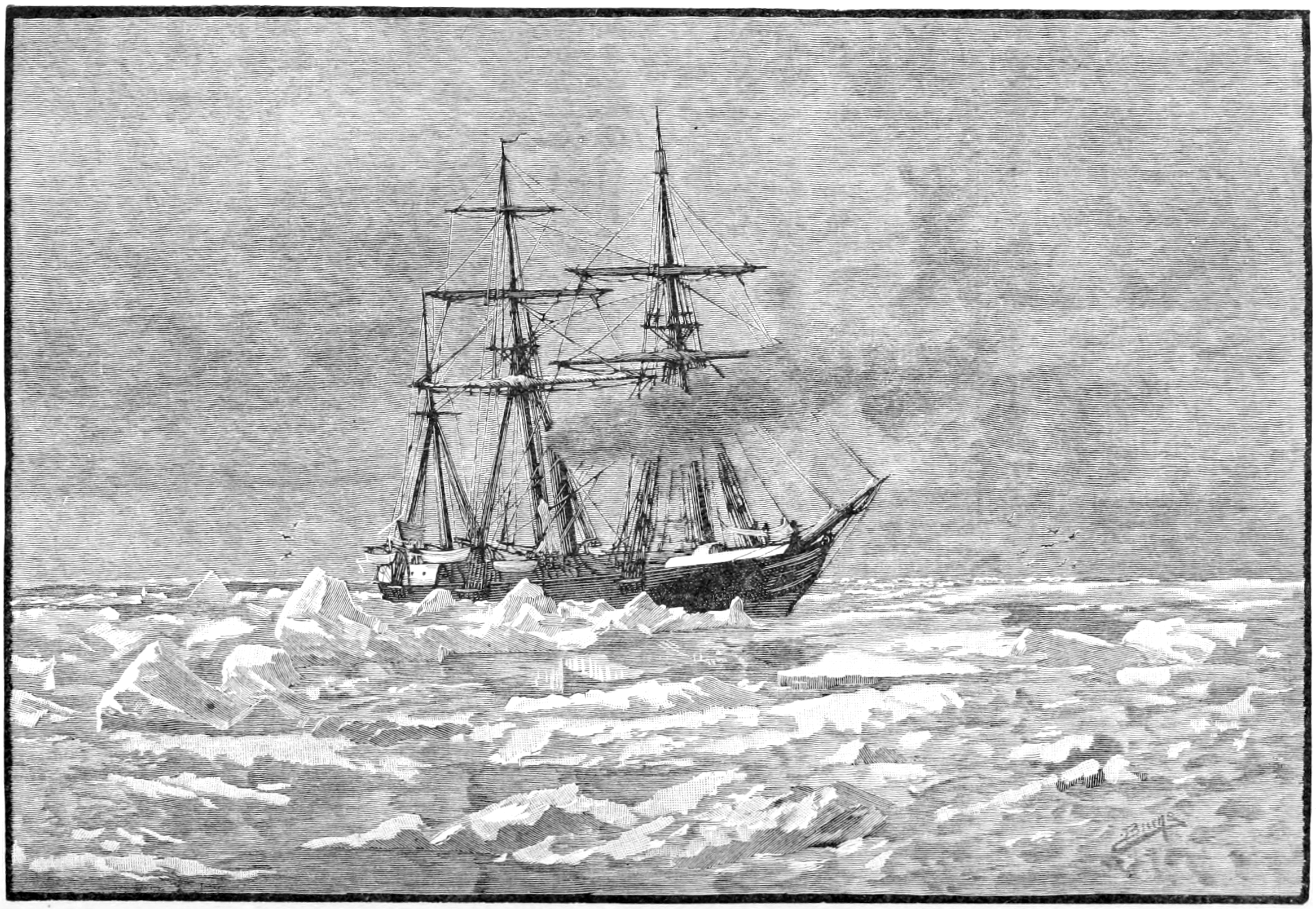
«Жаннетта» во льдах

Для теплоизоляции жилых помещений корпус «Жаннетты» окружили снежным валом до планширя, а камбуз перенесли в надстройку на верхней палубе, чтобы не разносить сырости и угара по каютам. Из патрубков и паровых котлов удалили воду, а всю поверхность паровых механизмов покрыли защитной смазкой из смеси медвежьего сала и свинцовых белил. Снежный вал также был удобен для спуска и подъёма и мог в случае необходимости обеспечить почти мгновенную эвакуацию. На юте поставили пять саней с 40-дневным запасом провианта и топлива, палатками и спальными мешками. Делонг выдал зимнюю одежду и заботился о физическом тонусе команды, заставляя людей играть в футбол. Коллинз каждый день производил забор придонного грунта и промеры глубины, а также измерял температуру морской воды. Доктор Эмблер измерял концентрацию углекислоты в жилых помещениях, находил её чрезмерной, и пришлось заботиться о вентиляции. Ньюкомб охотился на птиц и набивал чучела, особенно гордясь чайкой Росса, образцов которой не было ни в одном музее США. Команда чувствовала себя хорошо, главным развлечением были торжественные воскресные обеды, которых ожидали с нетерпением. Например, последний сентябрьский обед включал суп из бычьих хвостов, жареную медвежатину, консервированную свинину, стручковую фасоль, картофель, свёклу, изюм и кофе. Запасы свежего картофеля, лука и моркови были довольно велики, и чтобы не подморозить овощи, их положили в угольный бункер. Жизнь регулировалась суточным ритмом вахт от общей побудки в шесть утра до тушения огней в девять вечера.
11 ноября Делонг распорядился опробовать электрические лампы Эдисона. 60 дуговых лампочек связали в гирлянду, растянутую между топами грот- и бизань-мачт. Коллинз установил в рубке портативный паровик Бакстера, от которого работал генератор: предполагалось, что двигатель будет отапливать штурманскую кабину и обеспечивать освещение. Однако экспериментальный генератор Эдисона не работал. Мелвилл перебрал его, проверил все обмотки, но тщетно. К 15 ноября эксперимент было велено прекратить, вдобавок паровой двигатель топили моржовым жиром, который пропитал всё помещение. Этот инцидент сильно повредил репутации представителя Беннетта, который так и не вписался в офицерскую среду. Также Коллинз поссорился с командиром из-за его приказа о ежемесячном медицинском осмотре, считая это унизительным. Зато первому помощнику Чиппу удалось успешно соединить телефонной связью «Жаннетту» и магнитную и астрономическую обсерваторию, развёрнутую на льду. В последний день ноября Данбар застрелил трёх моржей, из мяса которых китайцы научились делать сосиски, вкус которых устраивал всех на борту. В эти же дни дрейф пронёс барк по меридиану острова Врангеля, из чего следовала ошибочность представлений Петермана о трансполярном материке.

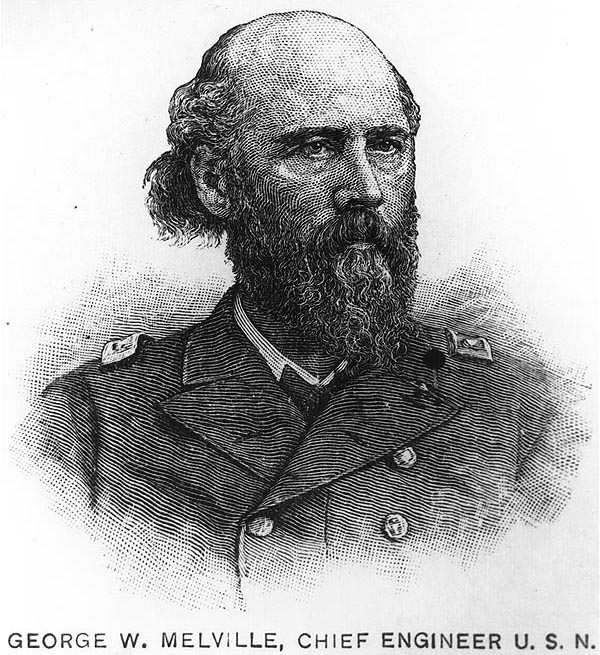
Старший механик Мелвилл

Первое ледовое сжатие произошло 6 ноября, при разрушении ледовых полей едва удалось спасти обсерваторию и паровой катер, который спустили с борта судна. Делонг в дневнике рассуждал о причинах сжатий, склоняясь к идее «непредсказуемых лунных приливов», но имел слишком малую наблюдательную базу. Однако на второй неделе ноября сжатия происходили менее чем в ста ярдах (91 м) от барка. Сильнейшее сжатие началось в четыре часа утра 12 ноября; к полудню валы торосов обрушились на «Жаннетту». Сжатия возобновлялись в течение девяти дней, и судно не получило серьёзных повреждений, доказав правоту конструкторов Мэйр-Айленда. Сильное сжатие 24 ноября полностью уничтожило ледовое поле, в которое вмёрз корабль. С первой недели декабря доктор Эмблер стал выдавать всем ежедневно по унции лаймового сока (28 г). Делонг пришёл к выводу, что качество питьевой воды каким-то образом влияет на заболевание цингой. Годного пресного льда в окрестностях «Жаннетты» найти не удавалось, а снега выпадало мало. Чтобы сэкономить уголь, Мелвилл сделал опреснитель на базе двигателя Бакстера, который обеспечивал 40 галлонов (150 л) обессоленной воды, но даже в этом случае на опреснение 1 галлона воды требовалось около 1 фунт (0,45 кг) угля (40 кг на 150 литров в сутки). Во второй половине декабря Даненхауэр страдал от ирита, который, как определил доктор Эмблер, имел сифилитическую природу. Врач предупредил Делонга, что штурман может лишиться глаза, но не стал объяснять причину заболевания. Ртутные препараты Даненхауэр переносил с трудом, атропин не помогал, от болей приходилось ставить на глаз опиумные компрессы.
Отношения с Коллинзом стремительно ухудшались: гражданский корреспондент считал себя вправе неповиноваться приказам командира. Началось с распоряжения 15 декабря совершать прогулки на воздухе между 11:00 и 13:00, если не было снегопада или морозов ниже тридцати градусов. Коллинз не саботировал прогулок открыто, но максимально растягивал рутинные процедуры измерений, чтобы не выходить вместе со всеми. Дрейф ставил штурмана в тупик: «Жаннетта» постоянно держалась на широте около 75°, двигаясь зигзагом на северо-запад, не удаляясь от сибирского побережья больше чем на 500 миль. Делонг принял решение держать экипаж в постоянной готовности к эвакуации: на верхней палубе постоянно хранили провизию, оружие и боеприпасы, шлюпки были загружены, а людям было велено держать меховую одежду при себе, чтобы одеться по первой команде. Зимовочным опытом обладали только Ниндеман, служивший у Холла, и Данбар, ходивший на китобойном судне. Магнитно-астрономическую обсерваторию решили не восстанавливать, на этом прервался цикл регулярных научных наблюдений. Рождество прошло уныло, даже не стали готовить торжественного завтрака, для ужина собирались устроить представление менестрелей, но так и не собрались. Тогда Делонг нарушил царящий на судне сухой закон и выставил для матросов три бутылки виски, что резко подняло моральный тонус. Новый, 1880-й год отпраздновали четырьмя бутылками виски, построившись на квартердеке в сорокаградусный мороз, чтобы прокричать трёхкратное «ура» в честь «Жаннетты». Наутро соорудили какое-то подобие театральных подмостков, для представления Коллинз сочинил стихотворный пролог в двадцать два стиха, который прочитал кочегар Бойд. Альберт Кюне и Адольф Дресслер исполнили пьесу на скрипке и аккордеоне, а китайцы-повара демонстрировали восточные боевые искусства, показав, как отбиться шестом от ножа. Боцман Коул исполнил джигу, а завершила представление живая картина «Моряки, оплакивающие погибшего морского пехотинца» — скорбь похмельных матросов по пустой коньячной бутылке.
17 января 1880 года Эмблер рассказал командиру об истинном состоянии Даненхауэра, у которого открылись сифилитические язвы на слизистой оболочке рта. Это был самый холодный день за всю экспедицию, когда замёрзли ртутные градусники, а спиртовой показал −46 °F (−43 °C).

#### Зима — весна 1880 года

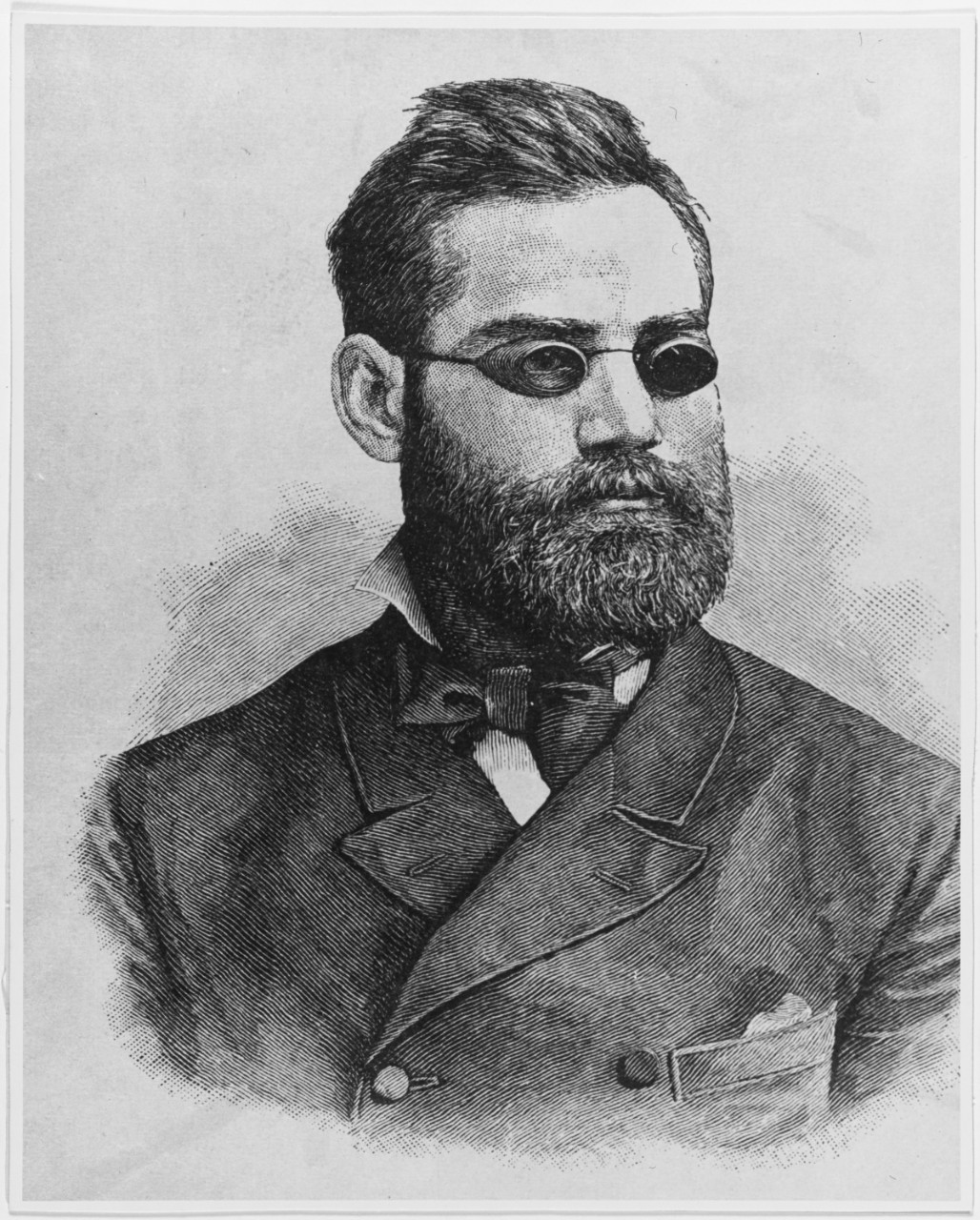
Джон Даненхауэр в противосолнечных очках

Кратковременное сжатие льда 19 января вызвало пробоину в машинном отделении; когда туда спустился лейтенант Делонг, вода стояла на уровне 18 дюймов (45,7 см) выше уровня трюмной палубы. Пришлось спешно разводить пары и запускать помпу. Спасение корабля требовало усилий всей команды. В кормовом трюме были подмочены запасы маиса, муки, бобов и овсянки. Благодаря расторопности механика Мелвилла были задраены люки в носовой переборке, что позволило спасти остальные запасы. Пока не были запущены помпы, ледяную воду из машинного отделения отчерпывали вёдрами, её поступление Делонг высчитал в 60 галлонов (230 л) в минуту. Вдобавок шланги постоянно обмерзали. Лишь на третий день обе помпы заработали в рабочем ритме, и вода стала отступать. Двигатель Бакстера удалось приладить к ручной помпе и сильно сократить потребление угля. Далее Ниндеман и Свитмэн начали подводить пластырь под пробоину, стоя в ледяной воде. За эту работу лейтенант написал для них представление для награждения Медалью Конгресса. 26 января впервые показалось над горизонтом Солнце. Однако и к середине февраля работы по откачке воды не были закончены, а главной заботой Делонга была экономия угля. В марте световой день увеличился, а температуры держались на уровне двадцати градусов мороза. Лейтенант начал работы по расчистке корпуса ото льда, чтобы можно было добраться до пробоины. Даненхауэр страдал от необходимости постоянной откачки гноя из глаза и удаления спаек; доктор Эмблер без наркоза сделал ему пятнадцать операций за полгода.
К апрелю световой день достиг 18 часов, что привело к таянию льдов и образованию разводий. Барк дрейфовал в северо-западном направлении по замкнутой кривой. На борту к тому времени осталось около двадцати собак, которые в основном использовались для охоты на медведей. Попытка запрячь их в грузовые нарты окончилась неудачей: пройдя полмили, собаки устремились на «Жаннетту», игнорируя понукания и даже удары кнутом. Угля осталось около 60 тонн, половину которого нужно было любой ценой сохранить на весьма вероятную следующую зимовку. Поступление воды сократилось до 200 галлонов (760 л) в час, но остановить его так и не удалось. Флотская субординация немало помогала поддерживать команду в тонусе и сохраняла психическое здоровье в экстремальной ситуации. По воскресеньям неизменно проводился общий сбор, на котором читался морской устав. Далее следовало богослужение, впрочем, на службу приходило не более пяти человек. Поскольку топливо уходило на работу помп, в жилых помещениях всё обледенело, в каюте Делонга предметы одежды, хранившиеся в нижнем ящике комода, смёрзлись в блок массой около 100 фунтов (45 кг). Тем не менее команда не слишком страдала от холода. Китайцы-повара А Сам и Тан Син подавали пример невозмутимости, а в свободное время запускали воздушных змеев, которые очень поднимали настроение команде. Лейтенант Чипп взял с них пример, используя змея для изучения атмосферного электричества.
В апреле Делонг, стремясь любым способом экономить уголь, предложил устроить ветряк для откачки воды из трюма. Механик Мелвилл заявил, что это вполне решаемая задача. Ветряк установили на треноге на верхней палубе, а лопасти ротора площадью 36 квадратных футов (3,3 м²) обили жестью от консервных банок. При бризе силой 8 миль/час (3,6 м/с) помпа работала с той же производительностью, что и от паровой машины. После поломки во время шквала конструкцию усовершенствовали за счёт использования деталей генератора Эдисона. К маю ветряк полностью обеспечивал откачку воды. Однако в своём дневнике от 20 мая Делонг сетовал, что «не добился ничего», а все полученные сведения полностью обессмысливали теории, положенные в основу плана экспедиции. Состояние команды не вызывало опасений: все были полны надежд, что солнце растопит лёд, и барк сойдёт на воду. Чтобы занять людей, устроили генеральную уборку, вычистили и отдраили все палубы и каюты, заново покрасили все стены и потолки. Натуралист Ньюкомб вернулся к наблюдениям за птицами и даже добыл живых комаров — первых насекомых, изловленных за полярным кругом. Обобщив температурные данные и результаты промеров глубин, 3 июня 1880 года Делонг записал в дневнике, что теория Петермана — «иллюзия», загнавшая экспедицию в ловушку. Льды, окружавшие «Жаннетту», определённо не составляли «кольца», окружавшего полярный океан, чистый от айсбергов и торосов.

#### Лето и осень 1880 года
К середине июня 1880 года Делонгу стало ясно, что второй зимовки не избежать: толщина ледового поля в 100 ярдах от «Жаннетты» нигде не составляла менее 4 фута (1,2 м). Возле судна водилось достаточно дичи, запас угля всё ещё составлял 56 тонн, из которых 30 предназначались для отопления, камбуза и опреснителя воды. Рассчитанного остатка хватало для пяти суток полного хода под парами. Делонгу, судя по дневниковым записям, очень не понравилось открытие метеоролога Коллинза: дрейф льда полностью зависел от ветров, и это означало, что барк не будет существенно отнесён ни к северу, ни к югу, продолжая двигаться по замкнутой кривой. Делонг в унынии писал, что провизия и уголь тратятся напрасно, а доставленные экспедицией записи «будут выброшены в мусорную корзину». Он также опасался, что общая атмосфера бессмысленности сделает психологическую обстановку в команде невыносимой. На борту «Жаннетты» было мало кадровых моряков, для остальных военно-морские традиции были дополнительной тяготой. Датчанин Нельск Иверсен, долго работавший на криолитовых копях Гренландии и сознательно записавшийся в команду, сообщил, что матросы замышляют мятеж. Расследование привело к заключению, что у Иверсена случился нервный приступ, о чём Делонг с раздражением писал в дневнике. Не лучше было и положение Даненхауэра, который безвылазно сидел в каюте. До наступления зимы улучшили вентиляцию и теплоизоляцию кают, чтобы не скапливался конденсат, построили новый тамбур, ведущий из офицерского отсека на верхнюю палубу, перепаковали имущество на санях и шлюпках, укрепив их на случай эвакуации. Слабое сжатие 1 сентября неожиданно поставило «Жаннетту» на киль, полностью избавив корабль от девятиградусного крена. Мелвилл рассуждал вслух, что лучшим было бы покинуть барк, пока он ещё на плаву, и пройти 250 миль до сибирского побережья, но Делонг не воспринял его всерьёз.
После наступления полярной ночи и сильного сжатия 14 ноября экипаж охватили иррациональные настроения. Рядовые и офицеры явно поделились на группы, не доверяющие друг другу. В этой обстановке Делонг мог положиться только на Мелвилла, Эмблера и Чиппа. Ньюкомб почти полностью дистанцировался от команды и чуть ли не круглые сутки набивал в своей каюте чучела убитых птиц, особенно чаек Росса. 3 декабря вспыхнул открытый конфликт Делонга и Коллинза, которому лейтенант приказал отдать все записи наблюдений за предшествующие 12 месяцев. Итогом стало официальное увольнение Коллинза, отсчитываемое от 1 сентября, а на его имя была написана докладная военно-морскому министру. Впрочем, Рождество праздновали с большим размахом, всё-таки устроили «шоу менестрелей» и «фарс-оперу», а боцман Коул предложил организовать танцевальный марафон на истощение. Судя по дневникам, Шарвелл очень убедительно исполнял женские роли и менял наряды. В новогоднюю ночь начался буран, не утихавший трое суток. 4 января 1881 года Делонг наблюдал в телескоп очень яркую Венеру; измерения показали, что дрейф пошёл в северном направлении.

### Открытие островов Де-Лонга и гибель «Жаннетты»

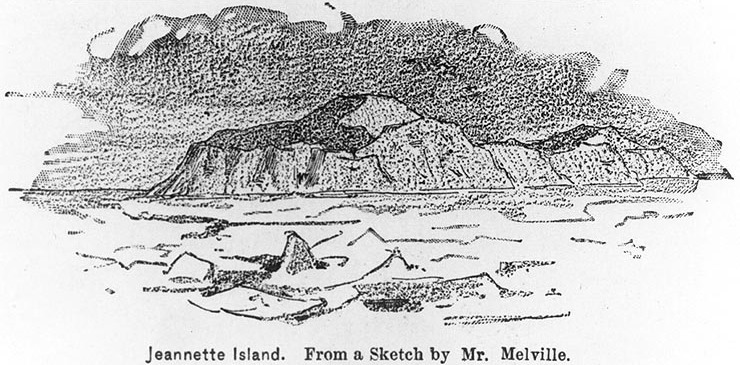
Остров Жаннетты на зарисовке Мелвилла

Всю весну 1881 года «Жаннетта» продолжала беспорядочно дрейфовать в северо-западном направлении. 17 мая вахтенный Данбар обнаружил на горизонте неизвестную ранее землю. Делонг сначала именовал её в дневнике «нашим островом», а затем решил назвать в честь «Жаннетты». Когда барк принесло на расстояние 15 миль (это было 25 мая), вдали заметили ещё один остров, названный по имени матери Беннетта — Генриеттой. На исследование новых земель 31 мая было решено направить группу из шести человек во главе с Мелвиллом, которому придали штурмана Данбара и матросов Ниндемана, Эриксена, Шарвелла и Бартлетта. В нарты запрягли 15 собак, находившихся в форме, ещё трёх Делонг распорядился застрелить. Разведчиков провожала вся команда, кроме Даненхауэра, а лейтенант Делонг залез в воронье гнездо с биноклем и водрузил чёрный флаг, хорошо видимый из-за торосов в полярный день. В дневнике он выражал надежду, что на одном из островов отыщется подходящая бухта, в которой удастся кренговать барк и заделать течь. Давление льдов на корму усиливалось, что потребовало пиления льда, заодно проверили состояние гребного винта. Помпа откачивала 100 галлонов (380 л) галлонов воды в час, тогда как в трюм поступало примерно 4800 галлонов (18 200 л) в сутки. Отход группы Мелвилла совпал с массовым заболеванием экипажа. Эмблер установил, что причиной было отравление свинцом: консервированные помидоры взаимодействовали с припоем, которым были запечатаны банки. После отказа от этих консервов люди постепенно пришли в норму.
Группа Мелвилла столкнулась с тяжёлым изломанным льдом и была вынуждена бросить шлюпку и тяжёлые грузы на относительно устойчивой льдине. Сильно изнурив людей и собак, американцы высадились на остров Генриетты в половине шестого вечера 2 июня. По подсчётам Мелвилла прошло 642 дня, когда люди в последний раз побывали на берегу. Механик развернул американский флаг и во имя «великого Господа Иеговы и президента Соединённых Штатов» вступил во владение новой землёй, окрестив её бурбоном из фляжки. Далее он взобрался на высшую точку острова, где оставил цилиндр с посланием и кратким отчётом Делонга. Все благополучно возвратились к 4 июня. Делонг от радости попал под крыло ветряка (ветер в тот день достигал 15 миль в час, то есть 6,7 м/с), рваную рану на виске пришлось срочно зашивать доктору Эмблеру.
|  |

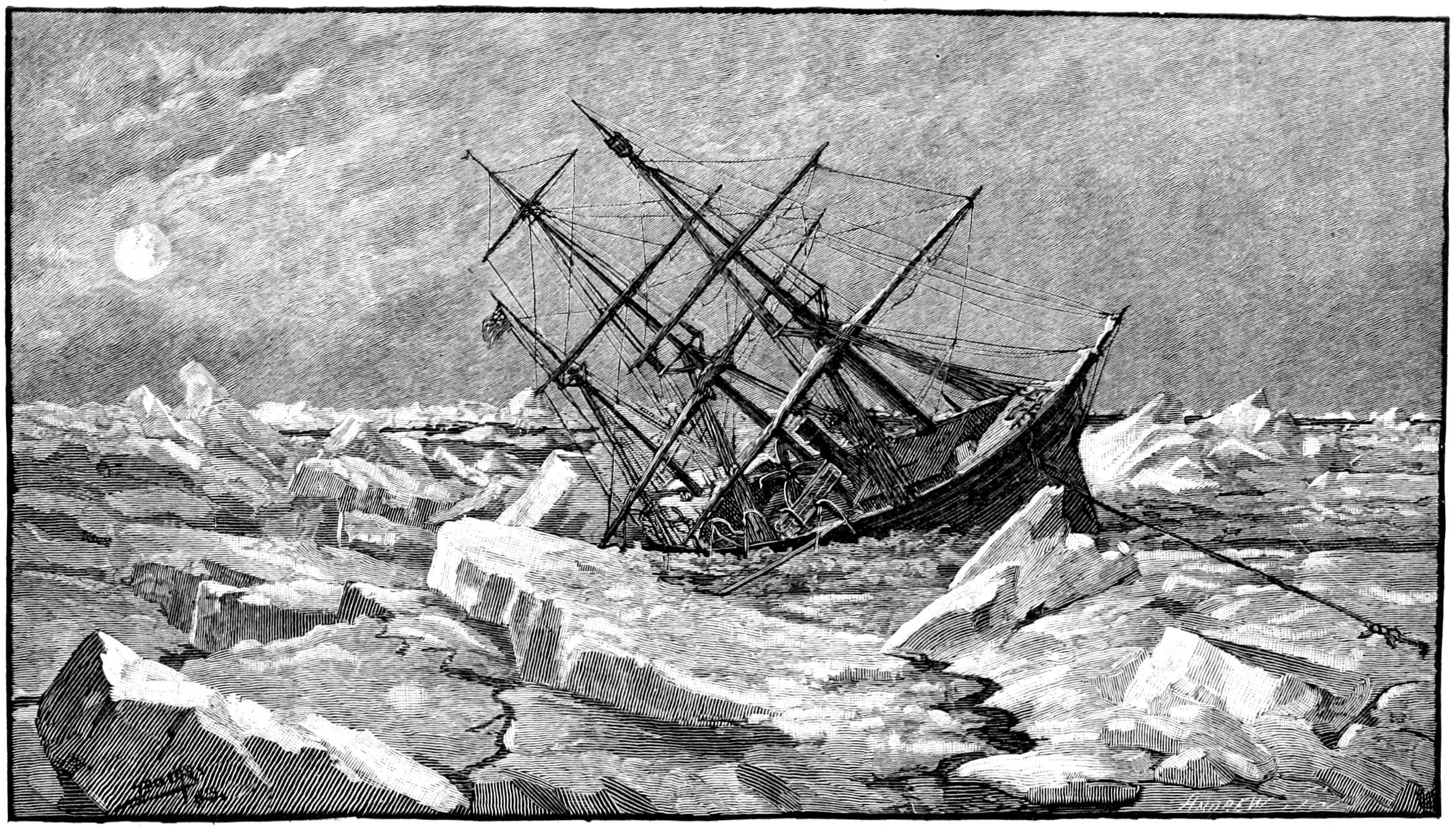
Затопление «Жаннетты»

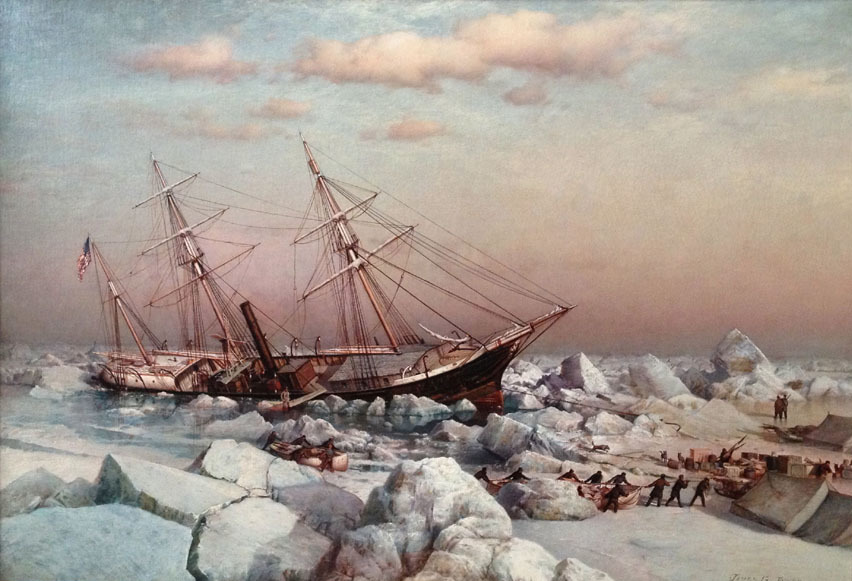
Вынос имущества с тонущей «Жаннетты». Картина Джеймса Гейла Тайлера (1855—1931)

В первую неделю июня 1881 года направление дрейфа сместилось на западо-юго-западное, а из-за ослабления ледовых полей уменьшилось поступление воды в машинное отделение. Поскольку льды быстро таяли, сложенное на льду имущество было приказано поднять на борт. В полдень 11 июня началось сильное ледовое сжатие, которое не предвещало беды. Утром того же дня кочегар Бартлетт и охотник Алексей добыли крупного тюленя. Однако вскоре на левый борт пошли торосы, и судно быстро накренилось на 16° по правому борту. Вахту в машинном отделении стоял тогда Уолтер Ли, который сообщил, что льдами пробит правый угольный бункер. Делонг отправил Мелвилла убедиться в масштабах повреждений, а сам скомандовал эвакуацию. С борта были спущены все шлюпки и сани. Мелвилл заявил, что пробита обшивка в машинном отделении, причём швы между досками в нескольких местах разошлись на дюйм (2,5 см). Было очевидно, что кораблю остались считанные часы на плаву. К вечеру сжатие успокоилось, но крен достиг 22° и постепенно возрастал. Данбар, получивший во время похода на остров Генриетты приступ снежной слепоты, был прикреплён поводырём к Даненхауэру, эти двое были негодны для спасательных работ. Однако тот всё-таки вытащил навигационные приборы и передал их матросам. Уровень воды быстро прибывал, была залита кают-компания, и Делонг приказал Эмблеру поднять американский флаг на бизани, чтобы корабль затонул с честью. Люди вытаскивали личное имущество и те припасы, которые предназначались для эвакуации. К 20 часам 11 июня крен достиг 30° по правому борту, что делало почти невозможным любые работы. Палубные конструкции заметно прогибались, и, наконец, вода дошла до комингсов люков верхней палубы. После этого лейтенант Делонг официально приказал оставить судно. На льду в 200 ярдов (180 м) уже были выстроены два куттера и вельбот, а также восемь саней, три из которых предназначались для транспортировки шлюпок. В час ночи 12 июня ледовое поле, на котором стоял палаточный лагерь, раскололось прямо посередине, и пришлось быстро перетаскивать имущество. Далее измученные люди сумели уснуть, и свидетелями окончательного затопления «Жаннетты» в четыре часа утра стали только вахтенные Бартлетт и Кюне. Сначала оторвалась грот-стеньга, затем грот-мачта, а упиравшиеся в лёд реи сломались и ушли под лёд. Ньюкомб услышал шум, но когда выбрался из палатки, корабль уже затонул. По его словам, «единственным реквиемом прозвучал собачий вой». В девять часов утра 12 июня Делонг объявил общее построение и выдал команде новую одежду — нижнее бельё, тёплые вещи, шубы и кожаные парки. Судя по дневнику и описаниям других членов команды, лейтенант был сдержан и деловит, его настроение передалось и другим людям. Вынесенные с борта запасы позволяли некоторое время не тратить 60-дневный санный рацион.

## Поход к устью Лены. Гибель группы Делонга

### Переход во льдах
|  |

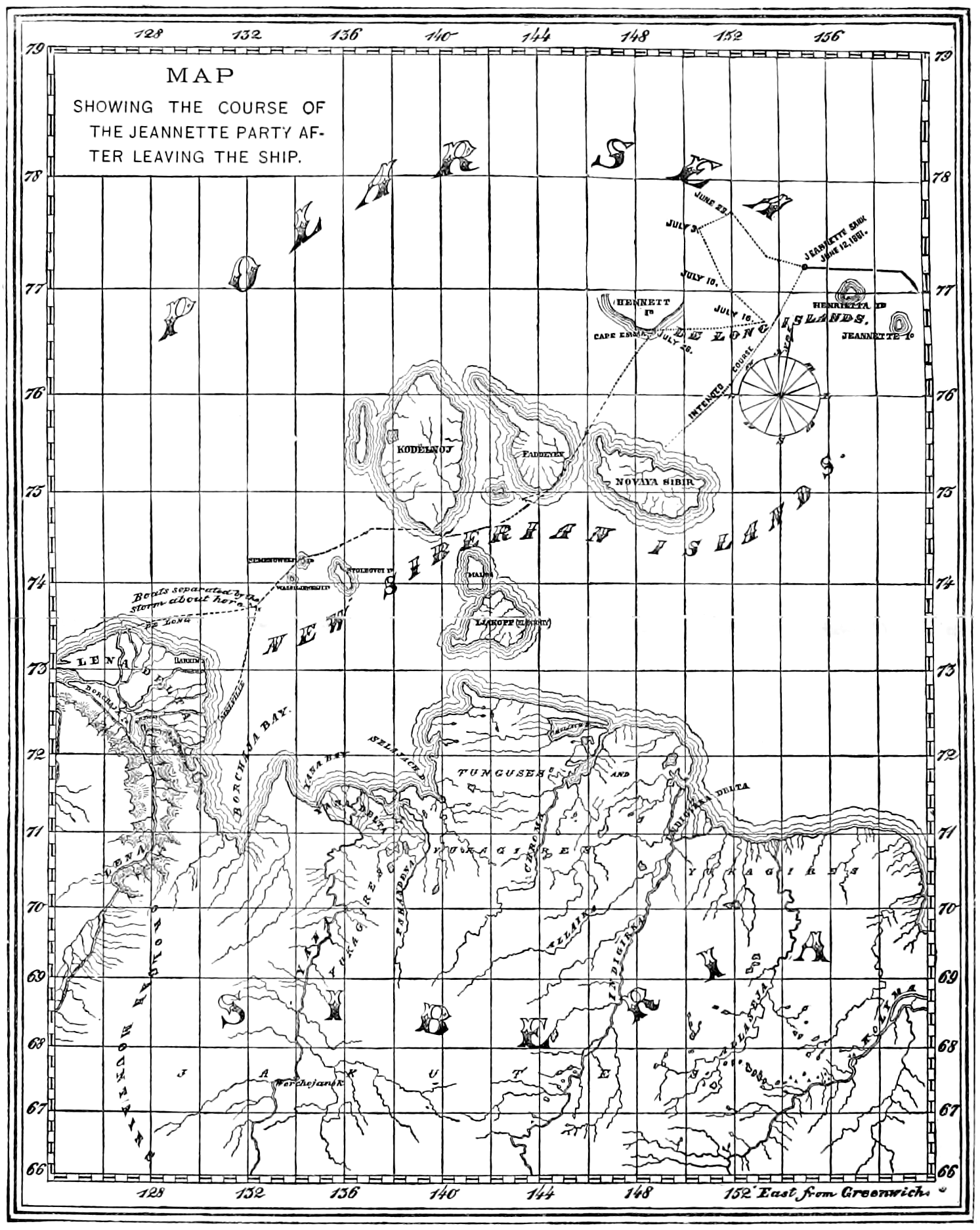
Карта пути моряков «Жаннетты» после гибели судна

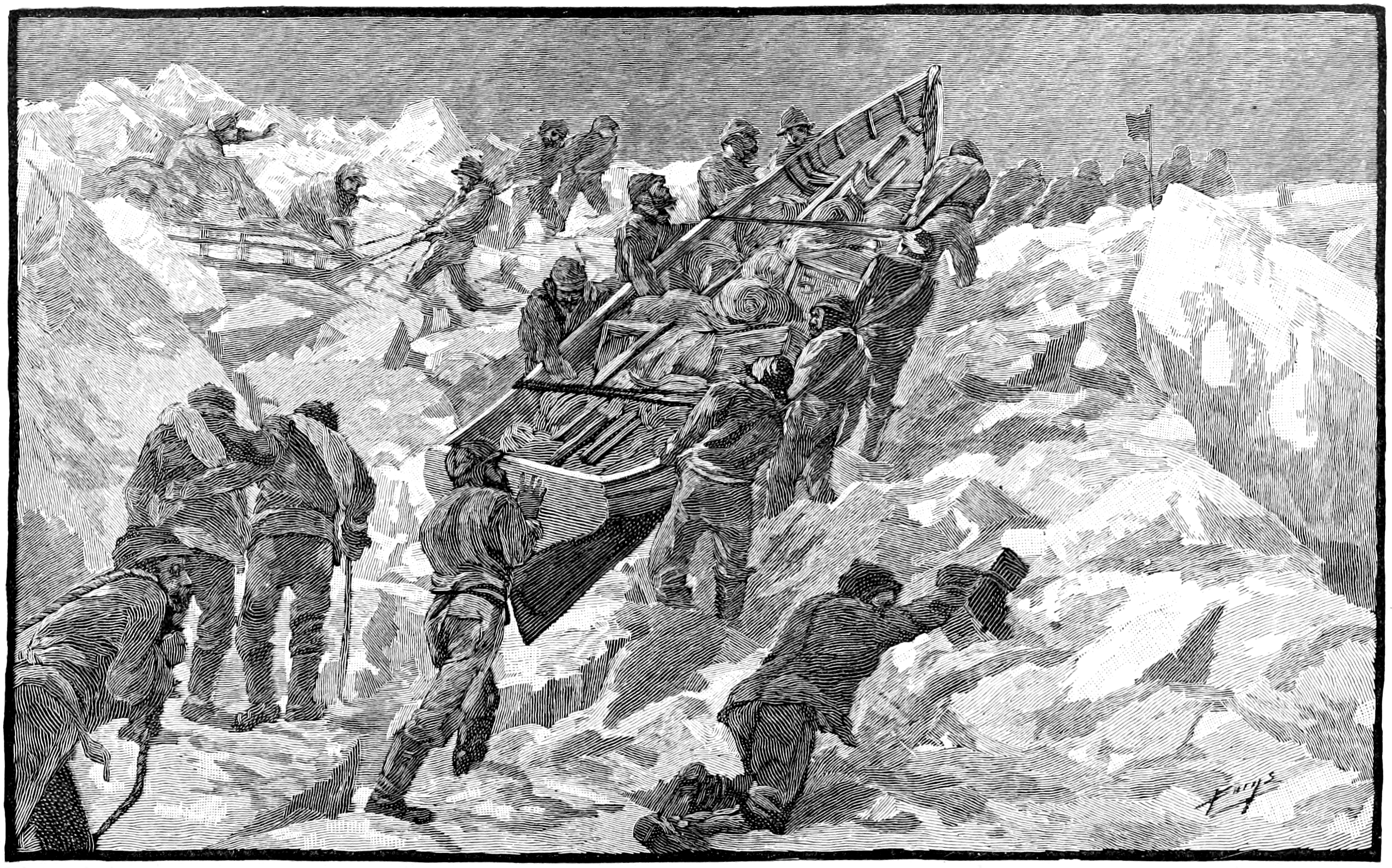
Команда перетаскивает шлюпки через торосы и гребни сжатий

В первые дни после кораблекрушения командир рассчитывал возможности санного путешествия. Наличные силы людей (31 человек и инвалид Даненхауэр) и 23 собаки не позволяли взять с собой четвёртую шлюпку, тяжёлые сани, почти весь арсенал оружия и научное оборудование. Были выброшены все данные донных промеров и метеорологическая документация, а также все чучела Ньюкомба, за исключением трёх чаек Росса. Масса трёх шлюпок составляла 4 тонны, провиантские запасы на пяти санях конструкции Мак-Клинтока весили 66 центнеров. В шлюпках переносили лагерное снаряжение — шесть палаток, пять кухонных плит, металлическую утварь, спальные мешки из оленьих шкур. Каждый участник команды имел индивидуальный вещмешок. Штурман Данбар прокладывал колею во льдах, размечая маршрут, прорубаясь сквозь торосы и отмечая направление чёрными флажками. Делонг решил идти по ночам, когда солнце висело низко над горизонтом, кроме того, дневное солнце позволяло сушить вещи после переходов. Десять тонн снаряжения пришлось тащить челночным способом, трижды преодолевая одну и ту же дистанцию. 17 июня после богослужения Делонг скомандовал начало похода, выступили в 18:20 по местному времени. Первую партию возглавил Мелвилл, запрягшийся в сани с куттером. Ему помогали 12 человек, несколько из которых поддерживали груз от опрокидывания. Судя по дневникам экспедиционеров, больше всего их раздражала необходимость налегке двигаться за следующей партией грузов. Американцы не пользовались лыжами и снегоступами, утопая в снежной каше по колено. Группа самого Делонга (6 человек) тащила второй куттер и вельбот. Они выработали следующий график: проделав 500 ярдов (460 м) с первым грузом, немедленно возвращаться за вторым. Однако никто не учёл продолжающихся сжатий, и уже в первый день санная партия была разделена внезапно возникшей полыньёй. Пришлось спускать шлюпки на воду и использовать их как паром. Нетренированные собаки отказывались тянуть в упряжке, поэтому Алексею, Чиппу и Кюне пришлось впрягаться вместе с ними. От перенапряжения лейтенант Чипп упал в обморок. Первый день оказался катастрофическим: экипаж растянулся на полторы мили (2,4 км), полозья саней были повреждены, поскольку не были рассчитаны на массу груза. Северный дрейф прекратился к 4 июля. 13 июля возникла первая дисциплинарная проблема, когда матрос Старр на привале на глазах всей тягловой партии отказался выполнить мелкое распоряжение Делонга, после чего лейтенант объявил его арестованным с передачей под трибунал после возвращения. На следующий день Ньюкомб поругался с Даненхауэром из-за размера порции, после чего он перешёл в хвост отряда вместе с арестованными Старром и Коллинзом.
Ещё одной непредусмотренной проблемой стал рацион питания. Основными припасами были говяжий экстракт Либиха, который разводили в горячей воде, и пеммикан. Употребление пищевых концентратов в чистом виде приводило к вздутию живота и запорам. Медицинские журналы доктора Эмблера полны записями о прописанных ректальных свечах и слабительном. Однообразие рациона питания проводило к непрестанным мечтам о еде, в дневниках офицеров содержатся регулярные записи о блюдах, которые они закажут после возвращения домой. Чёрную кухонную вахту, помогая китайцам, несли по очереди ежедневно все рядовые. Самой тяжёлой работой был сбор свежего снега, не успевшего пропитаться морской солью. Постоянная сырость также выматывала людей. Доктор писал, что после «сна в мокрой одежде в мокром спальном мешке на мокром льду наутро ноют все кости и мышцы». Делонг высчитал, что двухмильный переход по счислению оборачивался 26 милями фактических челночных переходов. Измерения 25 июня показали, что мучения были напрасны: экспедиционеры попали в зону северного течения и после недели мучительной борьбы были на 28 миль (45 км) севернее, чем в начале пути. Лейтенант осознал, что достичь Сибири можно только на шлюпках по морю.

### Остров Беннетта

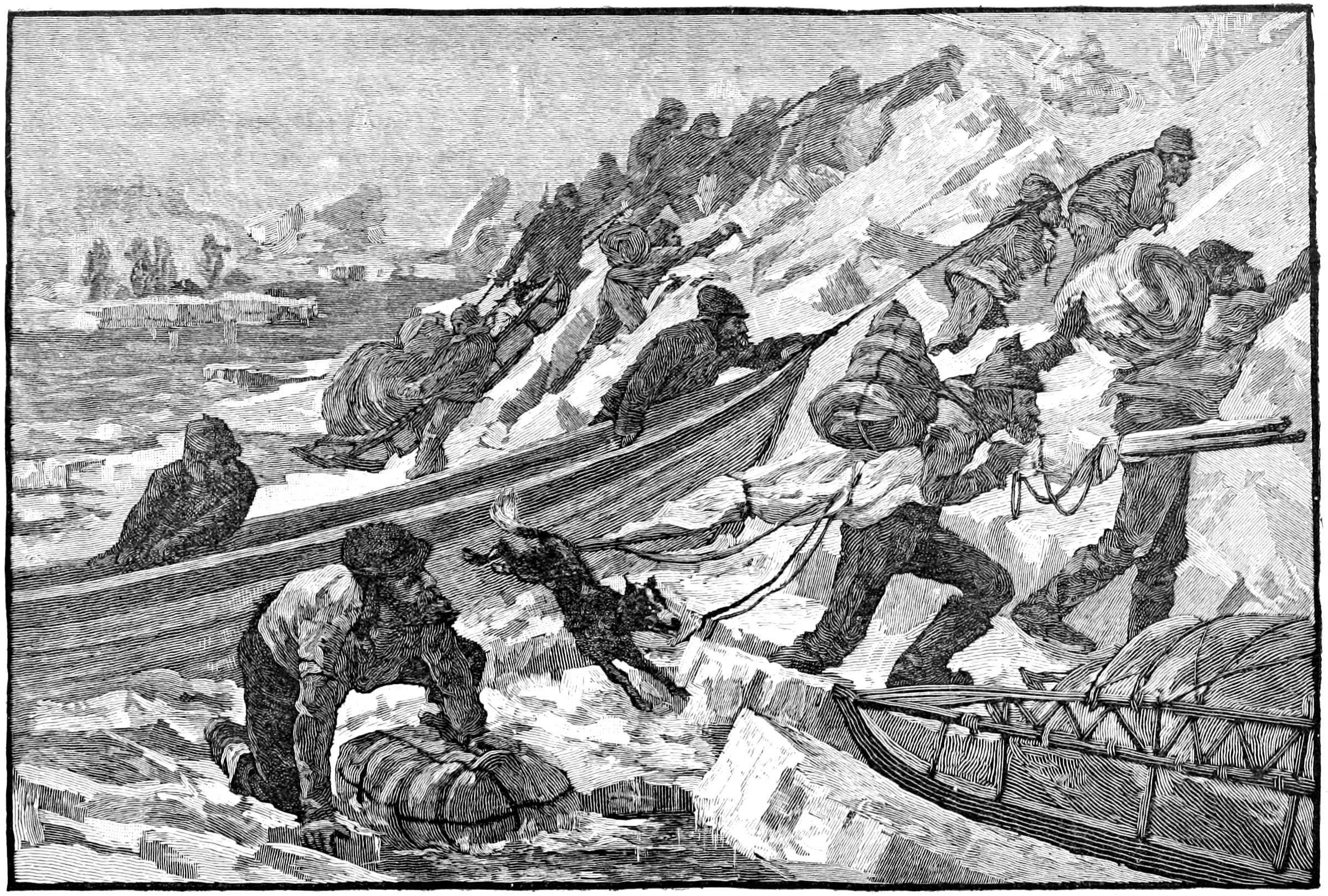
Высадка на остров Беннетта

Ещё 12 июля Данбар рассмотрел на горизонте близость земли. Об этом свидетельствовало и появление дичи: Алексею и Анигину удалось добыть крупного моржа, мяса которого хватило на три суточных рациона для всей команды, а затем белого медведя. Однако постоянные туманы и дисциплинарные проблемы надолго отсрочили поиск земли. Делонг и Даненхауэр не могли договориться, что это за суша. Только когда 28 июля сильное солнце разогнало туман, оказалось, что остров находится в миле от полярников. 29 июля произошла высадка, после которой Делонг от имени президента США вступил во владение этой землёй, назвав её островом Беннетта. Мыс, на котором команда высадилась, лейтенант назвал в честь жены Эммы. Оказавшись на американской территории, в порыве великодушия Делонг отменил взыскания и арест Коллинзу и Ньюкомбу, отправив их на исследование новой земли.
Команда «Жаннетты» провела на острове девять дней. За сутки Ниндеман и Свитмэн привели в порядок шлюпки, после чего Чипп и семеро матросов исследовали береговую линию, пройдя 15 миль в битых льдах. Далее было решено идти до Новосибирских островов, изобиловавших дичью. Уже была использована половина продовольственных запасов, и при средней скорости перехода в две мили в сутки их могло не хватить даже до Фаддеевского острова. Поскольку острова изобиловали птицами, моряки активно охотились и собирали яйца. Хотя мясо кайр было жёстким, по отзыву Делонга, приготовленное в медвежьем жиру, оно было сносным на вкус. Лейтенант полагал, что можно будет двинуться уже 4 августа, однако непогода затянула пребывание на острове. Поскольку собаки потребляли много корма и страдали от нервных припадков, командир распорядился пристрелить 11 из 23 животных; палачом был назначен Эриксон. Поскольку люди не страдали от голода, все отказались есть собачатину, и туши были выброшены в море. 5 августа Делонг распределил людей на три шлюпочные партии и написал инструкции Чиппу и Мелвиллу, которые должны были их возглавлять. В инструкциях лейтенант указал место встречи в устье Лены, на случай, если непогода или туман разлучит команду. Перед отплытием случился конфликт с Даненхауэром, которого Делонг отстранил от должности по инвалидности. Все припасы были перегружены в шлюпки, а древесина саней пошла на дрова. При отплытии четверо из семи собак на одной из шлюпок бросились в воду, их не стали подбирать. В первый же переход 6 августа под парусами команда проделала 8 миль при температуре −3 °F (−19 °C).

### Морской переход

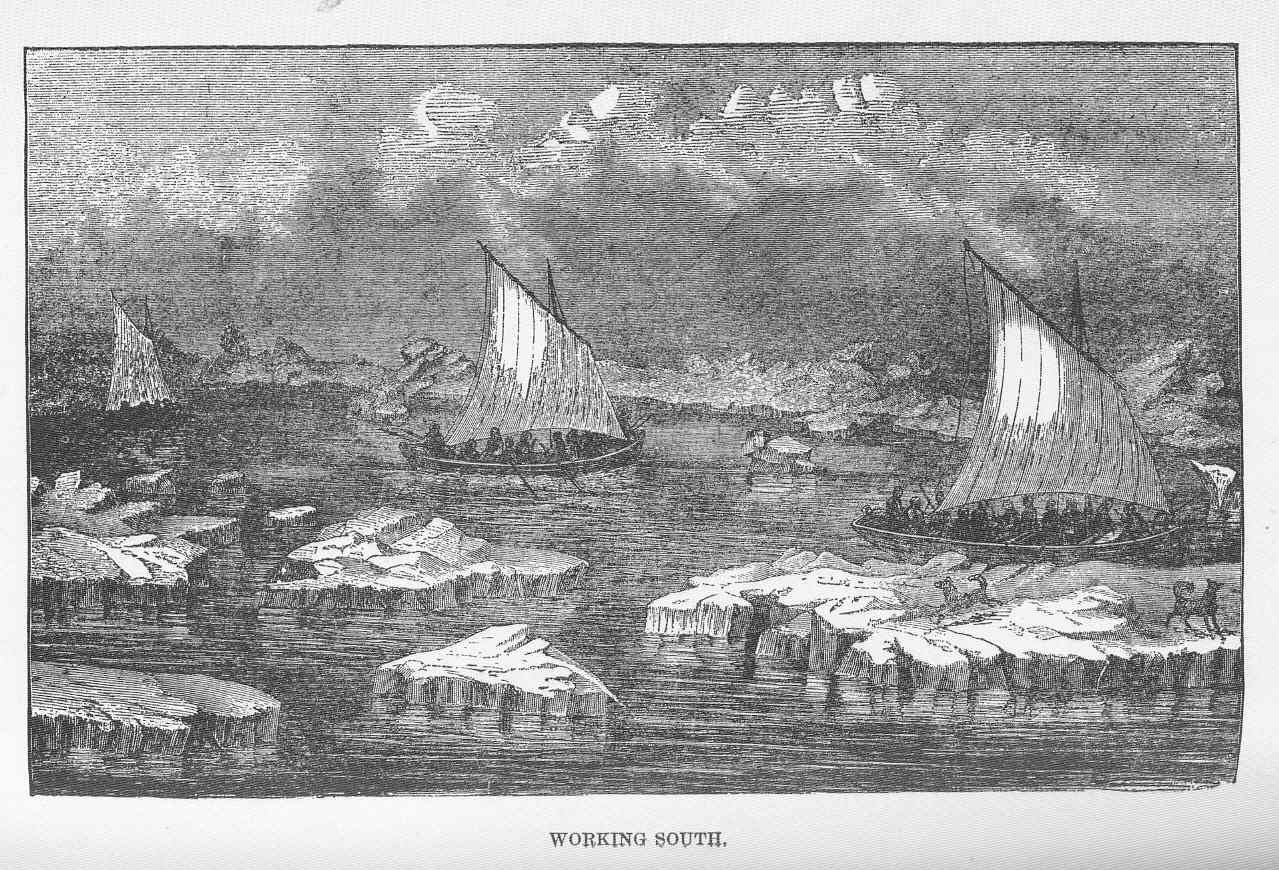
Шлюпочный поход во льдах

В течение пятнадцати дней три шлюпки двигались по разводьям. Делонг старался искать широкие каналы, поскольку острые кромки подтаявших льдин могли прорезать обшивку. Иногда приходилось совершать ледовые переходы до полумили до удобного разводья, из-за этого график передвижения был прерывистым: 9 — 5 — 12 миль (соответственно: 14,5 — 8 — 19,3 км). Даненхауэр впоследствии вспоминал, что морское плавание оказалось тяжёлым, но было намного лучше, чем пешие переходы. Иногда по нескольку суток не удавалось высадиться на сушу, и тогда моряки даже не могли выпрямиться. Малейшее волнение представляло угрозу: помимо грузов, на каждой шлюпке были уложены брикеты спрессованного снега для питья. Длинные сани были уложены поперёк шлюпок и сильно смещали центровку. Воспалённый глаз Даненхауэра причинял ему всё больше неудобств, однажды он говорил с Эмблером, чтобы его вынуть. Однако штурман отказывался признавать себя больным и настаивал, чтобы Делонг вернул ему право командовать. После сильного шквала с метелью было решено дрейфовать вместе с ледовым полем, тем более, что малая шлюпка под командой Чиппа едва не перевернулась. Люди разбили палаточный лагерь и отъедались пеммиканом и согревались горячим чаем; запас спирта для походных печек постепенно подходил к концу. Для экономии топлива лейтенант распорядился пустить на дрова сани, которых хватило на несколько дней. Во время вынужденной стоянки Эмблер раздал последний лаймовый сок, тогда же закончился табак, и доктор с лейтенантом пытались курить высушенную кофейную гущу и спитую чайную заварку. К 20 августа люди миновали Новую Сибирь, но далее разразился буран, из-за которого Делонг решился урезать продовольственный паёк наполовину на всё время десятидневного простоя.
29 августа льды прошли Фаддеевский, и Делонг распорядился спускать шлюпки на воду. К полудню 30-го американцы высадились на галечном пляже, поросшем мхом и лишайником. Были найдены следы оленей и зайцев, имелось большое озерцо хорошей воды. Ньюкомб немедленно обнаружил берцовые кости мамонта. Свитмэн и А Сам набрели на полуразвалившуюся избу, но ей, вероятно, не пользовались уже несколько десятилетий. 31 августа путешественники двинулись вдоль южного берега на запад, пройдя за трое суток 70 миль (112 км) и добыв дюжину уток. Из-за штормовой погоды все промокли, но причалить к суше было невозможно. На 48 часов из виду пропала шлюпка Чиппа, но 3 сентября экспедиционеры воссоединились. Оказалось, что шлюпка села на мель. 4 сентября пришлось тащить шлюпки без саней по ледовым полям, повреждая киль и обшивку («откалываются длинные щепки»), но всё-таки вечером удалось высадиться на острове Котельный. Здесь оказалось, что Делонг обморозил себе ступни и почти не мог ходить — сказывалось то, что он промок два дня назад, не имея возможности обсушиться и переодеться.
Поскольку туман рассеялся и вскрылись разводья, 7 сентября команда продолжила путь на остров Столбовой. Вскоре налетел шторм, волны перехлёстывали через двадцатифутовые (шестиметровые) торосы, куттер и вельбот успели сцепиться, когда вельбот набрал воды. После 33 часов борьбы с морем удалось высадиться на берег и заделать течь — шёл 89-й день после потери «Жаннетты». 9 сентября обогнули Столбовой и встали на ночёвку на Семёновском острове. Здесь не было хорошей воды, но удалось добыть 120 фунтов (54 кг) оленины и даже просушить спальники. Перед последним рывком к материку Коулом и Бартлеттом были устроены импровизированные навесы из холстины. В оставленном на острове послании Делонг сообщал, что у команды остался недельный запас топлива и провианта. В дневнике он поражался скорости эрозии, которая опустошала остров. 11 сентября, в воскресенье было объявлено построение с чтением морского устава, а затем богослужение. Оно оказалось последним для экипажа «Жаннетты».

### Катастрофа у якутского побережья

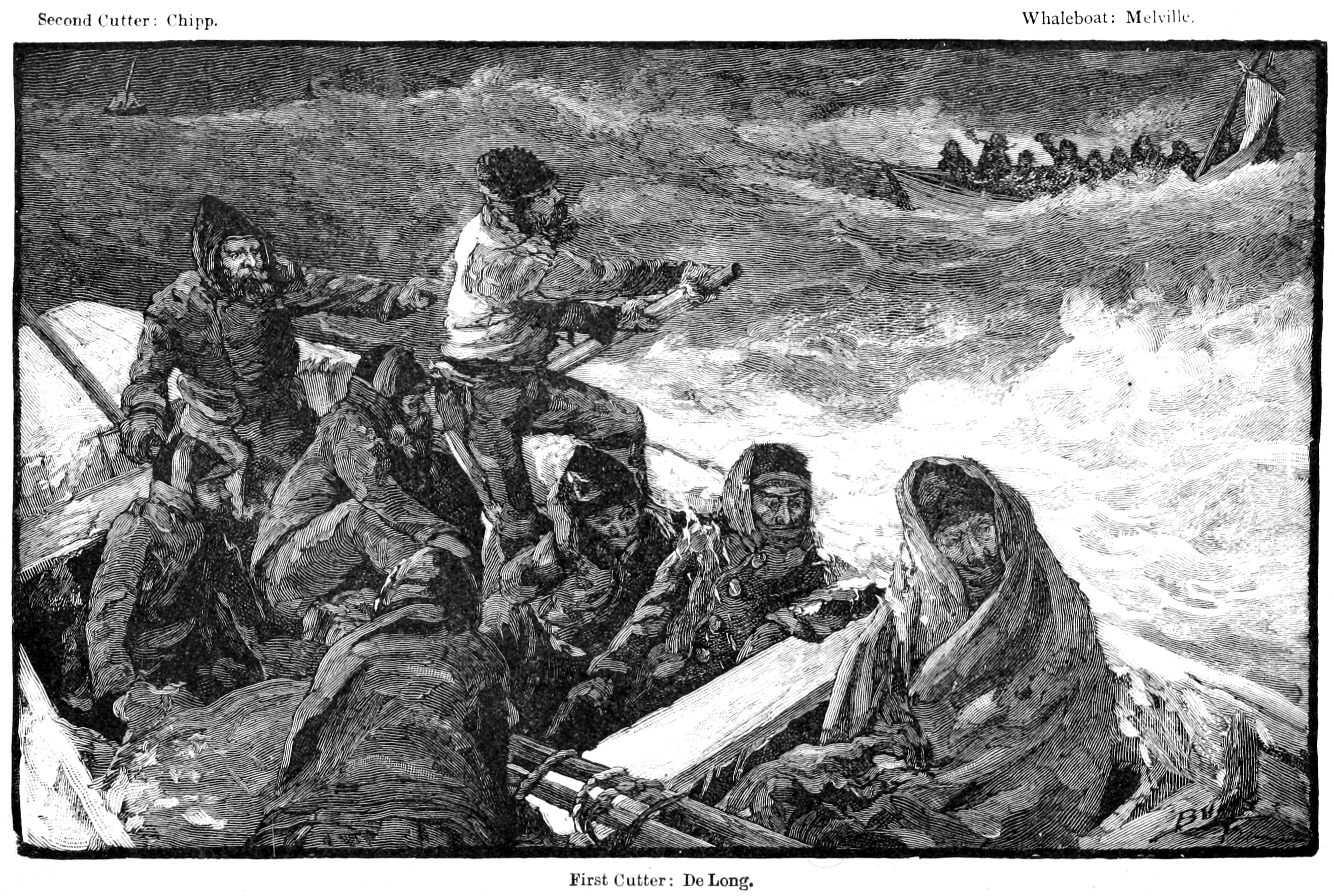
Разделение группы Мелвилла и Чиппа

На куттере Делонга помещалось 14 человек (включая доктора Эмблера и Коллинза), единственная оставшаяся собака, вся судовая документация, журналы, дневники и сохранившиеся научные данные. Китобойный вельбот Мелвилла (10 человек) был самым манёвренным и прочным, тогда как куттер Чиппа был наименее повреждённым, но при этом валким и тихоходным, на нём умещалось восемь человек. Помимо обморожений самого Делонга и матроса Эриксона и состояния глаза у Даненхауэра, командира беспокоили симптомы сердечного заболевания у Данбара. В ночь с 11 на 12 сентября прошёл снегопад, наполовину заваливший палатки. За завтраком Делонг напомнил Мелвиллу и Чиппу содержание инструкции, особенно пункт, предписывающий максимальное сближение трёх шлюпок. Лейтенант планировал пройти на юго-запад до Баркова мыса, а далее при помощи «туземцев» войти в устье Лены. В случае успешного достижения дельты не следовало ждать командира, а немедленно идти вверх по реке за помощью. Мелвилл был не согласен с этим планом, предлагая идти возможно восточнее, где могли быть пароходы поисковой партии. В девять часов утра три шлюпки вышли в море, подгоняемые северо-восточным бризом. К вечеру пришлось брать рифы, так как Чипп отставал. Ночью разразилась сильная буря, когда моряки боролись за собственное выживание. В имеющихся источниках сильно разнятся описания поведения Делонга и отдаваемых им приказов. Во всяком случае в штормовую ночь Делонг, Мелвилл и Чипп потеряли друг друга и должны были выживать в одиночку. Ниндеман на куттере Делонга сумел запустить импровизированный штормовой якорь, однако из-за него волны залили шлюпку чуть ли не до уровня банок. Лишь к шести вечера 13 сентября море стало успокаиваться.

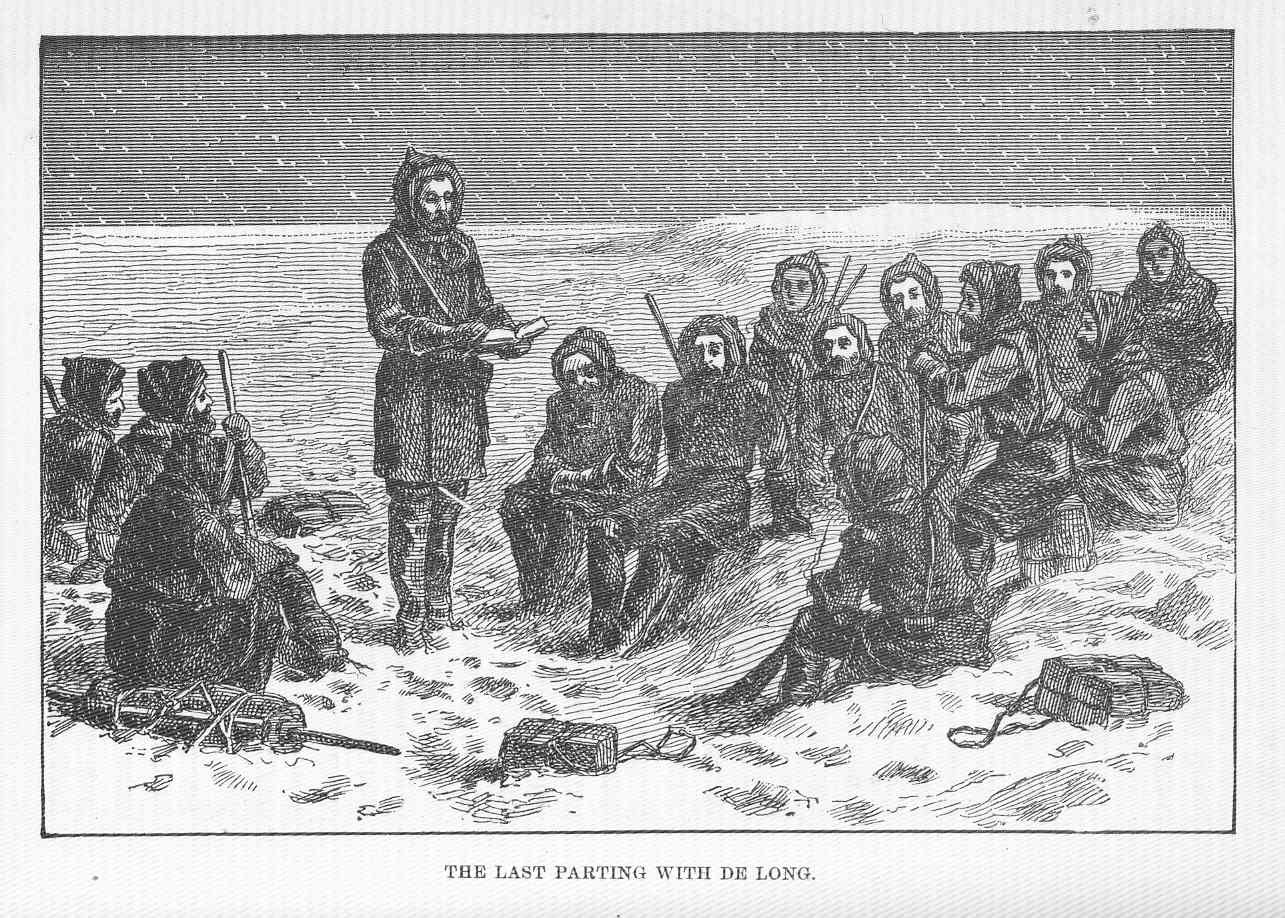
Последнее богослужение экипажа Делонга

В штормовую ночь бесследно исчез куттер Чиппа со всем экипажем: кроме лейтенанта, на нём шли ледовый штурман Данбар, плотник Свитмэн, матросы Кюне, Старр, Уоррен, Джонсон и Шарвелл. Мелвилл пытался выдерживать курс, на руле стоял Лич, остальные большей частью вычерпывали воду. На куттере Делонга рулевым стоял Эриксон, а вперёдсмотрящий Ниндеман 15 сентября увидел материк. Делонг в тот момент отморозил и руки, и ноги и лежал завёрнутым в спальный мешок. Он не поверил словам матроса, Эмблер тоже ничего не видел. Тем не менее через несколько часов берег был виден отчётливо. Однако Эриксон никак не мог различить устья реки, напротив, у берега, где смешивались пресные и солёные воды, образовывалась корка льда. Люди не спали уже 36 часов и были сильно изнурены. Наутро 16 декабря куттер застрял на илистой отмели в трёх милях (4,8 км) от берегов Якутии. Иного выхода, кроме как тащить грузы в ледяной воде, не было: ледовое поле стремительно разрасталось. После трёх рейсов насквозь промокшие люди бросили свой куттер в миле от берега и разбили лагерь на галечной косе, изобиловавшей плавником.
По мнению Фергуса Флеминга, в фатальной судьбе группы Делонга отчасти был повинен Петерман. Именно из его карты как главная точка рандеву был взят мыс Барков, хотя он был необитаем, служа перегоночной базой тунгусских оленьих пастухов на летний сезон. Петерман ошибочно пометил на мысе маяк, который в 1822 году собирался соорудить П. Ф. Анжу, но которого фактически никогда не существовало. Норденшельд также пытался отыскать этот маяк в 1878 году. Если бы Делонг взял курс на Сагастырь, расположенный всего лишь восемью милями (12,8 км) западнее, он бы сравнительно быстро вышел к Китачу или Булуну, где было несколько сот жителей. Однако Булуна вообще не было на карте Петермана, а Сагастырь был помечен дважды и оба раза в неверных местах. Таким образом, имея в своих источниках пустыню, Делонг был вынужден направляться в Кумах-Сурт, не подозревая о множестве рукавов и стариц дельты Лены, которых также не было на карте.

### Гибель Джорджа Делонга и его группы

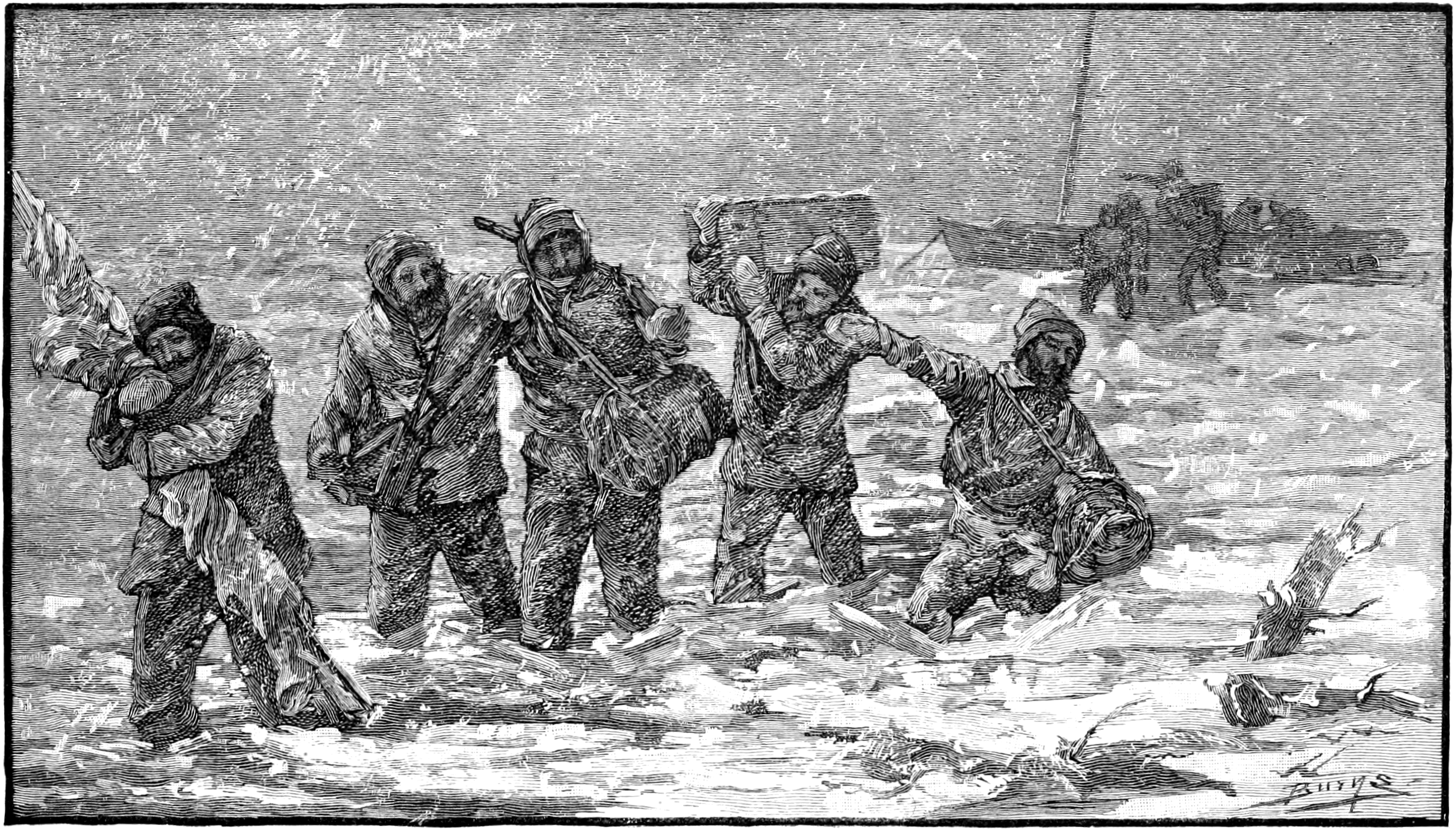
Люди Делонга переносят грузы из севшего на мель куттера в устье Лены

Реконструкция событий была осуществлена механиком Мелвиллом по сохранившимся журналам и дневникам погибших, а также по результатам обследования последнего лагеря группы Делонга
Утром 16 сентября Алексей застрелил из винчестера чайку, суп из которой всем понравился намного больше пеммикана. Делонг объявил воскресный отдых, во время которого Эмблер стал врачевать своих товарищей. Наиболее тяжёлыми были обморожения ног Ганса Эриксона, сильные боли испытывал и командир, но, по крайней мере, он был в состоянии писать. В кратком отчёте он сообщал, что у его людей «провианта на четыре дня, оружие в полном порядке, и с Божьей помощью они пройдут 95 миль (153 км) до ближайшего селения». Из имущества было решено оставить только палатки и спальные мешки, а также экспедиционную документацию и журналы, удостоверяющие достигнутые результаты. Даже хронометры были закопаны в месте высадки и отмечены колышком.
19 сентября путники двинулись по территории, обозначенной на карте Петермана как «болото в вечной мерзлоте». Эриксон умолял оставить его, однако Делонг велел сделать ему из коряги костыль и двигаться вместе со всеми. Он определял скорость передвижения — милю в час (1,6 км). Поскольку Коллинз возражал, Делонг велел Ниндеману вернуться к тайнику с хронометрами и зарыть там же судовые журналы за два года плавания. На третий день пути, 21 сентября, стало ясно, что сдают наиболее обмороженные Эриксон, Бойд и А Сам. Алексей сумел добыть двух оленей, которые были такой величины, что понадобилось шестеро, чтобы дотащить туши. Зимовщики обосновались в полуразрушенном охотничьем балагане. В дальнейший путь двинулись 24 сентября, взяв оленины на два дня и имея двухдневный резерв консервов из походного рациона. 27 сентября Эмблеру пришлось оперировать поражённые некрозом ступни Эриксона — четыре пальца с правой ноги и один с левой, причём датчанин поначалу даже не чувствовал боли, но затем ему дали опиум. Ночью он бредил на датском языке, и стало ясно, что передвигаться он не сможет. Делонг отдал приказ нести Эриксона. Наиболее сложной стала задача переправы через безымянную реку, решением которой занялся Ниндеман 1 октября. Из полугнилой древесины он соорудил некое подобие плота, который вмещал не более трёх человек. Делонг даже пригрозил ему трибуналом, очевидно, позабыв про рекомендацию к награждению Медалью Конгресса. Все эти дни лейтенант подозревал, что за его людьми кто-то следит. Впоследствии оказалось, что по следам американцев шли якуты-охотники, но, приняв моряков за контрабандистов, не решились приблизиться.

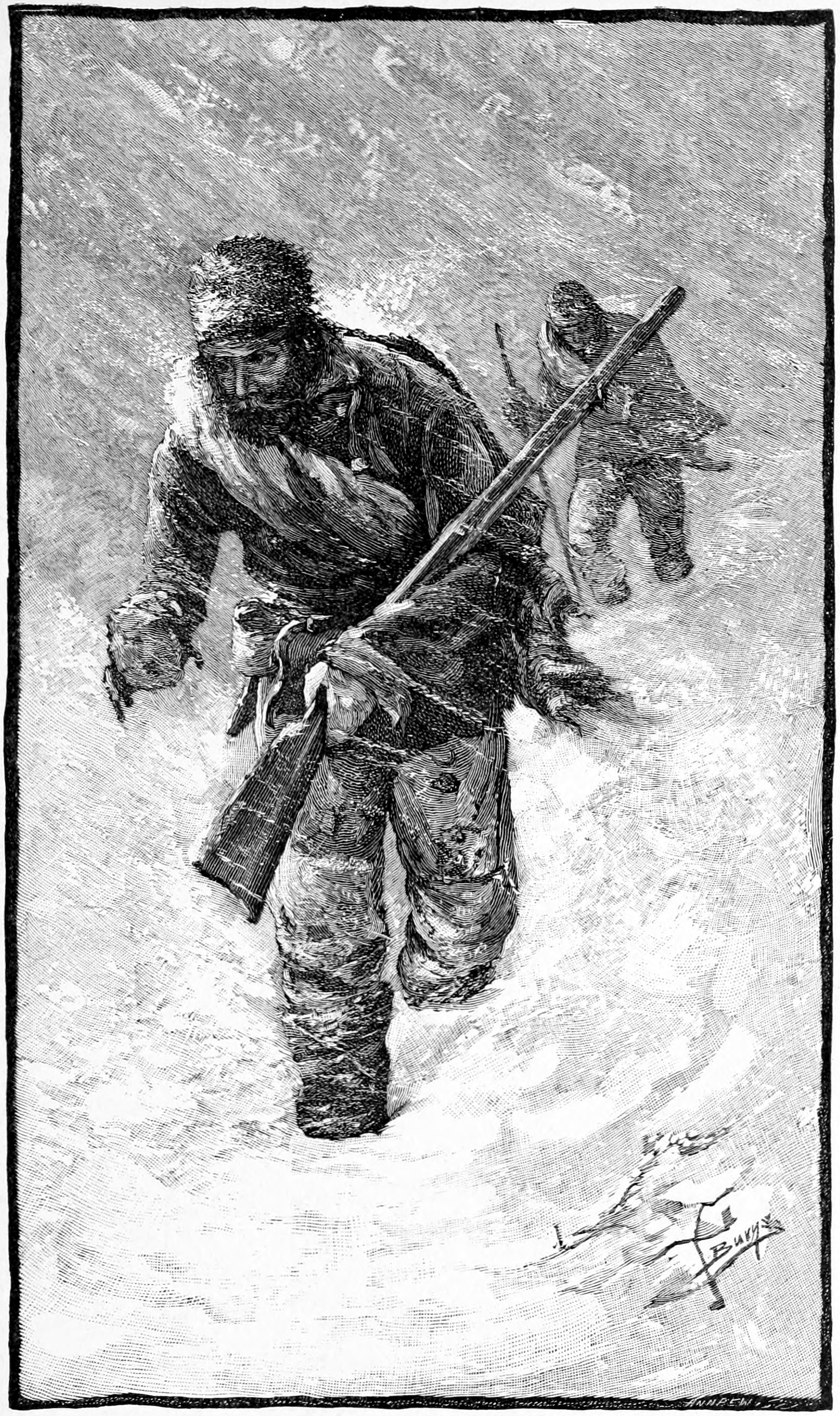
Норос и Ниндеман, отправленные Делонгом за помощью

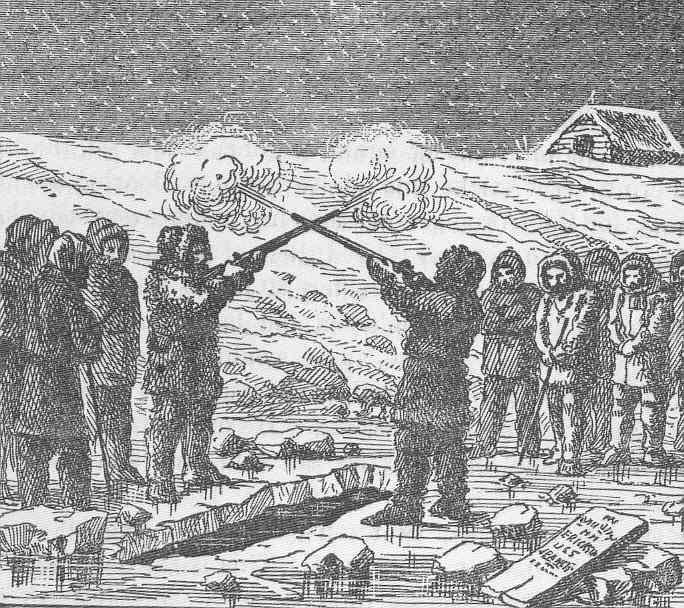
Погребение Эриксона. Гравюра из отчёта Мелвилла

Начиная с 3 октября, Делонг в дневнике стал отсчитывать дни от гибели «Жаннетты». В этот день (113-й от начала похода) съели последнюю оленину, единственными запасами остались четыре банки пеммикана и собака. Несмотря на это, удалось пройти пять миль. При переправе через очередную протоку, Делонг провалился сквозь молодой лёд. Якобы замеченный Алексеем балаган оказался холмом, пришлось сушиться у сильного огня, прожигая одежду искрами. Иверсен на ужин убил отощавшего пса — последнего из своры на «Жаннетте» — и сварил из него суп. Измерить ночной мороз было невозможно, поскольку при падении на лёд Делонг разбил последний термометр. Во сне Эриксон снял варежки и обморозился ещё сильнее. 5 октября удалось найти балаган, где моряки пережидали снегопад, а Делонг читал молитвы о выздоровлении. Эмблер осмотрел Эриксона и заявил, что ожидает кончины. Датчанин умер без четверти девять утра 6 октября. Одежду покойного поделили между живыми, тело зашили в кусок палаточного тента, набив его землёй, и похоронили в реке по морскому ритуалу, так как нечем было вырыть могилу. Иверсен трёхкратно салютовал из винчестера, а Ниндеман вырезал имя и дату смерти на подходящем брёвнышке, вкопанном у места погребения. До обозначенного на карте поселения оставалось 45 миль (72 км). По подсчётам Делонга, у них осталось по полфунта собачины (230 г) на каждого, два литра спирта и немного чайной заварки, пистолет и две винтовки с 243 патронами и два ящика с документацией. С этого дня Эмблер решил, что моряки будут питаться алкоголем, и пришёл к выводу, что три унции (85 г) позволяют сохранить силы и передвигаться. Поскольку хуже всего себя чувствовал Делонг, он решил отправить двух самых крепких матросов к югу за помощью. Кандидатура Ниндемана даже не обсуждалась, с ним лейтенант хотел отпустить доктора, однако Эмблер заявил, что его долг — остаться вместе со всеми. Тогда командир отдал приказ Луи Норосу. Матросам было предписано держаться западного берега реки и переправляться только в случае наличия дичи или людей. Им выдали две унции спирта (57 г), винтовку и боезапас. Если в первые три дня удастся добыть оленя, предписывалось доставить его в лагерь Делонга. Поскольку день был воскресным, провели богослужение, после чего экспедиционеры распрощались

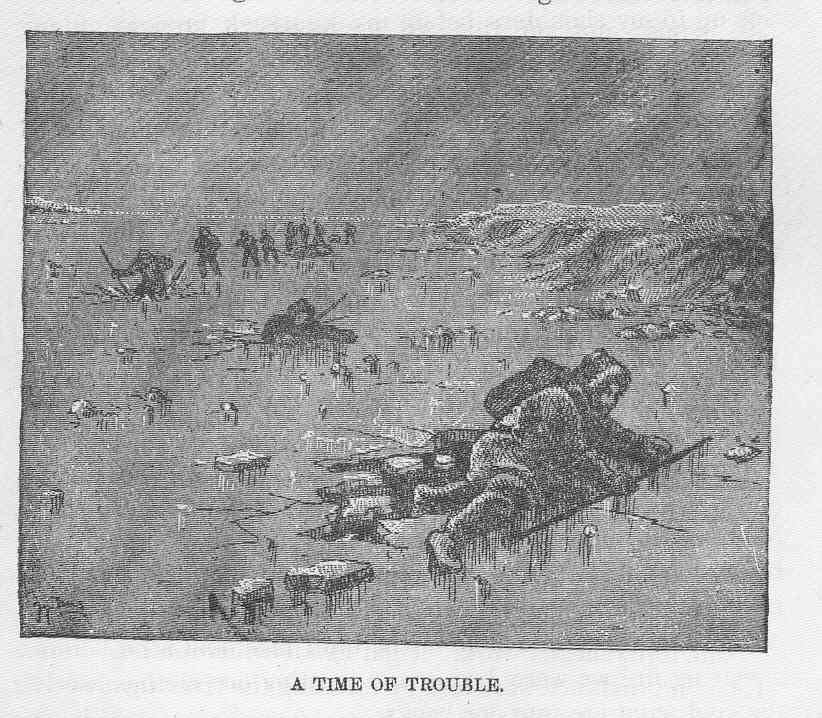
Переправа по тонкому речному льду

10 октября путешественники употребили последний алкоголь и взялись за подмётки обуви из оленьей кожи. Чтобы не болел желудок, Эмблер выдал к трапезе по ложке глицерина. Люди непрерывно слабели, пытались готовить отвар из мха, но от него не было толку. 13 октября сильный буран остановил продвижение американцев. Алексей, несмотря на слабость, усиленно искал дичь, а волевой Делонг заставил пройти всех одну милю. Этой дистанции не выдержал второй механик Ли, который умолял бросить его умирать. Алексей добыл куропатку, и суп на ужин несколько улучшил психическое состояние Ли. Однако 15 октября кончились силы у обоих: Алексей в буквальном смысле полумёртвым приполз с охоты, провалившись в ледяную воду. 17 октября он скончался, как записал Эмблер в медицинском заключении, от истощения и переохлаждения. Делонг отдал ему те же почести, что и Эриксону. От места ухода Ниндемана и Нороса экспедиционеры продвинулись всего на 12 миль (19 км). 20 октября Эмблер написал прощальное письмо брату, в котором сообщал, что они не принимали твёрдой пищи уже неделю, и сил едва хватает на сбор дров, чтобы не умереть от холода. 21 октября в течение дня умерли Генрих Каак и Уолтер Ли, к тому времени все спали в палатке валетом, чтобы согревать друг друга. Только у Делонга, Эмблера и Коллинза оставались воля и силы, чтобы выносить трупы из палатки. Последние записи в дневнике Делонга таковы:

27 октября, четверг.

Сто тридцать седьмой день. Иверсен при смерти.

28 октября, пятница.

Сто тридцать восьмой день. Иверсен скончался рано утром.

29 октября, суббота.

Сто тридцать девятый день. Дресслер скончался ночью.

30 октября, воскресенье.

Сто сороковой день. Бойд и Горц скончались ночью. Мистер Коллинз при смерти.
Судя по обследованному месту последнего лагеря, Коллинз умер, перебирая чётки, которые так и остались на его теле. Тела Горца и Иверсена закопали в снег в паре метров от него. У Бойда в руках была Псалтирь Иверсена с подписью «Дар Калифорнийского евангелического общества для иностранцев». Делонг, вероятно, при помощи А Сама и Эмблера, использовал оставшиеся предметы быта для обозначения места захоронения документов и дневников. А Сама обнаружили покоящимся на спине, скрестив руки, как если бы его намеренно так уложили. Эмблер, по-видимому, умер последним, спрятав за поясом книжку дневника, ножницы и лупу. Тело его лежало вниз лицом рядом с А Самом. В правой руке он держал «Кольт» Делонга, но все патроны в барабане оказались на месте. Вероятно, он пытался застрелить птицу или зверя. В предсмертной агонии он стал грызть пальцы, поэтому рот его остался окровавленным. Эмблер, А Сам и Делонг пытались разжечь на склоне костёр, но, вероятно, переоценили свои силы. Джордж Вашингтон Делонг упал головой очень близко к кострищу. Тело покоилось на правом боку, лейтенант подложил руку под щёку и вытянул другую. На шее у лейтенанта висел ручной хронометр, в карманах нашлись две пары очков, серебряные часы, полицейский свисток, несколько золотых долларов и несессер из тюленьей кожи, когда-то подаренный женой Эммой. Он не оставил предсмертного послания ни Эмме, ни Джеймсу Беннетту. В дневнике, отброшенном подальше от огня, был вырван последний лист, и что было на нём — неизвестно.

## После экспедиции

### Спасение Нороса и Ниндемана

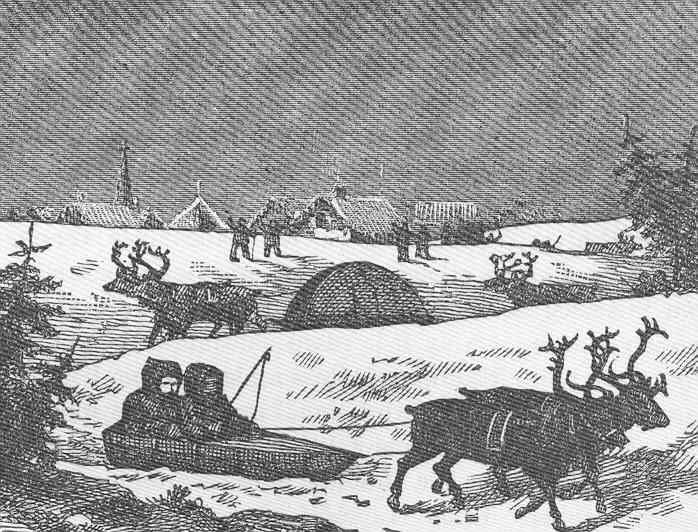
Булун и оленьи упряжки. Иллюстрация из отчёта Мелвилла

Буквально на следующий день после выхода Ниндемана и Нороса температура опустилась до двадцати градусов ниже нуля. Несмотря на слабость (Норос харкал кровью), они в среднем проходили до 13 миль (21 км). Поскольку не было палатки, для сна служили разные убежища: первую ночь путники провели под старой плоскодонкой, оставленной на берегу. Ниндеману удалось подстрелить белую куропатку и лемминга, причём путники были так голодны, что даже не потрошили грызуна. Для согревания служил настой из корней и ветвей полярной ивы, однажды в пищу пошли рыбьи головы, попавшиеся под ноги. Вечером 19 октября они вышли на рыбацкое становище Булкур, проделав 129 миль (208 км) за десять дней. В балаганах нашёлся запас сушёной рыбы, из которой вытапливали жир. Она порядком заплесневела, и в результате Норос и Ниндеман заработали сильное кишечное расстройство. Около полудня 22 октября в их обиталище приехал на оленьей упряжке якут в меховом одеянии — первый новый человек за 809 дней. По рассказу Ниндемана, якут испугался их винтовок и умолял не стрелять. Кое-как они нашли общий язык: пришелец назвался Иваном и дал понять, что рыба не годится для еды. Однако попытка втолковать оленеводу, что рядом погибают ещё 11 американцев, оказалась напрасной. Увидев состояние обуви Ниндемана, Иван дал ему пару оленьих унтов и вскоре уехал, показав четыре пальца. Американцы впали в отчаяние, полагая, что напугали аборигенов. Впрочем, к вечеру Иван вернулся в сопровождении ещё двух якутов на больших санях, запряжённых оленями. Они привезли свежую потрошёную рыбу, которую американцы съели сырой. Затем их завернули в оленьи шкуры и повезли в стойбище.
По оценке Ниндемана, упряжка преодолела около 15 миль (24 км) в западном направлении. Это было стойбище кочевников, рядом с которым было привязано около сотни оленей. Ниндеману и Норосу дали горячей воды умыться. Когда всё успокоилось, путники опять попытались рассказать о судьбе Делонга, и вновь без результата. Наутро 23 октября якуты стали сворачивать лагерь, направляясь на юг. Через день все добрались до Кумах-Сурта, отмеченного на карте Петермана, где моряки опять не смогли объяснить, кто они такие и как оказались в этих местах. Только когда Ниндеман разрыдался, к нему стали относиться внимательнее и удалось втолковать, что путники хотят отправить письмо в Булун, где имелась российская администрация. Вскоре в стойбище явился бывший вор по имени Кузьма, который заинтересовался Ниндеманом и Норосом, хотя и не говорил ни по-немецки, ни по-английски. Очевидно, он каким-то образом прознал об экспедиции «Жаннетты» и догадался, что моряки потерпели крушение. Однако, когда Ниндеман показал ему записку, адресованную в Булун, Кузьма сунул её в карман и вскоре покинул Кумах-Сурт, никому ничего не сказав. На следующий день американцев отправили с проводником в Булун, куда они и прибыли 29 октября. В деревне оказалось 35 домов и православная церковь. Здесь они провели пару дней на попечении старосты и православного священника, пока 2 ноября не прибыл механик Мелвилл.

### Спасение группы Мелвилла

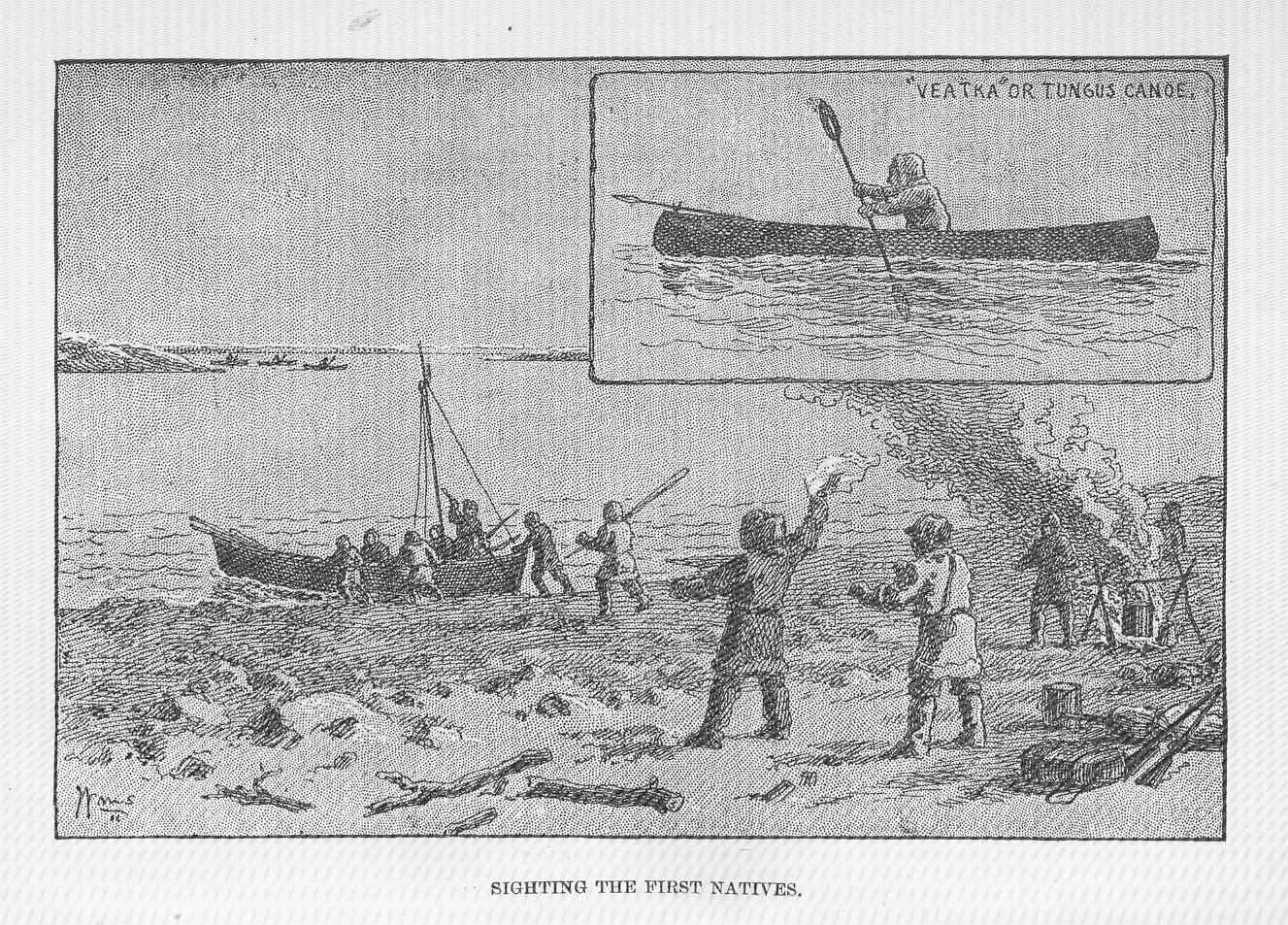
Моряки Мелвилла встречают эвенков-рыбаков на Лене

Вельбот Мелвилла потерял из виду куттер Делонга, преодолев примерно треть расстояния от Семёновского до дельты Лены. Несмотря на острый конфликт с Даненхауэром, Мелвилл сохранил командование и держал курс по ветру. Когда море несколько успокаивалось, он пытался править на юг, полагая, что именно юго-восточная часть дельты принесёт спасение. Наконец, ночью 15 сентября вельбот вошёл в подходящую бухту и застрял в песчаных отмелях. Наличие на борту арестованного Ньюкомба и смутьяна Даненхауэра резко осложняло обстановку на борту. 16 сентября почти весь день американцы шли на вёслах против течения, пока не завидели на берегу хижину. Мелвилл объявил, что поскольку Барков Мыс находится неизвестно где, он не собирается тратить время на его поиски, тем более, что Делонг приказал искать помощь в южном направлении. Во время ночёвки удалось обсушиться у огня и перевязать раны обмороженных людей. 17 сентября вельбот двинулся в путь, причём вперёдсмотрящий Бартлетт недоумевал, почему не видит ни одного из поселений, обозначенных на карте Петермана, замерзающие люди проклинали покойного географа. Ветер иногда позволял ставить зарифленный парус, русло реки несло американцев на запад. Мелвилл правильно определил, что они попали в главное юго-восточное русло Лены, и смог обойти лабиринт проток, задержавший самого Делонга. 19 сентября удалось проделать 30 миль (48 км) среди песчано-илистых баров, пока не заметили обитаемого стойбища. В обеденное время к вельботу приблизились трое тунгусов в долблёнке. Путники продемонстрировали друг другу имущество: американцы часы, винтовки и компас, аборигены — охотничьи снасти. После этого они обменяли пеммикан и чайную заварку на рыбу, тушку гуся и кусок оленины. Далее тунгусы проводили американцев до Малой Буор-Хаи, где всех разместили в отапливаемом балагане. Мелвилл дал понять, что хочет добраться до Булуна. Поскольку аборигены заявили, что это слишком опасно, судовой механик решил двигаться по реке дальше.

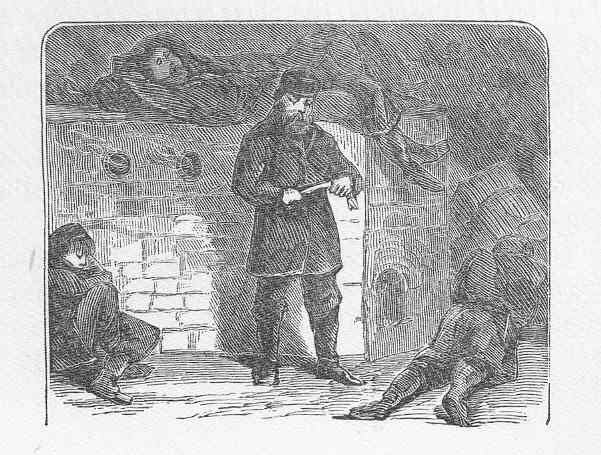
Американцы из группы Мелвилла в гостях у эвенков

Продвижение остановил снегопад, залепивший Даненхауэру очки (тот стоял у румпеля). Далее штурман посоветовал захватить Буор-Хаю и принудить «туземцев» к службе — у моряков было две винтовки и дробовик. Мелвилл отказался. По совету тунгусов они поменяли курс и за пять дней добрались до Быковского, а оттуда — к 29 сентября — до деревни Зимовьелях (Zemovialach). Двигаться дальше у американцев не было сил, а видя их состояние, местные жители окружили пришельцев заботой. Как объяснил староста Николай, санный путь должен был установиться недели через две, и Мелвилл последовал его совету. Вельбот подняли на берег. В день, когда Ниндеман и Норос были отправлены на поиски людей, группа Мелвилла одиннадцатый день восстанавливала силы в Зимовьеляхе; от погибающего Делонга её отделяли 75 миль (121 км). Опасения вызывало только здоровье матроса Лича, у которого начинался некроз конечностей. Кочегар Бартлетт, в конце концов, срезал ему почерневшую плоть со стоп. Мелвилл постепенно залечил обморожения и ругался на местных жителей, предпочитавших мясо гуся с душком (тушки заготавливали в конце весны во время линьки). Даненхауэру не стало хуже, вдобавок он когда-то изучал русский язык и пытался общаться с местными жителями. Американцы смастерили шахматную доску и фигурки и играли в карты. Охотник Анигин за неделю умудрился найти в деревне подругу. При обсуждении перспектив экспедиции Мелвилл категорически запретил самодеятельность, тем более, что Лич не мог передвигаться. Во вторую неделю октября в деревне объявился некий русский, назвавшийся Кузьмой Гермаевым. Это был вор, который после отбытия срока жил на поселении на Быковом мысу и владел собачьей упряжкой. Поскольку ему было запрещено покидать место проживания, за него поручился старейшина Николай. Даненхауэр смог найти с ним общий язык, вдобавок его жена говорила по-английски. Кузьма объяснял дорогу до Булуна и подрядился за пять дней доставить местному начальству письмо Мелвилла и привезти ответ. На предложение Даненхауэра сопровождать Кузьму Мелвилл ответил, что должен сделать это сам, позднее он говорил, что не хотел нарушать приказа Делонга об отстранении штурмана. Бартлетт потом заявил, что Мелвилл не хотел, чтобы Даненхауэр первым сообщил спонсору Беннетту собственную версию судьбы экспедиции.
14 октября Кузьма отправился в Булун. За прошедшее в ожидании время Мелвилл написал сообщения для военно-морского министра США и посланника в Санкт-Петербурге, но с собой их не стал забирать, не доверяя Кузьме. Даненхауэр доверял сообщениям русского ссыльного, что якобы мыс Барков был всего в 50 вёрстах (35 миль (56 км)), и предложил Мелвиллу попытаться отыскать людей Делонга и Чиппа, которые должны были туда высадиться. Механик согласился, и Даненхауэр нанял местных жителей с собачьей упряжкой. Однако за трёхдневное путешествие он ничего не обнаружил и даже подозревал, что проводники возили его кругами. Впрочем, американцы убедились в эффективности ездовых собак. У Кузьмы Гермаева было зимовье в тридцати вёрстах (32 км) от села, и туда отправили тунгуса Николая. Кузьма объявился 29 октября с рассказом о двух полумёртвых американцах в Кумах-Сурте и вручил Мелвиллу записку от Ниндемана и Нороса.

### Поиски места гибели Делонга

#### Октябрь — декабрь 1881 года

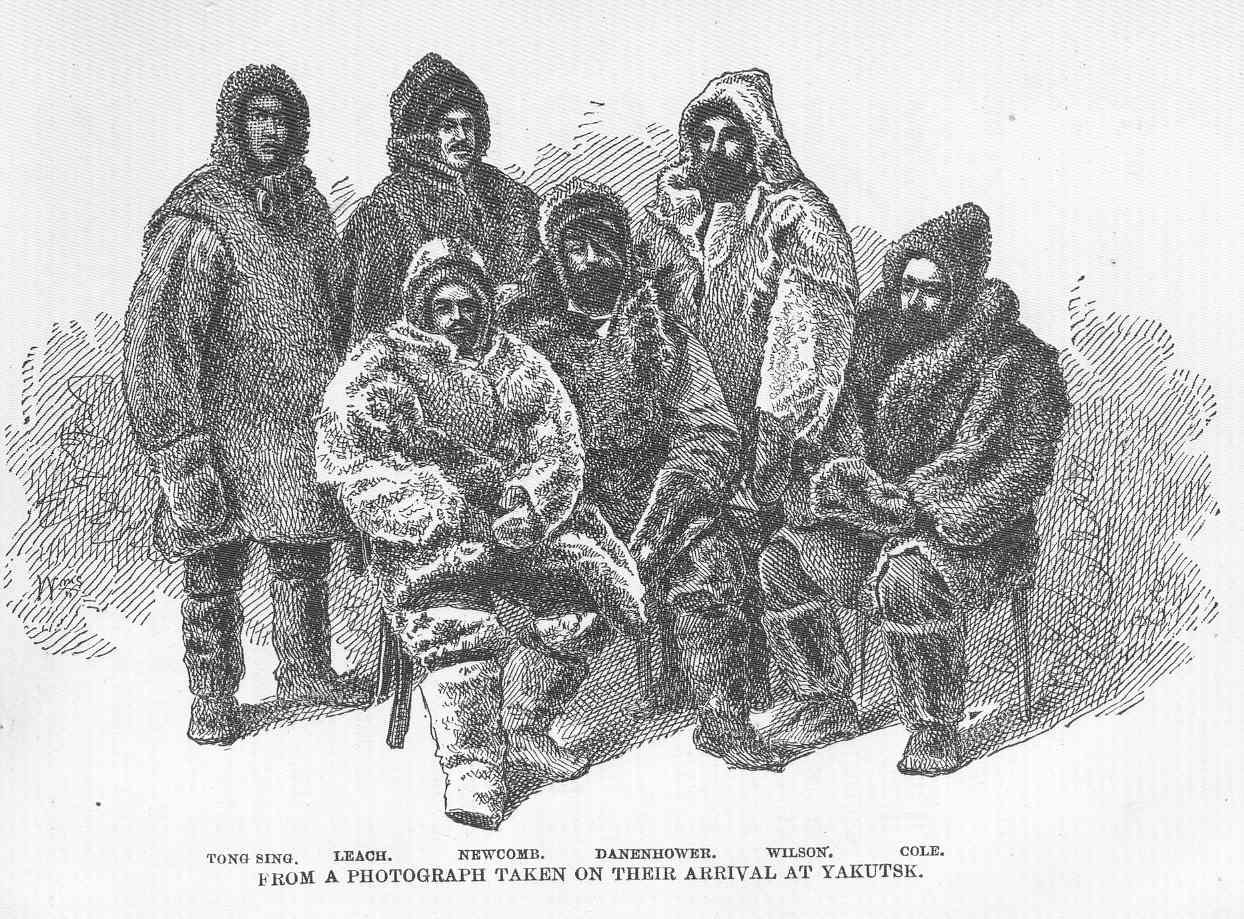
Даненхауэр и матросы, доставленные в Якутск

Получив записку Ниндемана и Нороса, Мелвилл потребовал у Кузьмы немедленно отвезти его в Булун, но его упряжка была изнурена. 30 октября Мелвилл с двумя эвенками-каюрами выступил в путь, поручив Даненхауэру обеспечить благополучный проезд остальных моряков в Якутск. Главной задачей Мелвилла была организация содействия местного исправника для обследования места лагеря Делонга, но они разминулись в пути. В Булуне Мелвилл признал Ниндемана и Нороса сильно изнурёнными, но явно пошедшими на поправку. Матросы нарисовали механику схему их пути и подчеркнули важность большого острова Столб как ориентира: их физическое состояние не позволяло никакого участия в поисках. Из Булуна Мелвилл отправил три телеграммы идентичного содержания: в американское посольство в Петербург, в лондонское корреспондентское бюро New York Herald и в военно-морское министерство в Вашингтоне. Телеграммы были доставлены эвенком-курьером на оленьей упряжке на 3000 миль (4800 км) до телеграфной станции в Иркутске, на что потребовалось ещё шесть недель. Тем временем исправник всё-таки добрался до Зимовьеляха, встретился с американцами и предоставил Мелвиллу две упряжки до Барулаха, что напротив Кумах-Сурта. Посыльным вызвался быть Бартлетт, которого Мелвилл оставил в Булуне ожидать новостей; был подтверждён приказ Даненхауэру отправить всех в Якутск. 5 ноября, не излечившись окончательно, Мелвилл, сопровождаемый казачьим исправником Бешовым, отправился на берег Лены. Через четыре дня они добрались до первого балагана, в котором Норос и Ниндеман укрылись после своего одиночного похода. Спустя 48 часов бесплодных поисков, из-за непогоды и истощения запасов пришлось отступить. В следующем году выяснилось, что Мелвилл не дошёл до места гибели Делонга восьми или десяти миль (12—16 км). Состояние его было плачевным: он не мог передвигаться без посторонней помощи. В Северном Булуне Мелвилл остановился в семье одного из своих каюров. Вскоре охотники принесли ему два отчёта, которые Делонг оставлял в промежуточных лагерях, а также сломанный винчестер и записку от 22 сентября, в которой точно указывались координаты и приметы тайника с вахтенными журналами и навигационными приборами. Американец, активно применяя револьвер, принудил своих хозяев собрать упряжки и припасы и выступил в метель на поиски документации, так как не сомневался, что командир и его спутники уже мертвы. После 23-дневного путешествия он вернулся в Булун невредимым.
В Булуне Мелвилл застал Ниндемана, Нороса, Лаутербаха, Мэнсена и Анигина, для которых в караване Даненхауэра не нашлось места. Штурман в первую очередь отобрал самых ослабленных, включая Ньюкомба, инвалида Лича и сошедшего с ума Коула. Вскоре Мелвилл тоже двинулся на Якутск по зимнику через долину Яны, несмотря на пятидесятиградусные морозы. В Верхоянске, где Мелвилл провёл две недели, он общался с политическим ссыльным Соломоном Лионом, владевшим английским языком. По приказу исправника Кочаровского тот был прикреплён к американцам в качестве переводчика. 30 декабря все тринадцать выживших американцев собрались в Якутске, где их чествовал губернатор Якутской области Г. Ф. Черняев.

#### Деятельность поисковых отрядов в 1882 году

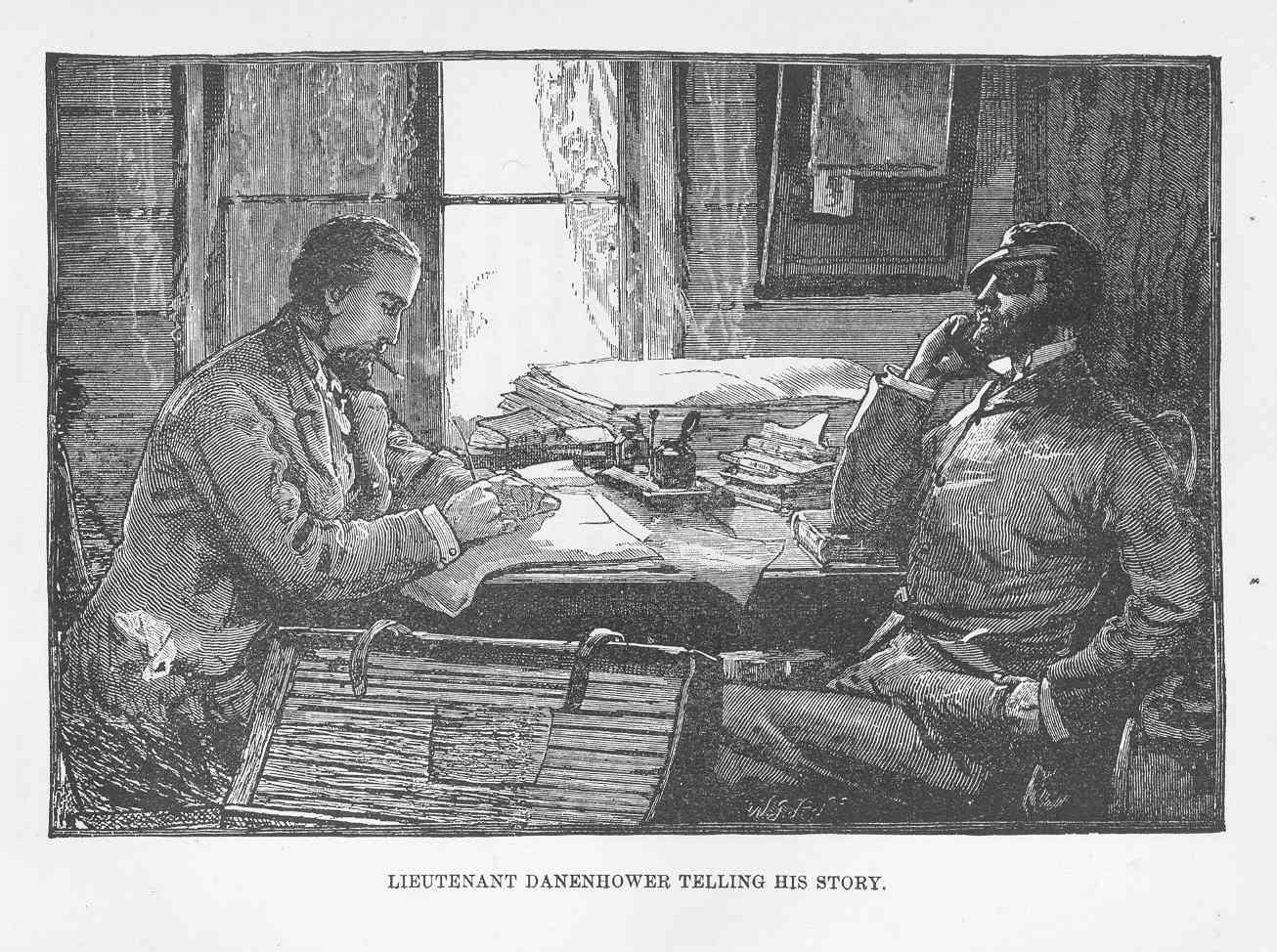
Даненхауэр даёт интервью Джексону

6 января 1882 года в Якутск прибыл ответ министра Ханта на первое сообщение Мелвилла: «не снижать усилий, не жалеть средств, чтобы разузнать судьбу пропавших без вести»; больных предписывалось доставить в более мягкий климат. Джеймс Беннетт переслал через Ротшильдов 6000 рублей на срочные расходы. В этих условиях Мелвилл решил при первой же возможности вернуться в дельту Лены в сопровождении Ниндемана и Бартлетта. Приказом Черняева к американцам прикрепили двух переводчиков: ссыльного С. Лиона и шведа Грёнбека, который на пароходе «Лена» осуществлял поддержку экспедиции Норденшельда. Уже в середине февраля 1882 года Мелвилл отправился в Верхоянск и Булун, а прочих во главе с Даненхауэром отправили зимником в Иркутск. Поскольку в Иркутске имелось ответвление трансконтинентальной телеграфной линии, Даненхауэр обратился к министру с разъяснениями, почему людей спас и продолжил поиски погибших Мелвилл, а не он сам («будучи отстранён по болезни против воли»). Через американского посланника Уикхема Хоффмана, а затем и напрямую от министра Даненхауэру было приказано не покидать Иркутска. Спонсор Беннетт направил в Иркутск начальника европейского бюро «Нью-Йорк Геральд» Джона П. Джексона и корреспондента ряда английских и американских журналов М. А. Ларсена с приказом «не выносить сора из избы» (дословно: «not to air soiled linen»). Они добрались поездом до Оренбурга, где заканчивалась железнодорожная сеть, а далее на перекладных следовали ещё три недели до столицы Восточной Сибири. Джексон также привёз приказы о повышении Мелвилла до старшего инженера, Даненхауэра до лейтенанта и Делонга — до лейтенант-коммандера.
|  |

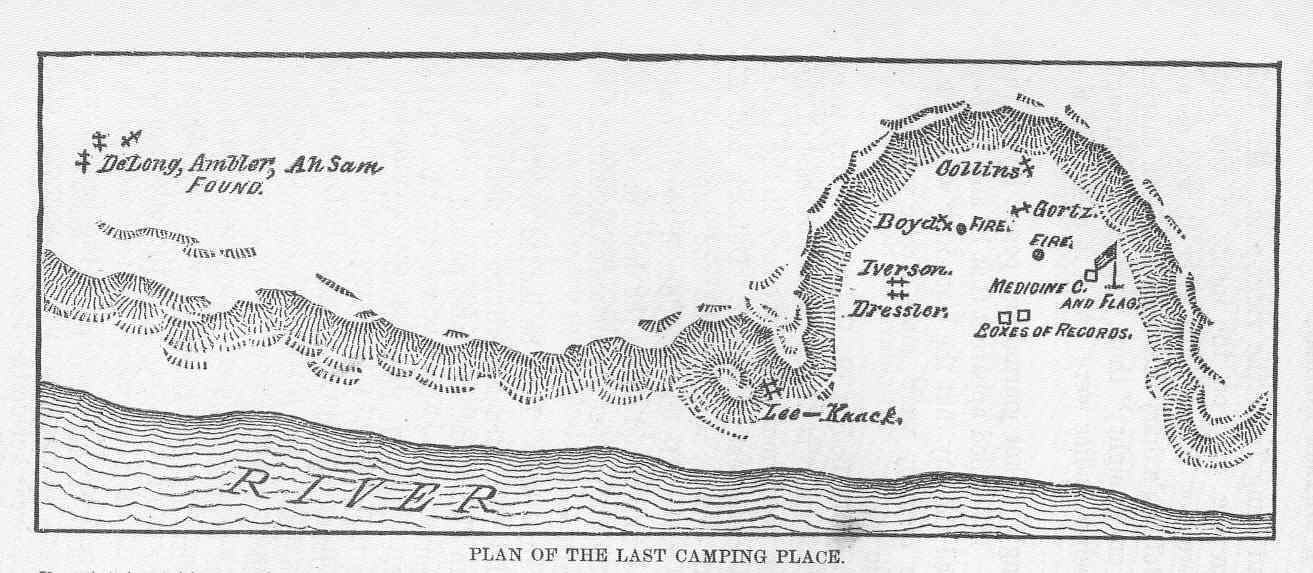
Схема последнего лагеря группы Делонга с обозначением мест находки тел погибших

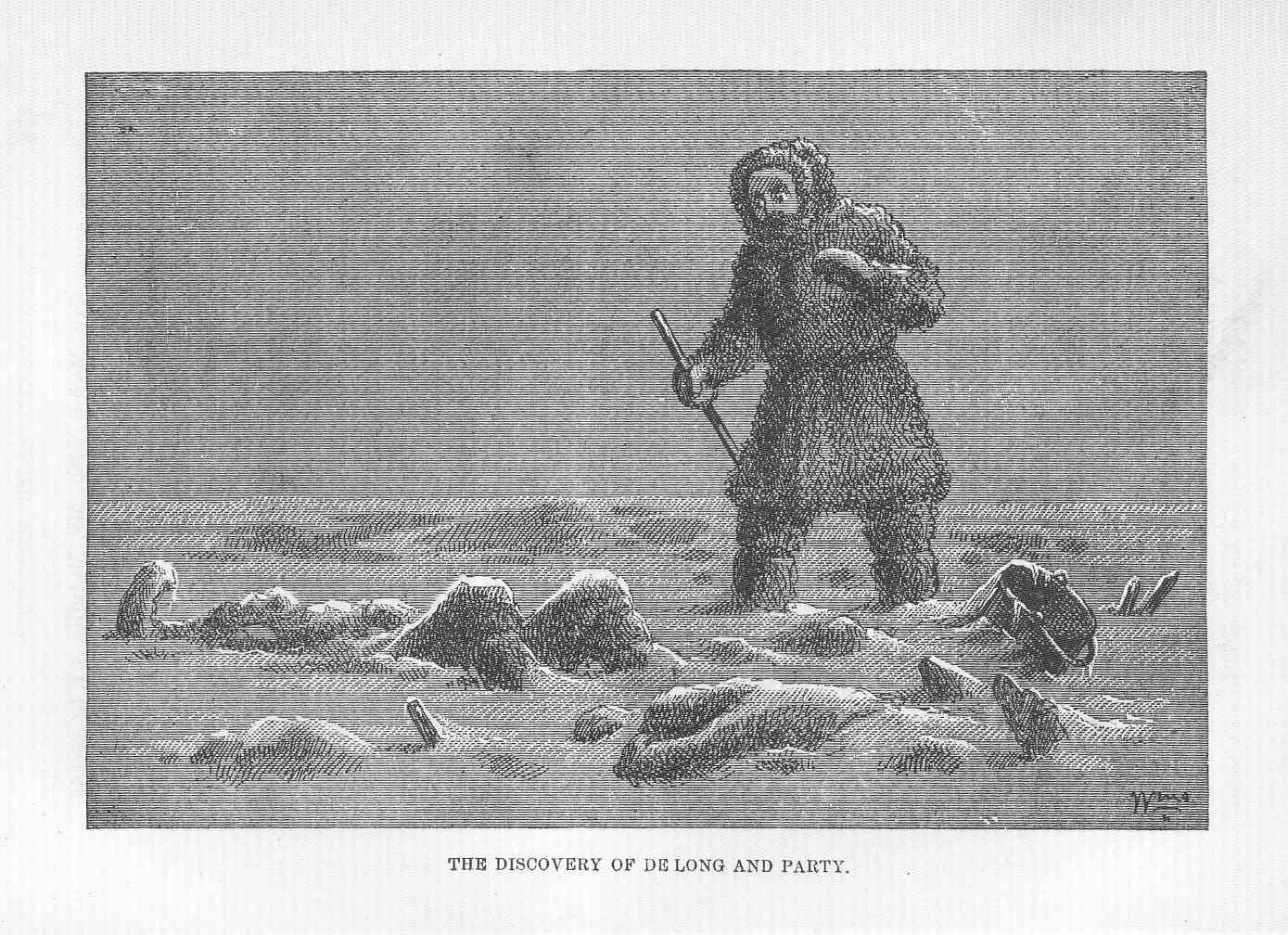
Обнаружение тела лейтенанта Делонга

В то время, как издания Беннетта подогревали ажиотаж и выдвигали разнообразные спекуляции о судьбе Делонга, Мелвилл готовился к поисковому походу. В Зимовьеляхе он купил несколько оленьих и собачьих упряжек и нанял каюров и проводников, а у рыбаков Быкова мыса взял около десяти тысяч сушёных рыбин. Одновременно он составлял послание Беннетту, в котором разъяснял правильность своего прошлогоднего решения не пытаться искать Делонга в ноябре. Зимние бураны так изменили ландшафт, что Ниндеман две недели не мог отыскать ориентиров на своём пути. Наконец, 24 марта он нашёл плоскодонку, под которой они с Норосом переночевали в первый раз. Мелвилл приказал копать, и в результате были найдены тела Бойда и Горца, Бойд упал в костёр, и одежда его прогорела насквозь. Вскоре Мелвилл приметил на склоне холма медный чайник, засыпанный снегом, и, пытаясь его достать, споткнулся о вытянутую в предсмертной агонии руку Делонга. Вскоре были обнаружены тела доктора, А Сама, Иверсена, Дресслера и Коллинза, совершенно не тронутые зверями и разложением. Тела Алексея и Эриксона унесла река, отыскать их так и не удалось. Якуты и эвенки укладывали обнаруженные останки рядком; затем все предметы одежды тщательно обыскивали. Усиленные поиски принесли последний дневник Делонга и его карандаш, шёлковый флаг и непромокаемые коробки с дневниками и судовыми документами. Труп Ли был найден вместе с Кааком: Мелвилла поразило, что на них не оказалось никаких меховых изделий. Инженер тут же отправил с гонцом телеграмму Беннетту: «Все мертвы», приложив к ней выдержки из октябрьского дневника командира, которые всю ночь переписывал Соломон Лион. На склоне 400-футового (122 м) холма на левом берегу Туматской протоки в 15 милях (24 км) от места трагедии выкопали могилу, над которой насыпали приметный холмик и поставили крест, видимый, по крайней мере, за двадцать миль (32 км). Мелвилл выбрал это место, поскольку там почти не дули ветра. Он же превратил плоскодонку в общий гроб, вместе с Коллинзом похоронили его чётки и бронзовое распятие. Эпитафию на кресте составил Грёнбек и вырезал Бартлетт. Все были так измучены, что Мелвилл не стал проводить панихиды и даже не прочитал заупокойную молитву. Дополнительным результатом поисковой экспедиции стало обнаружение захоронений Василия Прончищева, его жены и сопровождавших казаков. Задание отыскать их дал якутский губернатор, и, по признанию самого Мелвилла, это было очень легко сделать, поскольку рядом располагалось якутское зимнее стойбище. Хорошо сохранились и кресты.
|  |

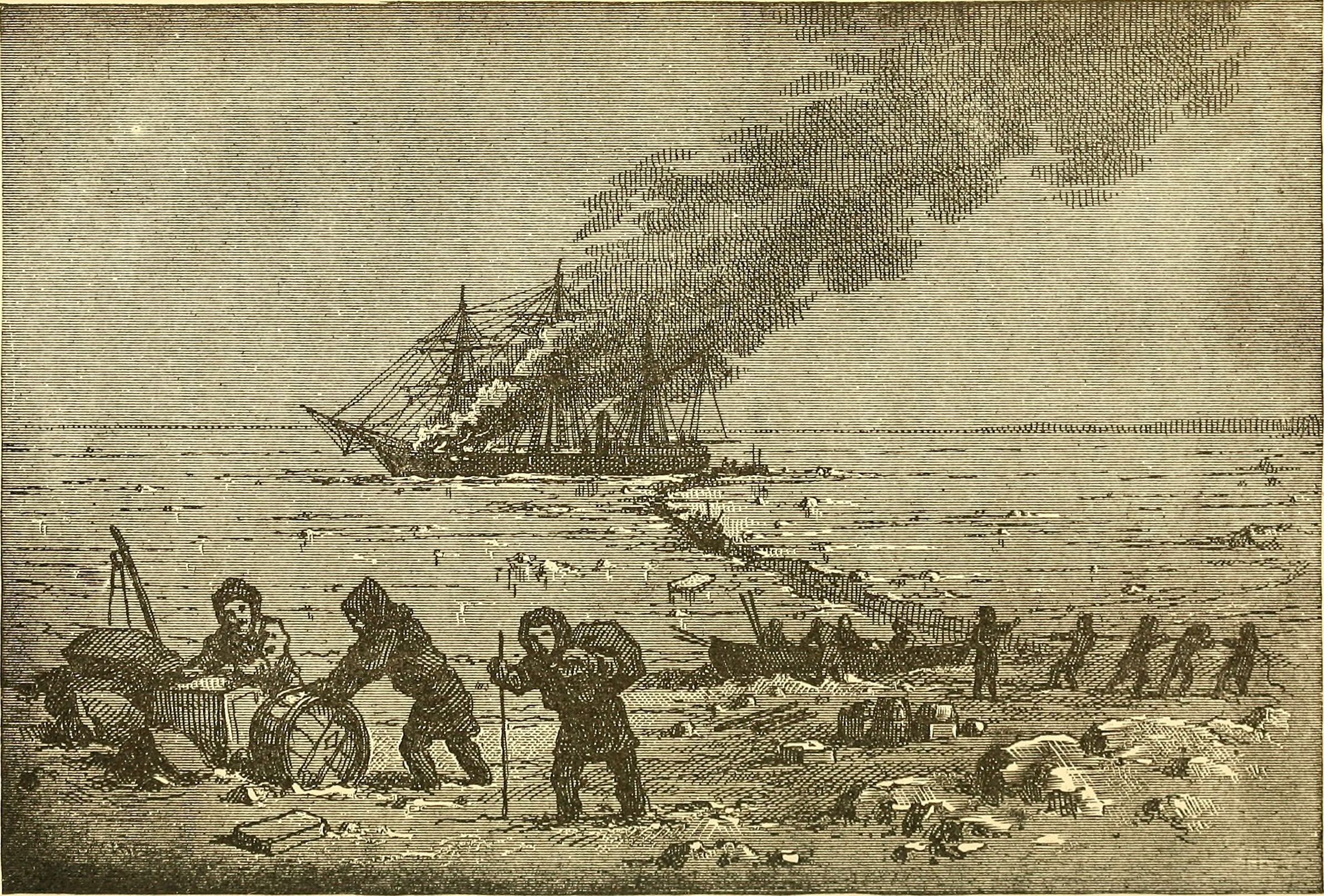
Пожар на «Роджерсе» и эвакуация команды Берри

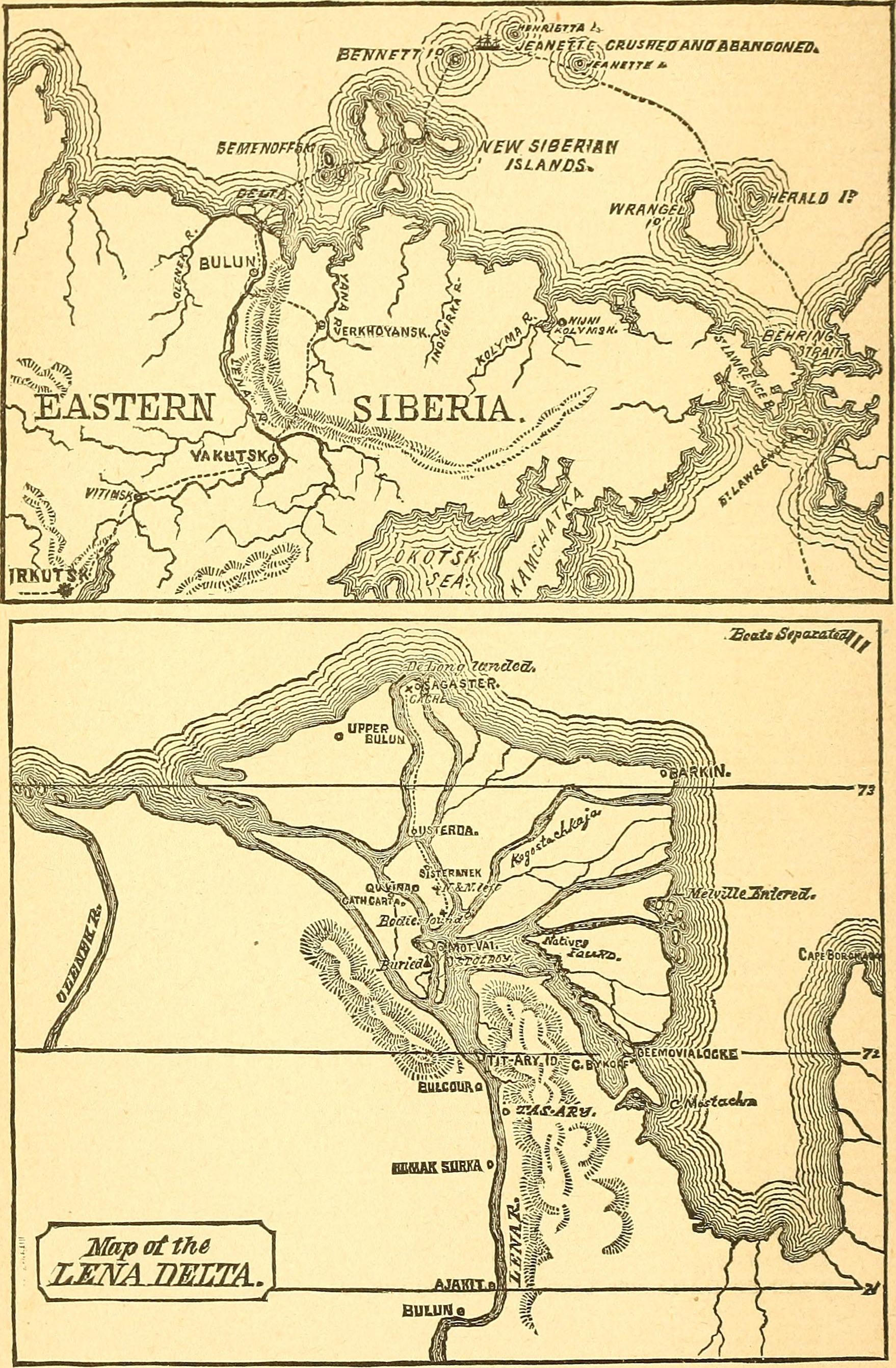
Карта дельты Лены и возвращения команды Мелвилла, Даненхауэра, Шютце и Харбера

Между 30 апреля и 5 мая 1882 года интервью Даненхауэра с Джексоном печаталось в «Нью-Йорк Геральд». Штурман стремился в максимальной степени обелить себя и критиковал действия Делонга, намекал на конфликт с Мелвиллом. В день, когда должно было выйти последнее интервью, — 5 мая — пришла и телеграмма Мелвилла от 24 марта, удостоверяющая гибель Делонга и всех его спутников. Газета вышла в траурном оформлении с портретами погибших: в таком формате до того печатались только извещения о смерти президента США. Далее Джексон в сопровождении Нороса отправился в Булун, так как Беннетт приказал доставить ему все экспедиционные дневники и журналы для предварительного ознакомления; никто более не имел права их видеть. Его должны были сопровождать лейтенанты ВМФ Джайлс Харбер и Уильям Шютце, направленные министром. Прочие участники партии Даненхауэра возвращались через Оренбург и Петербург, где даже получили приватную аудиенцию у императора Александра III. Со стороны Северного Ледовитого океана поиски экспедиции Делонга осуществлял лейтенант Берри на судне «Роджерс». 30 ноября 1881 года «Роджерс» сгорел на зимовке у мыса Сердце-Камень, а американская команда (36 человек) разместилась у местных чукчей. На борту находился специальный корреспондент Джильдер, которого отправили в Среднеколымск, а сам Берри выехал в Якутск. Агент встретился с исправником Кочаровским, от которого узнал о судьбе Мелвилла и Ниндемана с Норосом. Берри нанял четыре упряжки по 12 собак в каждой, караваном руководил юкагир Фёдор Шульговатый. Лейтенант намеревался обследовать всё побережье Северного Ледовитого океана от устья Лены до села Русское Устье на Индигирке. Все они воссоединились с людьми Мелвилла в Якутске 3 июня. Было принято решение, что поиски следов Чиппа приведут к слишком большим издержкам, поэтому американцы выехали на юг на пароходе «Пионер» 12 июня.
Миссия Харбера и Шютце заключалась в поисках группы Чиппа, для чего следовало обследовать всю Ленскую дельту. Мелвилл считал эту идею невыполнимой. Тем не менее лейтенанты приобрели в Витимском за 10 000 рублей шхуну, крестили её «Сёрчем» («Search») и 12 июня вышли на буксире парохода «Тихон Задонский», имея на борту восемь человек. Их поход длился от 24 июня по 23 ноября, когда они вернулись в Якутск накануне ледостава. Харбер в сопровождении Бартлетта и пристава Калинкина обследовал северо-восточную часть дельты, базируясь на только что открытой метеостанции в Сагастыре. Однако обследование побережья оказалось невозможным из-за постоянно меняющих своё положение песчаных кос. Пришлось ограничиться местом высадки Делонга и далее берегом от мыса Быкова до дельты Яны. Никаких новых свидетельств найдено не было. Шхуна всё это время стояла у острова Столб. Шютце на куттере направился к устью Оленёка, но и его поиски оказались безрезультатными. 22 сентября «Сёрч» своим ходом вернулся в Булун, а его команда стала готовить зимний караван. Сами Харбер и Шютце поселились на Русской полярной станции, рассчитывая осмотреть дельту по первому снегу. Здесь они чуть не погибли, так как не имели зимней одежды, а якуты и эвенки не могли их экипировать из-за недостатка оленей и неудачной охоты. Вскоре прибыл приказ из Вашингтона вернуть тела погибших на родину, для чего предназначались стальные капсулы фирмы Metallic Burial Case Company. Шютце всё-таки проехал через Баркин-стан к Быковскому мысу, когда как Харбер направился в урочище Кенюль, чтобы подготовить тело Делонга к перевозке. В донесении якутского губернатора от 16 (4) ноября указано, что Шютц и Харбер привезли в город останки Делонга, Эмблера, Коллинза, Ли, Горца, Дресслера, Бойда, Иверсона, Каака и А Сама. 28 ноября их караван двинулся путём через Иркутск, Томск, Омск, Оренбург, Москву, Смоленск, Вильно по направлению к Кёнигсбергу. Каждый из замороженных трупов был обёрнут в льняную пряжу, войлок, упакован в матрац, набитый опилками, и, наконец, уложен в стальную капсулу, помещённую в деревянный гроб, стянутый железными обручами. В Иркутск караван прибыл 17 декабря, где был встречен распорядительным комитетом Русского географического общества.

### Возвращение. Расследование

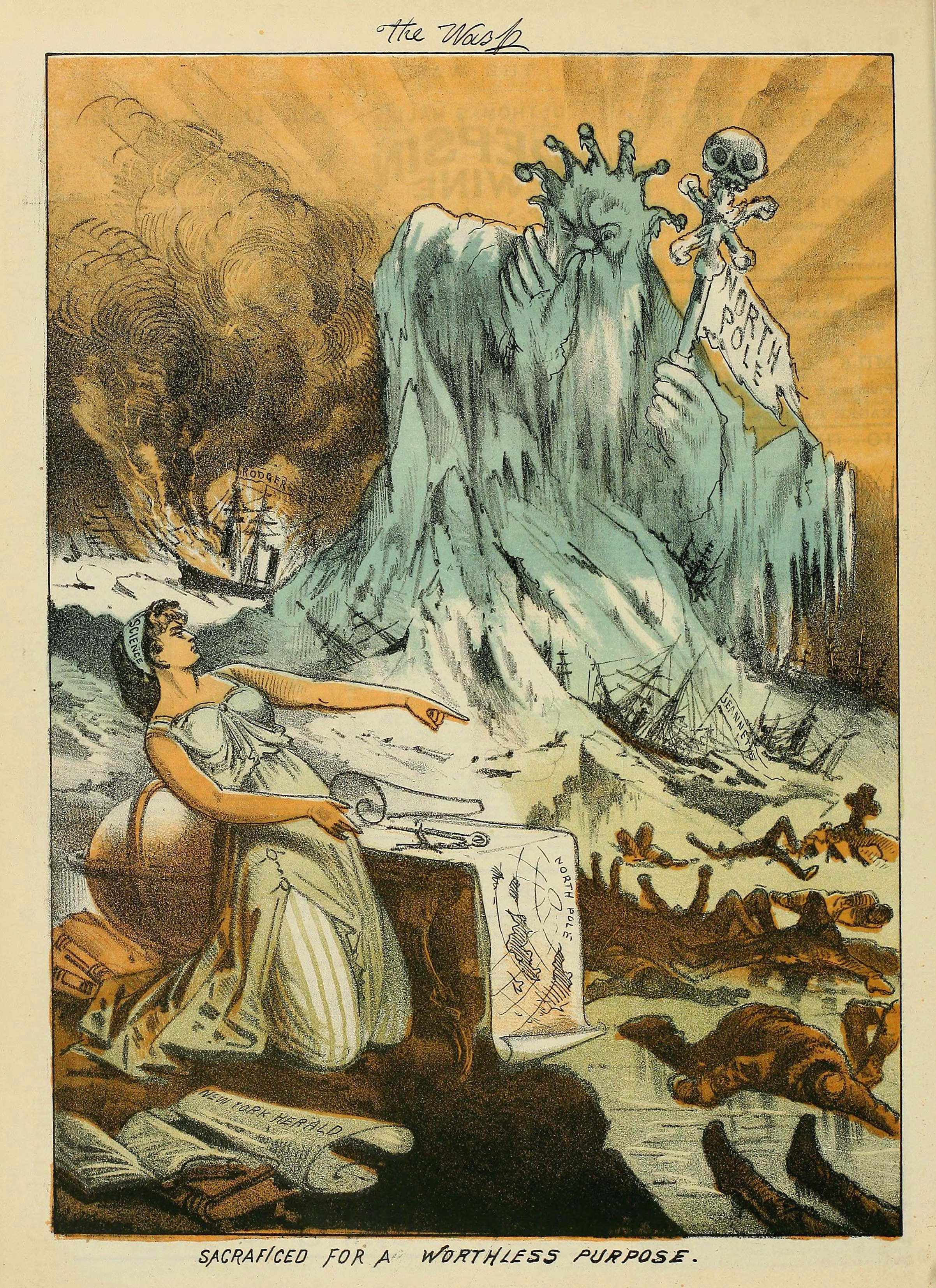
Иллюстрация к журналу The Wasp (Сан-Франциско), обвиняющая экспедицию в напрасных жертвах

Даненхауэр и его люди прибыли в Нью-Йорк через Ливерпуль на лайнере «Celtic», которому была устроена торжественная встреча на судах, арендованных New York Herald. Боцман Коул так и не оправился от психического расстройства и был на средства Беннетта помещён в Государственную психиатрическую больницу, где провёл два года. Ему не сообщали, что его жена скончалась во время долгого отсутствия. Даненхауэр, интервью которого было крайне негативно воспринято начальством и публикой, выступил с официальным обращением, восхваляющим действия Мелвилла и объявляющим их «безупречными».
Инициаторами официального расследования обстоятельств гибели экспедиции стали братья покойного Коллинза, которые действовали через конгрессмена Уошберна от Миннесоты. В начале августа 1882 года Конгресс одобрил его запрос, в процессе было анонсировано участие Эммы Делонг, полной решимости защитить репутацию покойного мужа. Министр военно-морского флота Хант летом 1882 года был переведён послом в Санкт-Петербург, а на его место был назначен Уильям Чендлер. В американской прессе постепенно стали вызревать теории заговора, и репортёры приступили к расследованию того, что же на самом деле произошло в Арктике. Ещё 13 мая 1882 года английская газета «The Saturday Review», популярная и в США, выпустила крайне резкий материал, в котором было объявлено, что «Жаннетта» не годилась для экспедиции такой сложности, а Делонг должен был бросить судно и начать поход в Якутию сразу после первой зимовки, не дожидаясь второй. Много обвинений было и в адрес Беннетта, поскольку командир экспедиции был вынужден принимать решения, устраивающие его спонсора, а не способствующие успеху предприятия. Для только что назначенного министра скандал такого уровня мог оказаться фатальным в политическом смысле, поэтому Чендлер был заинтересован в официальном процессе на высшем уровне. Министр лично встретился с Эммой Делонг и обсудил с нею список вопросов, которые должны быть заданы свидетелям, а также отдал приказ вернуть на родину останки погибших. Бюджет этого предприятия должен был составить 25 000 долларов.
13 сентября 1882 года в Нью-Йорк на лайнере «Парфия» прибыли Мелвилл, Норос и Ниндеман, также встреченные беннеттовским приветственным комитетом. Лично спонсор так и не приехал из Европы. По пути из Петербурга в Ливерпуль полярники побывали на острове Рюген — малой родине Ниндемана. В честь героев дали торжественный приём в мэрии, на котором не было Даненхауэра, а сам инженер отказывался отвечать на вопросы. Далее Мелвилл отправил в Вашингтон опечатанные ящики экспедиционной документации, переданные под охрану конвоя военно-морского министерства, а сам выехал на малую родину в Шэрон Хилл близ Филадельфии.

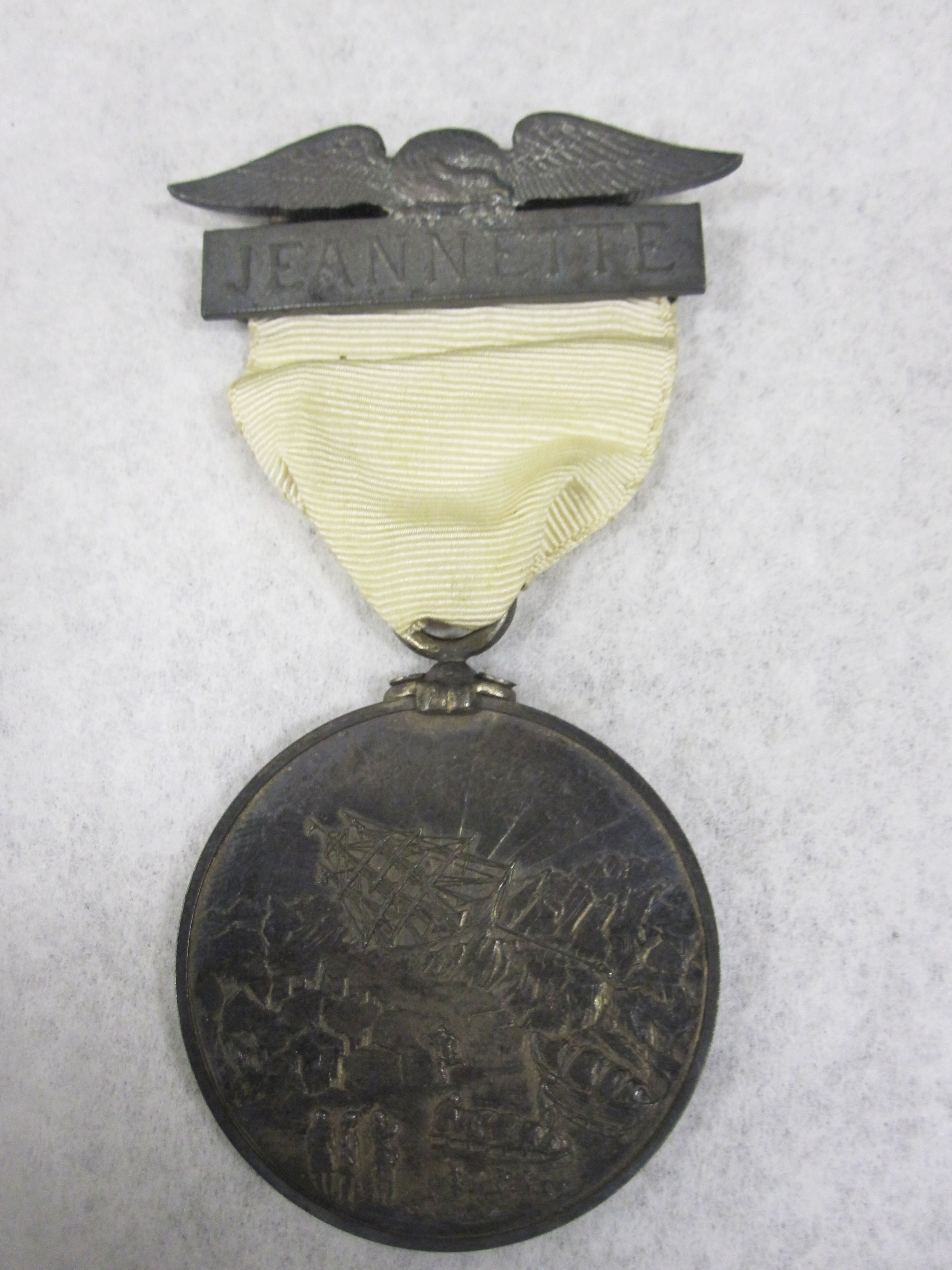
Медаль «Жаннетты», которой был награждён Эдуард Старр

Официальное расследование военно-морского комитета началось 5 октября 1882 года. В его состав были включены: коммодоры Макнейр и Темпл, капитан Миллер и адвокат — штурман Лемли. Министр Чендлер провёл приватные встречи с Э. Делонг, Даненхауэром и Мелвиллом. Вначале рассматривалась пригодность «Жаннетты» для арктических условий. Опросы свидетелей и изучение документации показали, что при выходе из Сан-Франциско корабль находился в отличной форме, а его экипаж был достаточно квалифицированным для исполнения возложенной задачи. В то же время начальник верфи Мэр-Айленд коммодор Колхаун заявил, что не выбрал бы «Жаннетту» для экспедиции в Арктику. Капитан Джонсон из приёмочной комиссии верфи также утверждал, что конструкция барка не была пригодна для сдерживания ледовых сжатий и требовала перестройки, а Делонг опасался ввести Беннетта в «излишние расходы». Поскольку экспедиция была частной, приёмочная комиссия сочла обстоятельства слишком деликатными, чтобы вынести отрицательное заключение. Эмма Делонг написала предыдущему владельцу судна — сэру Аллену Янгу, отправив ему специальный вопросник, составленный министром Чендлером. Ответ баронета Янга сводился к тому, что «Пандора-Жаннетта» была отличным полярным судном. Даненхауэр превратил своё выступление в комитете в шоу, тогда как Мелвилл предпочёл дать показания в письменном виде, предварительно осведомившись у Эммы Делонг, в каком ключе выстраивать защиту действий Джорджа Делонга. У Мелвилла была катастрофическая семейная ситуация: его жена страдала алкоголизмом, он оформлял развод и опеку над собственными дочерьми и содержание жены в психиатрической лечебнице (морские власти присудили для этого пенсию в 90 долларов). Братьев покойного Коллинза пригласили на заседание комитета и даже дали прочитать дневник. Тан Син во время свидетельского опроса заявил, что когда увольняли А Синга, ему должны были удвоить жалованье за увеличение круга обязанностей, и потребовал выплатить компенсацию.
В феврале 1883 года морской министр утвердил решение комитета, полностью оправдавшего Делонга. В решении были указано, «что судно, построенное руками человека, в известных условиях не может сопротивляться льду, и „Жаннетта“ показала себя в продолжительной борьбе исключительно выносливой и годной к плаванию». Предусмотреть последовавшие события «было не в силах человека». Поход по льдам «руководился с благоразумной осторожностью, на что указывает тот факт, что 90 дней после крушения экипаж был в прекрасных условиях». Журнал Делонга свидетельствовал о должной дисциплине и субординации в экипаже. Равным образом комитет не нашёл оснований для обвинения офицеров и рядовых в каких-либо правонарушениях. Особого упоминания удостоились действия Делонга и Мелвилла, а также матросов Ниндемана и Свитмэна.
3 марта 1884 года, уже после официальных похорон команды Делонга, братья Коллинза инициировали новое расследование Палаты представителей. Политический момент был удачен: Конгресс обсуждал существенное увеличение бюджетных ассигнований на модернизацию флота. Министр Чендлер в этих условиях потребовал поддержки от Беннетта, получив ответ, что это «удовольствие и долг». 2 апреля в «Нью-Йорк Геральд» вышла большая передовая статья о необходимости постройки современного американского военного флота, поэтому слушания Конгресса свелись к обсуждению перспективы превращения США в ведущую морскую державу. Постановление комиссии Конгресса по расследованию вышло 17 февраля 1885 года. В нём заявлялось, что Делонг был прав, вморозив «Жаннетту» в льды, ибо «бессмысленно посылать экспедицию в Арктику, если она не будет преодолевать льдов». Судно было объявлено полностью исправным, снаряжение экспедиции также соответствовало взятым задачам. Действия Коллинза, приведшие к его отстранению, объяснялись так: «чувствительный по натуре, непривычный к морской дисциплине, он возражал против действий и слов, на которые бы не обратил внимания в другой ситуации. Его арест и дальнейшее отстранение от должности были в интересах морального климата и благополучия экспедиции». Корректным было объявлено и расследование военно-морского комитета, не было выявлено давления на свидетелей или утаивания принципиально важных сведений.
По инициативе Мелвилла (единственного на тот момент офицера «Жаннетты», оставшегося в живых), совместным постановлением Конгресса от 30 сентября 1890 года была учреждена «Медаль Жаннетты» для награждения «в честь высокого уважения, с которым Конгресс относится к их действиям в упомянутой экспедиции», вручаемой всем выжившим участникам и родственникам погибших. Было выбито 8 золотых и 25 серебряных медалей по эскизу инженера Андерсона, на которых были выгравированы имена награждаемых.

### После возвращения

#### Память
|  |

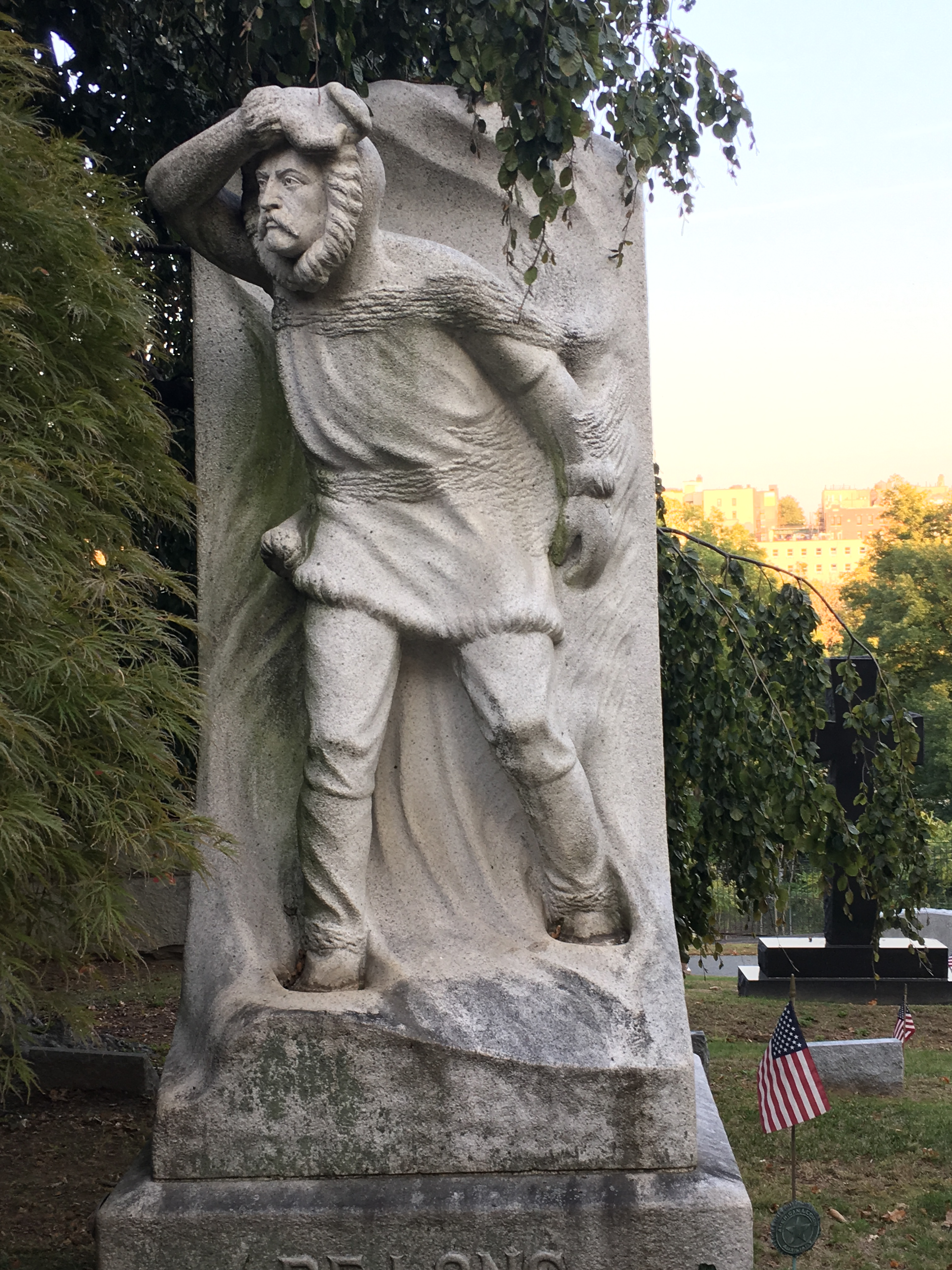
Надгробие Джорджа Делонга на Вудлонском кладбище

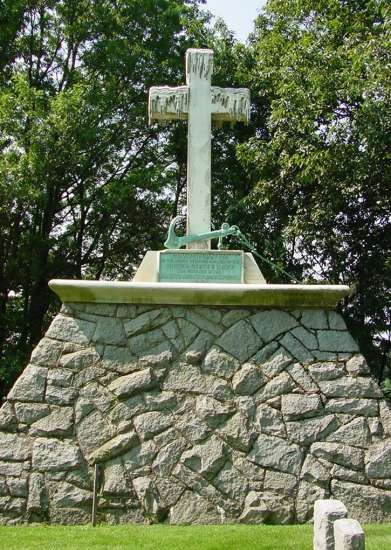
Монумент погибшим на «Жаннетте» в Военно-морской академии США в Аннаполисе

В 1883 году были опубликованы судовые журналы лейтенанта Делонга, отредактированные вдовой Эммой. В 1884 году власти Нью-Йорка обустроили парк имени «Жаннетты», посвящённый в XX веке ветеранам Вьетнамской войны. В 1890 году копия первого надгробия Делонгу была установлена на территории Военно-морской академии в Аннаполисе.
Тела Делонга и его спутников после долгой переписки между Вашингтоном, американским посольством в Петербурге и Иркутском 1 января 1884 года были доставлены в Томск. Здесь и далее останки американцев встречали с воинскими почестями. По железной дороге они были доставлены из Оренбурга в Москву, где прошло торжественное шествие, а память погибших почтили студенты Московского университета. Из России останки переместили в Берлин и Гамбург, откуда отправили в Америку пакетботом «Фризия» Hamburg—America Steam Packet Company. Харбер и десять гробов выгрузились в Хобокене 20 февраля 1884 года. Выпуск New York Herald вновь был оформлен чёрной рамкой, а в Нью-Йорке объявили траур. Панихиду провели на Бруклинской военно-морской верфи, где проиграли российский гимн в благодарность содействию российской стороны в доставке тел героев, и доставили венок от Беннетта в виде якоря. Братья Коллинза забрали его гроб для доставки на семейное кладбище в Ирландии; родственники также забрали останки врача Эмблера и матроса Бойда. 23 февраля останки Джорджа Делонга и пятерых его товарищей упокоились на Вудлонском кладбище в Бронксе, при этом присутствовали Мелвилл, Тан Син, Норос и Ниндеман. Памятник на могиле был установлен в 1928 году, на его открытии присутствовали матрос Лич и Эмма Делонг.
В 1884 году Джордж Мелвилл участвовал в поисках участников пропавшей экспедиции Грили и выпустил собственное описание экспедиции и поисковых отрядов под названием «В дельте Лены», отправив один экземпляр Соломону Лиону, который по-прежнему оставался ссыльным в Якутии. В дальнейшем Мелвилл долго находился на службе, дослужившись до контр-адмирала, возглавлял Бюро паровой техники ВМФ США и вышел в отставку в 1903 году. Даненхауэр выгодно женился, успешно выступал с лекциями, а после назначения командовать судном в приступе депрессии покончил с собой в 1887 году. Дольше всех из экипажа «Жаннетты» прожил матрос Герберт Лич, который большую часть жизни проработал на обувной фабрике в Массачусетсе и скончался в 1933 году. Эмма Делонг скончалась в 1940 году и была захоронена вместе с мужем на Вудлонском кладбище.
Холм на берегу Туматской протоки, где первоначально упокоились тела Делонга и товарищей, известен в Якутии под названием Американского (Америка-Хая). Холм отмечен деревянным крестом, установленным в 1976 году, о чём свидетельствует памятная табличка. В Музее истории развития Арктики в Тикси находится подлинная перекладина креста с Американской горы, существует отдельная экспозиция, посвящённая экспедиции. В бывшем селении Зимовьелях (Тумат) при разборе старого дома была обнаружена американская медаль «За мужество и человеколюбие», вручённая Алексею Ачикасову за активную помощь в спасении членов экспедиции экипажа «Жаннетты». Летом 2017 года правнук Джорджа Делонга — Крейг Коннелл — посетил Якутию в рамках XXII заседания Российско-Американского тихоокеанского партнёрства (РАТОП).

#### Значение для науки
18 июня 1884 года некоторые вещи экипажа погибшего судна были принесены на льдине к восточному побережью Гренландии и подобраны в Юлианехобе. В их число входили: опись провианта и шлюпок с подписью Делонга, брюки Нороса и противосолнечный козырёк Ниндемана. Судя по датам, находки преодолели 4500 миль за 1096 дней. Это позволило норвежскому исследователю Фритьофу Нансену обосновать концепцию трансполярного дрейфа и осуществить в 1893—1896 годах успешную норвежскую экспедицию на «Фраме». По выражению Нансена, «бесполезно идти, как это делали прежние экспедиции, против течения, мы должны поискать, не найдётся ли течения попутного. Экспедиция „Жаннетты“… единственная из всех была на верном пути, хотя случилось это не по её воле и желанию».
9 октября 1885 года Военно-морской институт США в Аннаполисе провёл Международный Арктический симпозиум, председателем на котором был сэр Клементс Маркем. От американской стороны докладчиками были Джордж Нэрс, Адольф Грили и Джон Даненхауэр. Даненхауэр представил сильно скорректированную версию хода и результатов экспедиции на «Жаннетте»: якобы главной целью было опровержение теории Петермана об открытом полярном море и того, что Земля Врангеля — южный отрог полярного континента. Он крайне негативно отнёсся к дальнейшим исследованиям в центральной Арктике, потребовав перестать тратить деньги и человеческие жизни «для исправления ошибок географов и картографов, не покидавших своего кабинета». Сэр Маркем тактично назвал достижения экспедиции Делонга «благородными». Мелвилл в своём эмоциональном выступлении, напротив, доказывал, что арктический вызов намного превосходит любые корыстные устремления, ибо в противном случае «наша мужественность сводится к кругляшку золотого доллара». В 1897 году Мелвилл входил в комитет по встрече Нансена, который после своего путешествия посетил США и всячески подчёркивал, что успеха норвежцев не было бы без предшествующего подвига американцев.
Коммандер ВМФ США Эдуард Эллсберг в выступлении на симпозиуме, посвящённом американским полярным исследованиям (24 февраля 1940 года), заново оценил достижения экспедиции Делонга. Э. Эллсберг напомнил, что в 1870-е годы условия в широтах севернее 83° были известны примерно в той же степени, как и на поверхности Марса. Делонг, по его оценке, из всех тогдашних флотских офицеров США в наибольшей степени «отличался чутьём на научную истину» и сделал правильные выводы из того, что «Жаннетта» была остановлена многолетними льдами на 71° 30’ с. ш. В частности, когда весной 1881 года дрейф ускорился в северном направлении, Делонг пришёл к выводу, что течения в высоких широтах Арктики имеют спиралевидное движение, и, судя по скорости течения, на достижение Северного полюса и пересечение Арктики во льдах понадобилось бы от трёх до пяти лет. Экспедиция провела двухлетний цикл метеорологических, магнитных и гидрологических наблюдений, открыла острова Де-Лонга и доставила три чучела чаек Росса. Впрочем, по мнению коммандера Эллсберга, главным достижением команды Делонга был опыт выживания в ледяном море и в безжизненной тундре, а также стойкость и решимость, которые выделяют эту экспедицию среди всех других.
Ранее Эллсберг продвигал идею увековечивания памяти экспедиции Делонга, в 1928 году открывал памятник на могиле героев и в 1938 году опубликовал успешное беллетризированное описание экспедиции «Ад во льдах». «Наиболее подробное и интересное» описание экспедиции было выполнено в 1986 году Леонардом Гатриджем.

### Первоисточники
- Bliss R. W., Newcomb R. L. Our lost explorers: the narrative of the Jeannette Arctic expedition as related by the survivors, and in the records and last journals of Lieutenant De Long. — Hartford, Conn.; San Francisco : American publishing company; A. L. Bancroft & co, 1882. — xv, 479 p.
- Farthest North: The Quest for the North Pole / Edited by Clive Holland. — New York : Carroll & Graf Publishers[англ.], Inc., 1994. — viii, 305 p. — ISBN 0-7867-0128-5.
- Jeannette inquiry. Before the Committee on Naval Affairs of the United States House of Representatives, Forthy-eighth Congress / Members of the subcommitte: Hon. Huch Buchanan, Hon. William McAdoo, and Hon. Charles A. Boutelle. H.H. ALexander, official stenographer. — Washington : Govt. Print. Off., 1884. — 1046 p.
- Melville G. W. In the Lena Delta : a narrative of the search for Lieut. Commander DeLong and his companions : followed by an account of the Greely Relief Expedition and a proposed method of reaching the North Pole. — Boston : Houghton Mifflin and Co, 1885. — xv, 497 p.
- The voyage of the Jeannette. The ship and ice journals of George W. De Long, lieutenant-commander U.S.N. and commander of the Polar expedition of 1879—1881 : In Two volumes / ed. by Emma De Long. — Boston : Houghton, Mifflin and company, 1885. — XII, 440 p.; XII, [441]-911 p.
- Джордж Де-Лонг. Плавание «Жаннеты» / Сокр. пер. с англ. Г. Б. Кричевского. — Л. : Издательство Главсевморпути, 1936. — 457 с. — (Полярная библиотека). — Вступ. ст. «Мои встречи с участниками экспедиции „Жанетты“» С. Е. Лиона (с. 7—31).
Джордж Де-Лонг. Плавание «Жаннеты» / сокращ. пер. с англ. Г. Кричевского. — М. : Paulsen, 2018. — 460 с. — (Полярная классика). — ISBN 978-5-98797-210-6.
- Нансен Ф. «Фрам» в Полярном море / Пер. З. Лопухиной. — М.: Географгиз, 1956. — Т. 1. — 368 с.

### Монографии и статьи
- Berton P. The Arctic Grail: the quest for the North West Passage and the North Pole, 1818—1909. — Toronto : McClelland & Stewart[англ.], 1988. — 672 p. — ISBN 0-7710-1266-7.
- Ellsberg E. The Drift of the «Jeannette» in the Arctic Sea : (Read February 24, 1940, in Symposium on American1 Polar Exploration // Proceedings of the American Philosophical Society. — 1940. — Vol. 82, no. 5: Centenary Celebration of the Wilkes Exploring Expedition of the United States Navy, 1838—1842, and Symposium on American Polar Exploration. — P. 889—896. — JSTOR 984897.
- Ellsberg E. Hell on ice : the saga of the «Jeannette». — New York : Dodd, Mead & Co.[англ.], 1960. — x, 421 p. — First published in 1938.
- Fleming F. Ninety Degrees North: the quest for the North Pole. — London : Granta Books, 2001. — xxiii, 470 p. — ISBN 1-86207-449-6.
- Guttridge L. F. Icebound: the Jeannette expedition's quest for the North Pole. — Annapolis, Md. : Naval Institute Press, 1986. — xx, 357 p. — ISBN 087021330X.
- Hoehling A. A. The Jeannette Expedition: An Ill-Fated Journey To The Arctic. — London, New York, Toronto : Abelard-Schuman, 1967. — 224 p.
- Hug C. Fourfold odyssey for a false thesis. Polar Journal (4 декабря 2021). Дата обращения: 8 июля 2022.
- Mills W. J. Exploring polar frontiers : a historical encyclopedia / With contributions by David Clammer, Sir Ranulph Fiennes, Jenny Mai Handford, Rear Admiral John Myres, Geoff Renner and David Stam. — Santa Barbara: ABC-CLIO, Inc., 2003. — 844 p. — ISBN 1-57607-422-6.
- Robinson M. F. The coldest crucible : Arctic exploration and American culture. — Chicago, London : University of Chicago Press, 2006. — xii, 206 p. — ISBN 0-226-72184-1.
- Sides H. In the kingdom of ice : the grand and terrible polar voyage of the USS Jeannette. — New York : Doubleday, 2014. — xiii, 454 p. — ISBN 9780385535373.
- Лаптев С. Н. Трагедия в ледяной пустыне : (Амер. полярная экспедиция лейтенанта Де-Лонга на судне «Jiannete»). — Иркутск : Вост.-Сиб. краев. изд., 1937. — 58 с. — Тип. треста «Полиграфкнига».
- Магидович И. П., Магидович В. И. Очерки по истории географических открытий : [в 5 т.]. — 3-е изд., перераб. и доп. — М. : Просвещение, 1985. — Т. 4: Географические открытия и исследования нового времени (XIX — нач. XX в.). — 336 с.
- Обоимов А. Цена географических открытий: как языковой барьер погубил участников экспедиции Де-Лонга. Русское географическое общество (29 июля 2020). Дата обращения: 8 июля 2022.
- Сайдз Х. Царство льда / перевод с английского З. Мамедьярова. — М. : Эксмо; Бомбора, 2018. — 392 с. — (Great&True. Великие истории, которые потрясли мир). — ISBN 978-5-04-088638-8.